# Thaïlande
Royaume de Thaïlande
(ex-Siam)
(th) ราชอาณาจักรไทย 
(th) Ratcha Anachak Thai 
La Thaïlande, en forme longue le royaume de Thaïlande (en thaï : ประเทศไทย, Prathet Thai et ราชอาณาจักรไทย, Ratcha Anachak Thai), est un pays d’Asie du Sud-Est. Avant 1939, il s’appelait le royaume de Siam. Ce dernier est bordé au sud-ouest et au nord-ouest par la Birmanie, au sud par la Malaisie, au sud-est par le Cambodge et au nord-est par le Laos. La langue officielle est le thaï et la monnaie le baht. Sa capitale est Bangkok – Khrung Thep étant la forme employée par les Thaïlandais.
Le Siam n'a jamais été colonisé par les puissances occidentales qui aux XIXe et XXe siècles étaient installées dans tous les pays alentour. C’est une monarchie constitutionnelle depuis 1932 dans laquelle le roi est officiellement le chef de l'État, chef des Forces armées, partisan de la religion bouddhiste et défenseur de toutes les confessions. Sur un plan politique, la Thaïlande a connu dix-neuf coups d'État dont douze réussis par l'armée depuis 1932, le dernier en date ayant eu lieu le 22 mai 2014. À partir de 1946, plusieurs générations de Thaïlandais n'ont connu qu'un souverain, Bhumibol Adulyadej (Rama IX), dont le règne a duré 70 ans, jusqu'à sa mort le 13 octobre 2016. Son fils Vajiralongkorn (Rama X) lui a succédé le 1er décembre 2016. Il est le 10e souverain de la dynastie Chakri qui règne depuis 1782.
Le pays est classé 51e pays par ordre de superficie (514 000 km2) et 21e pays le plus peuplé du monde avec 68 299 099 habitants en janvier 2017, une superficie et une population très proches de celles de la France métropolitaine. Il est constitué d'une large partie continentale prolongée au sud sur près de mille kilomètres par la péninsule Malaise qu'il partage côté ouest avec la Birmanie et dans son sud avec la Malaisie. Environ 75 % de la population sont d'ethnie thaïe, 14 % sont des Chinois, et 3 % sont Malais, le reste étant composé de groupes minoritaires : les Môns, les Khmers et les diverses tribus des collines. La religion principale est le bouddhisme, pratiquée par environ 92,5 % des Thaïlandais. L'islam vient ensuite avec 5,4 %, suivi du christianisme avec 1,2 %.
La Thaïlande a connu une croissance économique rapide entre 1985 et 1995. C'est un des nouveaux pays industrialisés, comptant parmi les Tigres asiatiques. Son économie repose notamment sur le tourisme, avec des destinations touristiques bien connues comme la capitale Bangkok, la région de Chiang Mai, le parc historique de Sukhothaï et le parc historique d'Ayutthaya, la station balnéaire de Pattaya, les provinces méridionales de Phuket, de Phang Nga, de Krabi et les nombreuses îles dans le golfe de Thaïlande et dans la mer d'Andaman, comme celles de Ko Samui et de Koh Phi Phi. Les exportations contribuent aussi de manière significative à l'économie. Le pays compte environ 2,8 millions d'immigrés légaux et illégaux en Thaïlande, dont un certain nombre d'expatriés des pays occidentaux.

## Géographie
La Thaïlande fait partie de la péninsule indochinoise, jusqu’à l’isthme de Kra, qui marque la transition avec la péninsule Malaise. Le pays s’étend sur environ 805 km d’est en ouest et 1 770 km du nord au sud.
Au centre, on trouve une vaste plaine, la plaine alluviale de la Chao Phraya, le plus grand fleuve thaïlandais. C’est la région la plus dense au niveau de la population et la plus riche du point de vue agricole.
Bangkok est située à proximité du fertile delta du Maenam Chao Phraya (Mae Nam - แม่ น้ำ - littéralement mère-eau (l’eau mère de la vie), veut dire rivière ou fleuve en thaï). Tout autour de ce bassin s’élèvent des massifs montagneux. Les massifs qui longent la frontière birmane sont les sommets les plus élevés, culminant à 2 595 mètres au Doi Inthanon. Quant à la région péninsulaire, bordée d’étroites plaines côtières, elle atteint son point culminant au Khao Luang à 1 786 m.
À l’est du bassin du Chao Phraya, on trouve une autre chaîne montagneuse, d’axe nord-sud, qui culmine à 1 270 mètres grâce au Doi Pia Fai.
Un plateau bas et aride s’étend au nord et à l’est de cette chaîne : c’est le plateau de Khorat, qui occupe le tiers oriental du pays (appelé l’Isan) et borde la vallée du Mékong (Mae Nam Khong), à la frontière avec le Laos.

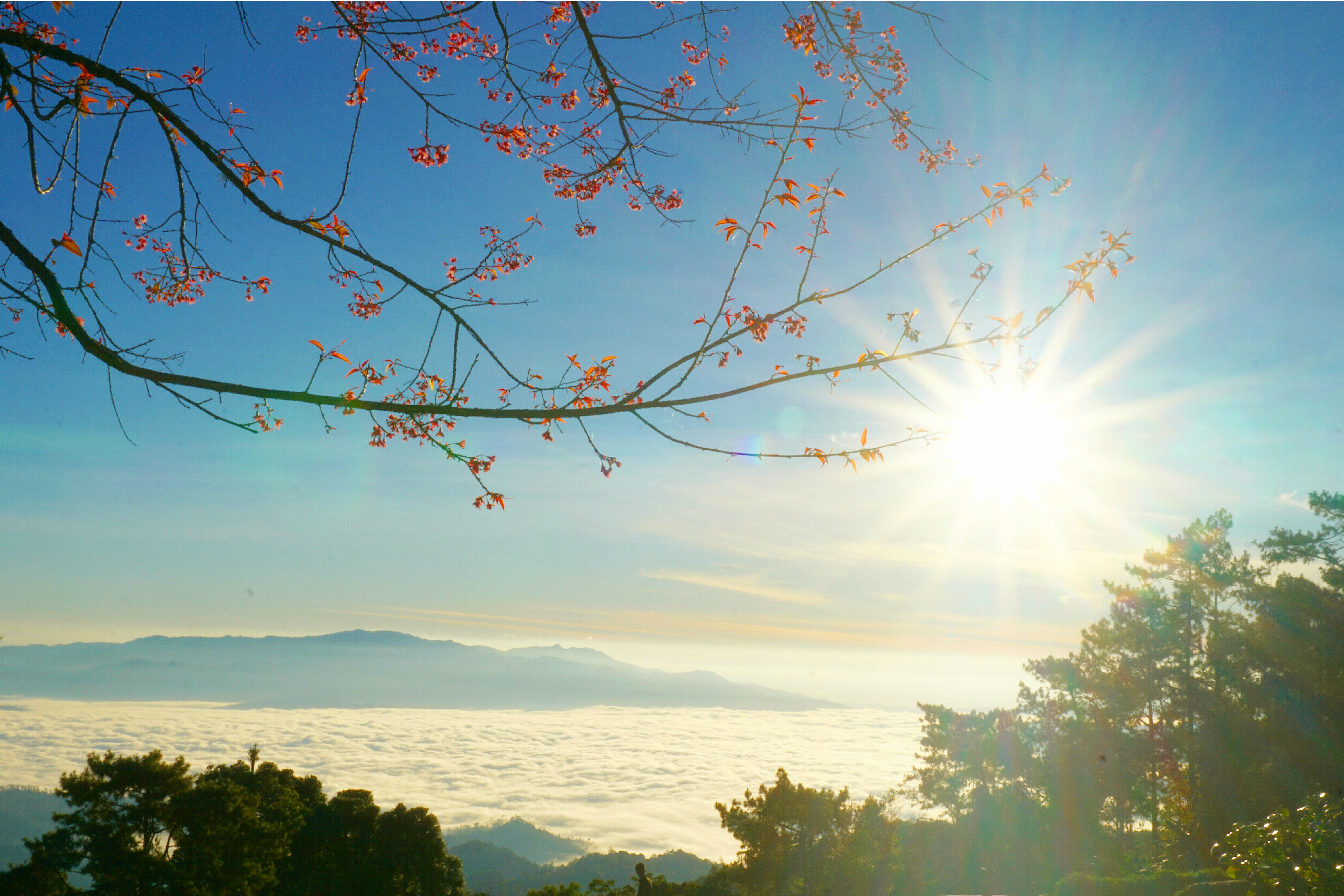
Nord de la Thaïlande.
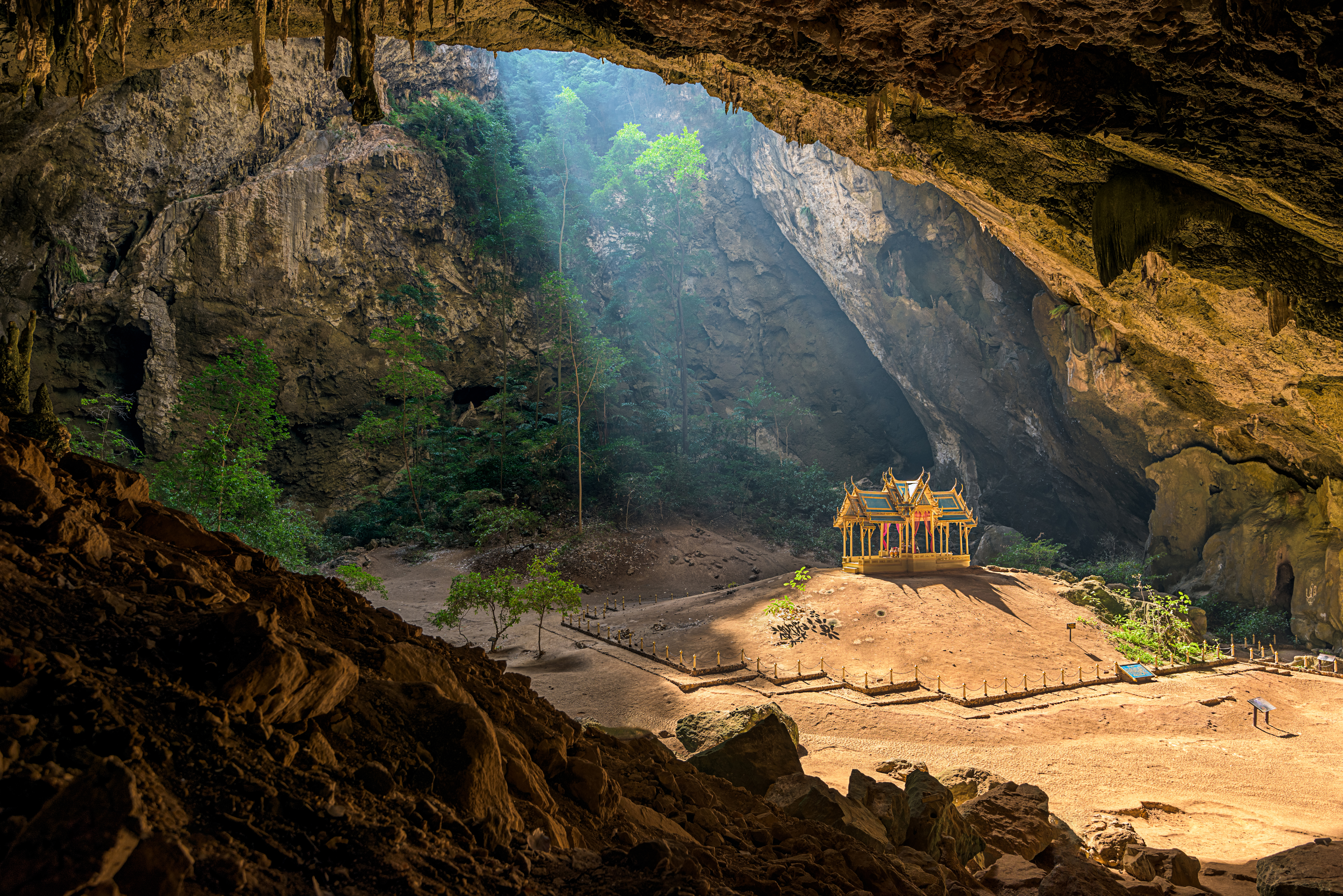
Thaïlande occidentale.
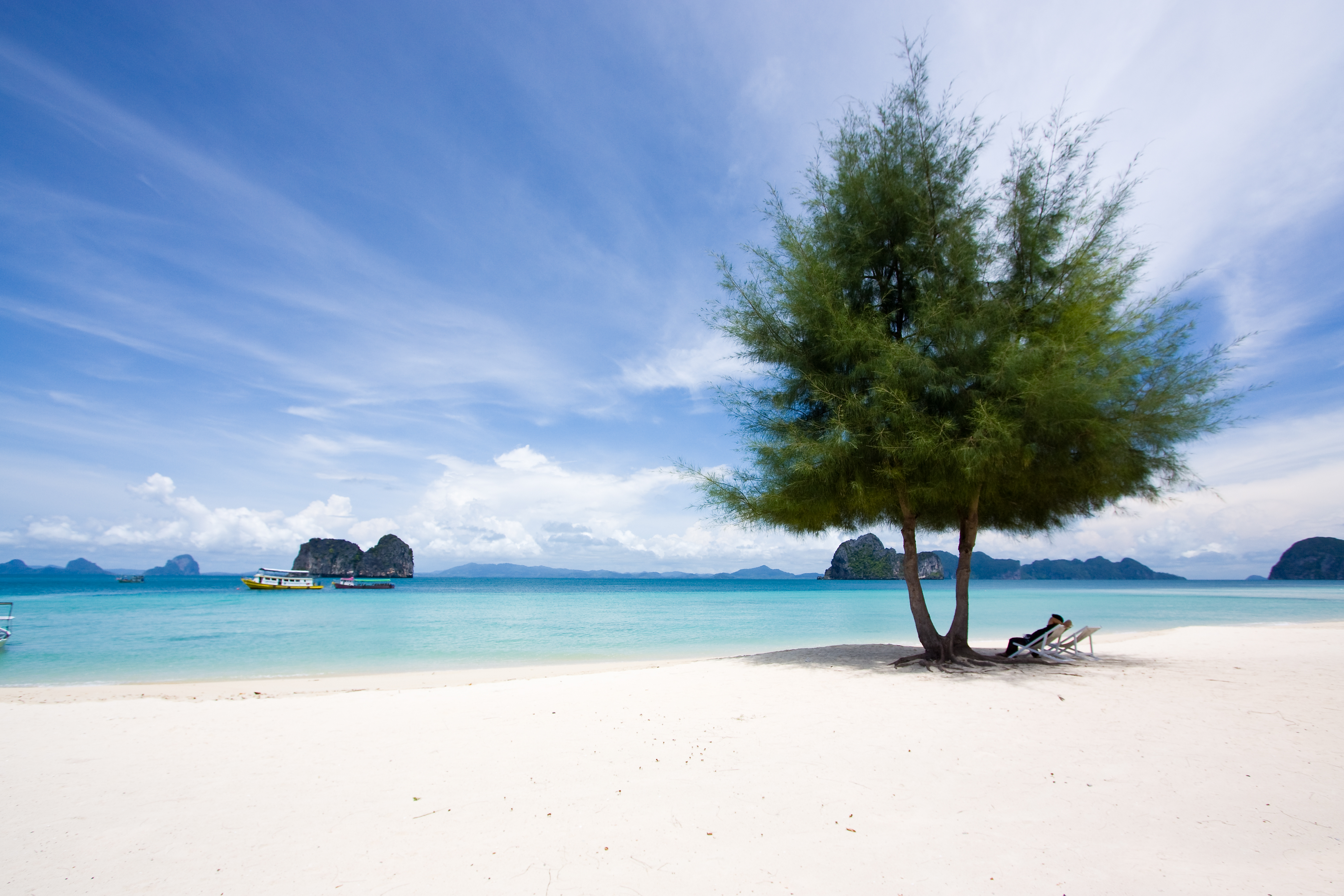
Sud de la Thaïlande.
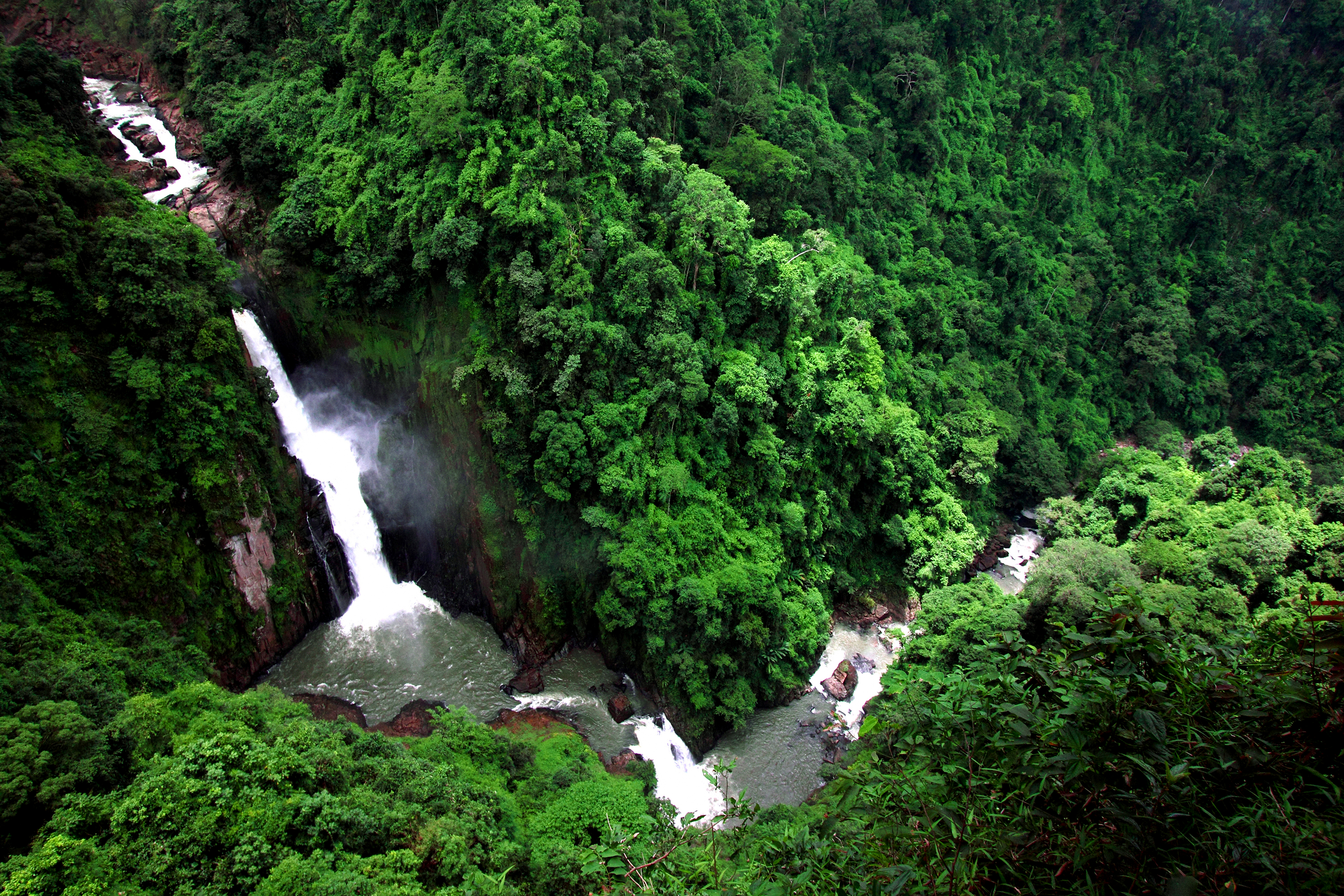
Nord-est de la Thaïlande.

## Climat
La Thaïlande bénéficie d’un climat tropical. On distingue globalement deux saisons :
- Une saison sèche : de décembre à avril
- Une saison des pluies (mousson) : de fin mai à novembre

Toutefois, le pays s'étalant sur plus de 2 000 km, il y a une variation de climat notable entre les régions plus au nord, et les zones côtières du sud du pays.
- Dans le Nord du pays, on distingue une troisième saison appelée « saison froide » ("hiver" thaïlandais, avec des températures plus agréables en journée, ne dépassant généralement pas les 32 °C et des températures plus fraîches en soirée et la nuit, descendant allègrement en dessous des 15 °C, surtout avec l'altitude (il peut y avoir quelques rares gelées sur les sommets les plus hauts comme au Doi Inthanon[12])
- Dans le Sud du pays, on retrouve un décalage dans la mousson entre le golfe de Thaïlande, plus arrosé entre septembre et décembre et la mer Andaman, recevant plus de pluie entre mai et octobre.

La température varie généralement entre 25 °C et 35 °C en moyenne.
Selon le Climate Institute, une association spécialisée dans des solutions pratiques au changement climatique, les changements climatiques menacent en grande partie l’agriculture notamment avec l’augmentation des températures, les inondations, les sécheresses, tempêtes et l'élévation du niveau de la mer. Le pays a subi plus de 1,75 milliard de pertes dues à ces catastrophes entre 1989 et 2002. Ces dernières années, les conditions climatiques ont aggravé la situation, ce qui a abouti à des catastrophes à grandes échelles. Ces cataclysmes ont dévasté l’agriculture et l’économie. L'imprévisibilité des précipitations, des changements de températures et bien d’autres faits néfastes vont s’intensifier dans les années à venir. Ce qui veut dire que la Thaïlande devra faire face à des sécheresses en plein milieu de la saison des pluies,.

## Environnement
Les principales sources de pollution de l'air sont la circulation automobile et les industries utilisant le charbon. Les réglementations existantes ne sont pas respectées et la répression contre les manquements reste faible. La pollution de l'air diminue l’espérance de vie des Thaïlandais de quatre années.
De plus, les sols sont pollués par des millions de tonnes de déchets : en 2014, la Thaïlande générait 27 millions de tonnes d'ordures par an que l'on retrouvait dans 2500 décharges dont seule une sur cinq était bien gérée, les autres étant à la merci des déversements illégaux, des incendies et des infiltrations de la nappe phréatique ; en 2018, la Thaïlande a de plus vu ses importations de déchets décupler, en conséquence de la décision de la Chine en 2017 de cesser ses propres importations. Les problèmes écologiques et sanitaires se sont accentués en conséquence.
Le dernier rapport de l'ONG Ocean Conservancy désigne la Thaïlande comme l'un des principaux producteurs de déchets marins, principalement en raison de l'utilisation massive de plastique. Bien que la Thaïlande ait interdit les sacs en plastique en 2020, la pandémie a entraîné une augmentation significative de leur consommation, exacerbant le problème.

## Histoire
Le premier royaume connu des historiens sur le territoire thaïlandais est le royaume de Funan. En effet, celui-ci remonte à peu près au premier siècle de notre ère. Ce dernier couvrait une grande partie de l’Asie du Sud-Est, il s’étendait ainsi sur le Cambodge, le sud du Vietnam, certaines parties du Laos, la Birmanie, des péninsules malaisienne et enfin la Thaïlande. Il était le plus puissant de la région à cette époque et dura presque cinq siècles.
À partir du VIe siècle, les différents peuples qui composaient le royaume du Funan établissent la principauté de Dvâravatî. On parle même de civilisation du Dvâravatî. Cela s’étendait principalement en Thaïlande et dans le sud de la Birmanie. Cette période s’étend jusqu’au Xe siècle. L’ère du Dvâravatî est un point charnière puisque c’est à cette période que les historiens attribuent l’arrivée du bouddhisme dans la région.
Dès le Xe siècle, la principauté de Dvâravatî tombe sous l’allégeance du royaume des Khmers établi au siècle précédent. Techniquement, le Dvâravatî était vassal du royaume khmer pendant un peu plus de deux siècles. Les historiens estiment qu’au début du XIIIe siècle, plusieurs chefs de différents clans et tribus thaï s’affranchissent progressivement de leur statut auprès du royaume khmer.
De nombreux royaumes, principautés ou empires se partagent le pays dans une histoire imbriquée, les invasions et dominations étrangères se perpétuant jusqu’à la fin du XVIIe siècle.
Résumé chronologique :
- Ier au VIe siècle, le royaume connu par son nom chinois de Fou-nan domine la région
- IIIe au Ve siècle, royaume connu sous le nom chinois de Dun-sun (sud)
- VIe au XIe siècle, royaume môn de Dvâravatî (centre)
- VIIe siècle, relation avec le royaume de Sriwijaya (sud)
- VIIe au XIVe siècle, royaume de Lavo (sud)
- VIIIe au XIIIe siècle, royaume môn de Hariphunchai (nord)
- XIe et XIIe siècles, invasions khmères
- XIIIe siècle, royaume thaï de Sukhothaï (centre) jusqu'en 1438.
- XIIIe au XVIIe siècle, royaume thaï du Lanna (nord)
- XIVe au XVIIIe siècle, royaume d'Ayutthaya (centre)
- XVIIIe siècle à nos jours, dynastie Chakri à Bangkok (ou krungthep en thaï)
- 24 juin 1939 : le pays prend le nom de Thaïlande[24]

### Royaume de Sukhothaï et Lannathai
Selon les historiens modernes, la sécession de Sukhothaï d'avec l'Empire khmer commença dès 1180, sous le règne de Po Khun Sri Naw Namthom, souverain de Sukhothaï et de la cité voisine de Sri Satchanalai (actuel Amphoe Si Satchanalai, dans la province de Sukhothaï). Sukhothaï bénéficiait à cette époque d'une large autonomie, mais elle fut reprise vers 1180 par les Môns de Lavo sous leur roi Khomsabad Khlonlampong.

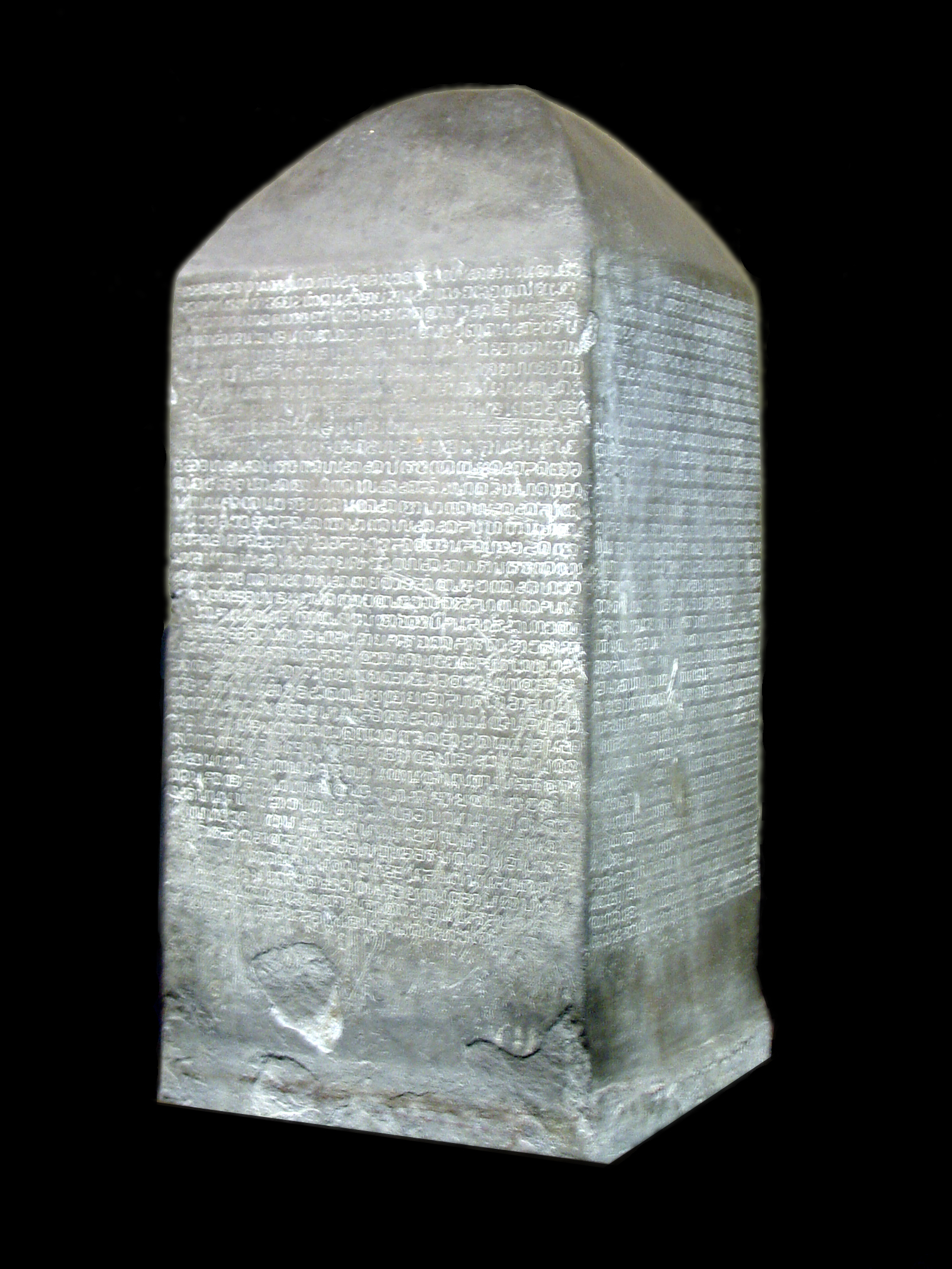
Inscription du roi Ramkhamhaeng.

Deux frères, Po Khun Bangklanghao et Po Khun Phameung (Po Khun était un titre de noblesse) arrachèrent Sukhothai aux Môns en 1239. Bangklanghao gouverna Sukhothai sous le nom de Sri Indrathit et fut le premier souverain de la dynastie Phra Ruang. Il agrandit son royaume aux cités voisines. À la fin de son règne en 1257, le royaume de Sukhothaï couvrait toute la haute vallée de la Chao Phraya.

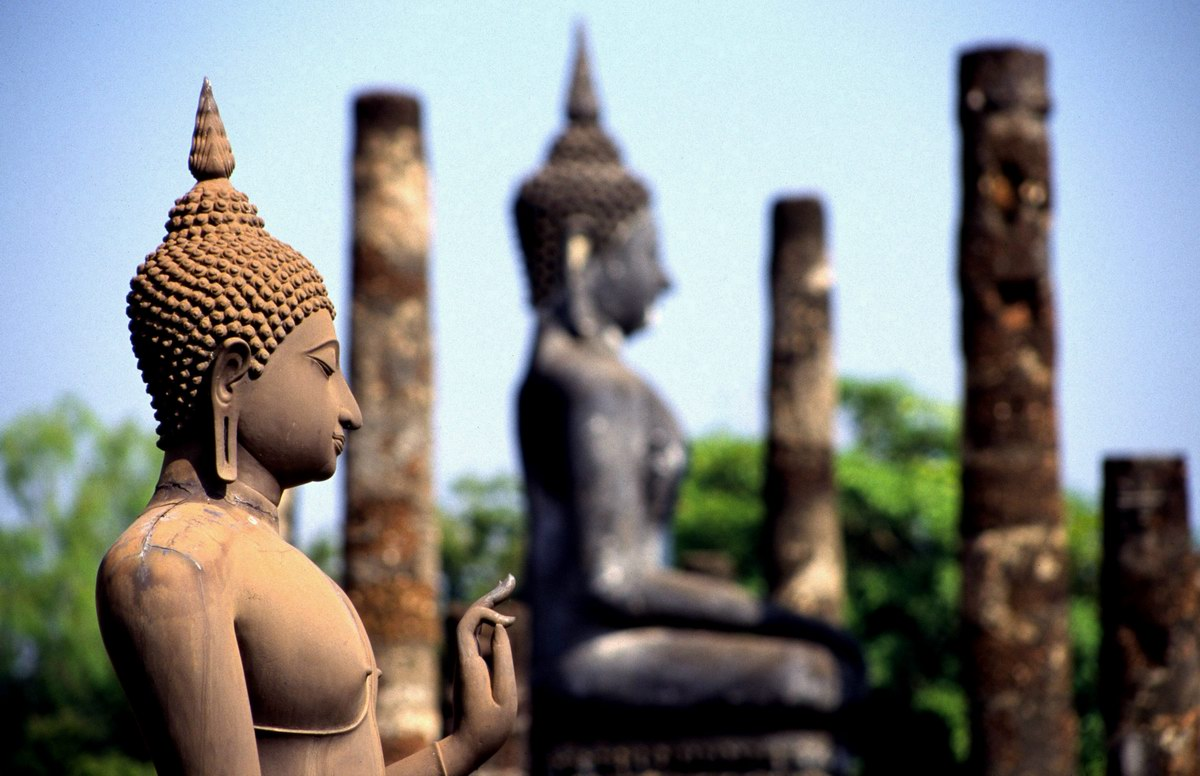
Image de Bouddha au Wat Mahathat - Parc historique de Sukhothai.

Po Khun Banmeaung et son frère Ramkhamhaeng (r. 1239-1317) agrandirent le royaume aux dépens des civilisations voisines. Pour la première fois, un état Thaï devenait un pouvoir dominant en Asie du Sud-Est. La tradition historique décrit l'expansion de Sukhothaï avec force détails, mais l'exactitude de ceux-ci est discutée. Dans le sud, Ramkamhaeng soumit le royaume de Supannabhum et Sri Thamnakorn (Tambralinga, dans la péninsule Malaise) et, par son intermédiaire, adopta le bouddhisme theravada comme religion d'État. Dans le nord, Ramkamhaeng fit payer tribut à Phrae et Luang Prabang.
Ramkhamhaeng demanda aux moines de Sri Thamnakorn de propager le bouddhisme theravada à Sukhothaï. En 1283, il inventa l'alphabet thaï, figuré sur la fameuse « stèle de Ramkamhaeng » découverte par le roi Mongkut (Rama IV) 600 ans plus tard. Cette stèle représente un témoignage capital sur Sukhothaï à l'époque.
Le gouvernement de Ramkhamhaeng est caractéristique de celui du royaume de Sukhothaï, un type monarchique patrocratique, où le roi est considéré comme le père et les sujets comme ses enfants. Ramkhamhaeng encouragea le commerce en déclarant : « Qui souhaite vendre des éléphants, qu'il le fasse. Qui souhaite vendre des chevaux, qu'il le fasse. »
C'est aussi de cette époque que datent les premières relations avec la nouvelle dynastie Yuan et que Sukhothaï commença à envoyer des missions commerciales en Chine. Sukhothaï exportait des Sangkalok (littéralement, des poteries de la dynastie Song !). Ce fut la seule période où le Siam produisit des céramiques de style chinois.
La puissance de Sukhothaï fut de courte durée. Après la mort de Ramkhamhaeng, les royaumes vassaux s'émancipèrent sous le règne de son fils Phaya Loethai (1298-1323). Ce furent d'abord la province d'Uttaradit dans le nord, puis les royaumes laotiens de Luang Prabang et Vientiane. En 1319, les Môns rompirent leur allégeance dans l'ouest et en 1321 le Lanna (fondé en 1259) s'empara de Tak, une des plus anciennes villes contrôlées par Sukhothaï. Dans le sud, la puissante cité de Suphanburi prit également son indépendance sous le règne de Loethai. Ainsi le royaume fut-il rapidement réduit à son ancienne puissance locale. Puis à partir de 1350, le nouveau royaume d'Ayutthaya ne cessa de gagner de la puissance. En 1378 ses armées envahirent Sukhothai et le roi Thammaracha II fut obligé de devenir son vassal.

### Royaume de Ayutthaya
U Thong pour échapper à la menace d'une épidémie, déplace sa cour au sud dans la riche plaine inondable du fleuve Chao Phraya. Il fonde une nouvelle capitale sur une île du fleuve, Ayutthaya (Phra Nakhon Si Ayutthaya, พระนครศรีอยุธยา), du nom de la ville d’Ayodhya, en Inde du nord, ville de Rāma, héros de l'épopée du Ramayana. U Thong prend le nom royal de Ramathibodi (1350-1369).

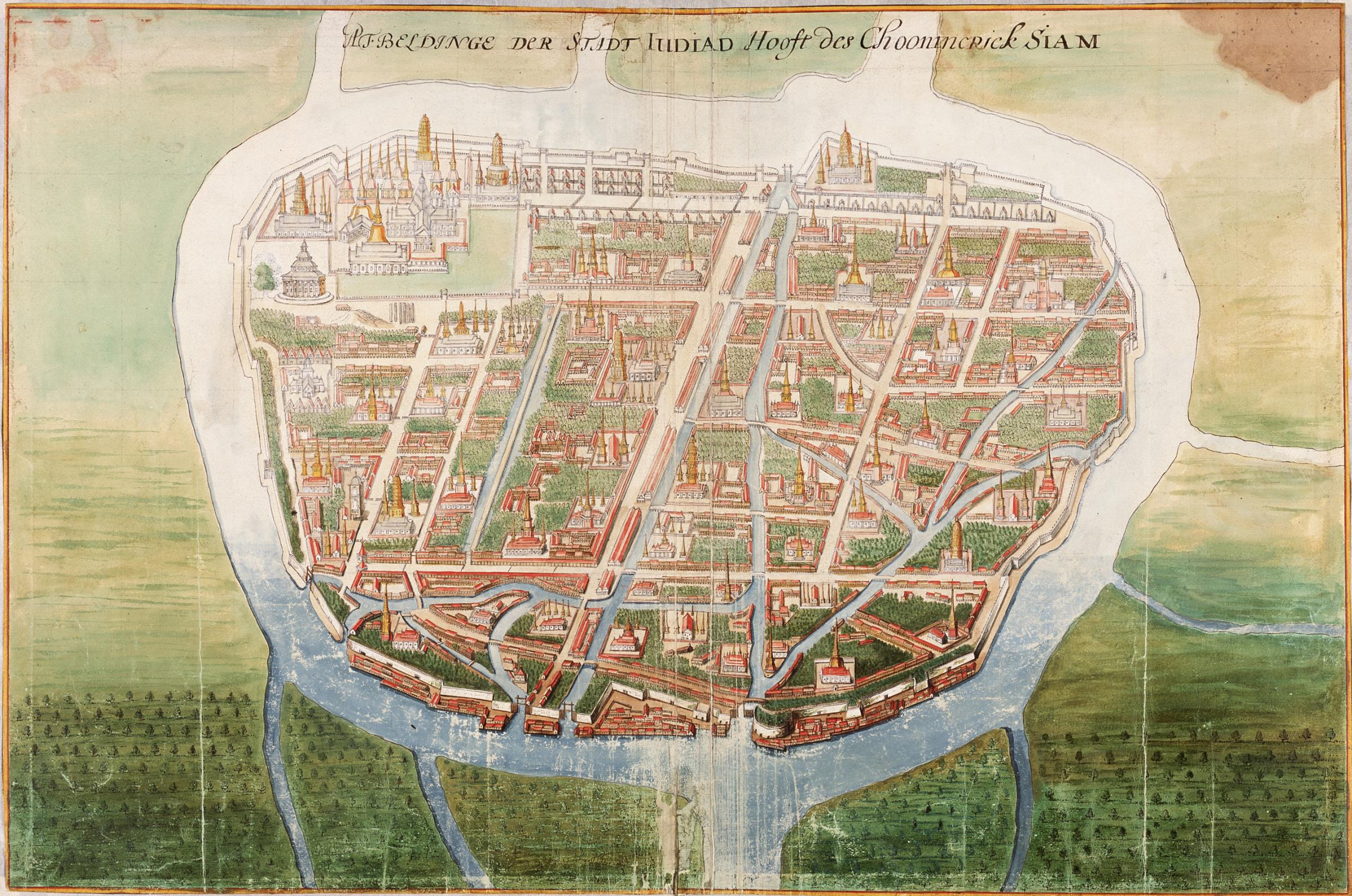
Ayutthaya (Siam), c. 1686 CE.

Durant son règne, Ramathibodi tente d'unifier le royaume. En 1360, il déclare le Bouddhisme theravāda religion officielle d'Ayutthaya et invite des membres d'un sangha (communauté monastique bouddhiste) de Ceylan à établir un nouvel ordre religieux et à propager la foi parmi ses sujets. Il promulgue également un nouveau code légal, fondé sur le Dharmaśāstra (un texte légal hindou) et la coutume thaïe, fondement ensuite de la législation royale. Composée en pâli, langue indo-aryenne des textes du Theravada, elle avait force d’injonction divine. Complété par des arrêtés royaux, le code légal de Ramathibodi est demeuré en vigueur jusqu’à la fin du XIXe siècle.

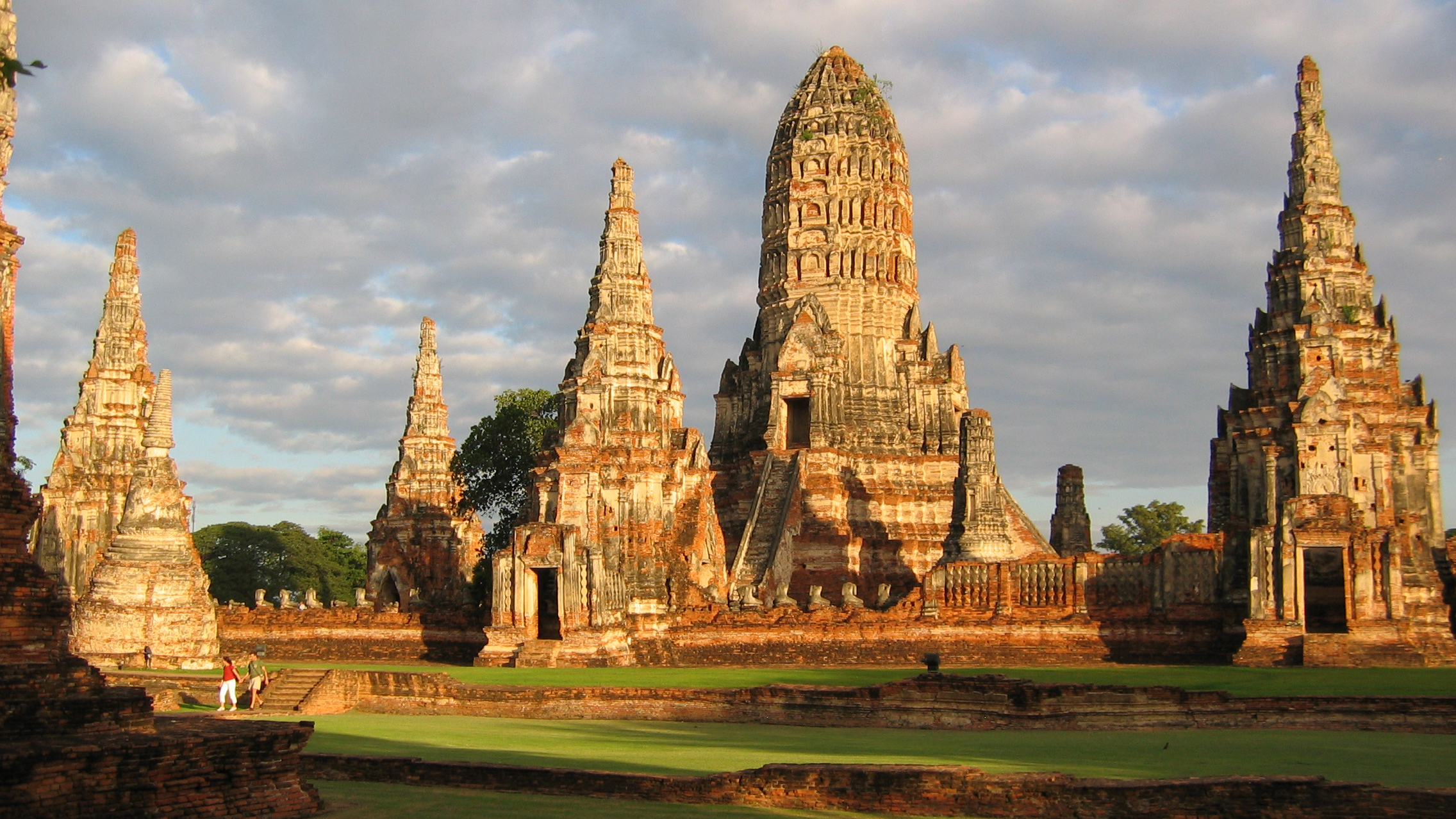
Ruines du temple Wat Chaiwatthanaram à Ayutthaya. Construit au XVIIe siècle, il a été incendié et pillé en 1767 par les troupes birmanes.

À la fin du XIVe siècle, Ayutthaya est considérée comme l'entité politique la plus puissante de l'Asie du Sud-Est.
Dans les dernières années de son règne, Ramathibodi parvient à s'emparer d'Angkor. Son objectif était de sécuriser la frontière orientale du royaume en devançant les ambitions viêt sur les territoires khmers.
Durant une bonne partie du XVe siècle, Ayutthaya va consacrer son énergie à la péninsule Malaise, où se trouvait Malacca, le port le plus important de l'Asie du Sud-Est. Malacca et les autres États malais au sud de l'ancien royaume de Tambralinga s'étaient progressivement convertis à l'islam au cours du XVe siècle. Les Thaïs échouèrent à soumettre Malacca, qui s'était mise sous la protection de la Chine.
Ayutthaya réussit néanmoins à contrôler l'isthme de Kra, où venaient les marchands chinois en quête de produits de luxe très prisés en Chine.
À partir du XVIe siècle, le royaume d'Ayutthaya fut presque constamment en guerre contre la Birmanie (dynastie Taungû puis dynastie Konbaung) avec des fortunes diverses. Le roi birman Bayinnaung prit la ville en 1569, mais Ayutthaya reprit son indépendance dès 1584 et Naresuan lui redonna toute sa puissance : sous son règne (1590-1605), le royaume atteignit son expansion maximale. Il ne fut abattu que deux siècles plus tard par le roi birman Hsinbyushin (1767).

### Royaume de Thonburi
Après plus de 400 ans de puissance, en 1767, le royaume d'Ayutthaya est conquis par les armées birmanes, sa capitale incendiée et son territoire démembré. Le général Taksin parvient à réunifier le Siam à partir de sa nouvelle capitale de Thonburi et se fait proclamer roi en 1769.
Cependant, le roi Taksin est déclaré fou, dépossédé de son titre, emprisonné et exécuté en 1782. Le général Chakri lui succède en 1782, premier roi de la nouvelle dynastie Chakri. La même année, il fonde une nouvelle capitale, Bangkok, sur la rive de la Chao Phraya, en face de Thonburi.

### Royaume de Rattanakosin

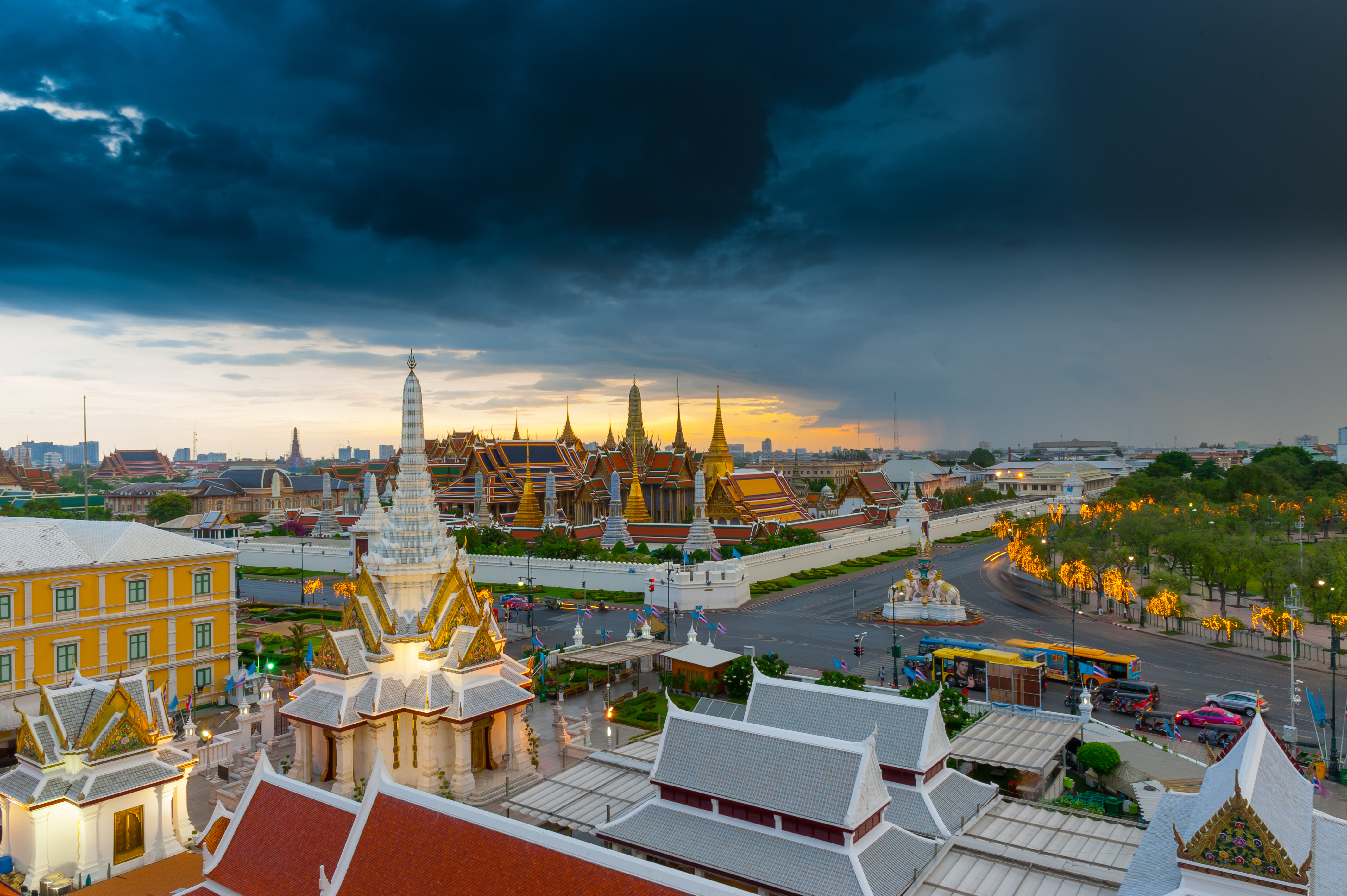
Wat Phra Kaew, architecture de la période Rattanakosin.

Après la victoire des Anglais sur le royaume birman d'Ava en 1826, les héritiers de Rama I s'inquiètent de la menace du colonialisme européen. La première reconnaissance thaïe d’une puissance coloniale dans la région est formalisée par la signature d'un traité d'amitié et de commerce avec le Royaume-Uni en 1826, le traité Burney.
En 1833, les États-Unis inaugurent des échanges diplomatiques avec le Siam. Cependant, c’est pendant les règnes de Mongkut (Rama IV) et de son fils le roi Chulalongkorn (Rama V) que la Thaïlande se rapproche fermement des puissances occidentales. Les Thaï attribuent aux qualités diplomatiques de ces monarques et aux réformes modernistes de leurs gouvernements le fait que le Siam est le seul pays d'Asie du Sud-Est à avoir échappé à la colonisation.
Progressivement, au XIXe siècle, le Siam recule face à deux puissances européennes : le Royaume-Uni et la France. Ces deux puissances grignotent le pays, à la fois territorialement sur ses marges, et dans sa souveraineté.
La France, en 1873 et 1883, intervient deux fois pour mettre fin à la piraterie des Pavillons noirs dans le Tonkin, théoriquement sous protectorat siamois. En réaction, le Siam occupe Luang Prabang en 1883, mais ne peut empêcher l’installation d’un vice-consulat français dans cette ville en 1886 (Auguste Pavie), ni l’annexion en 1888 de 72 cantons par la France.

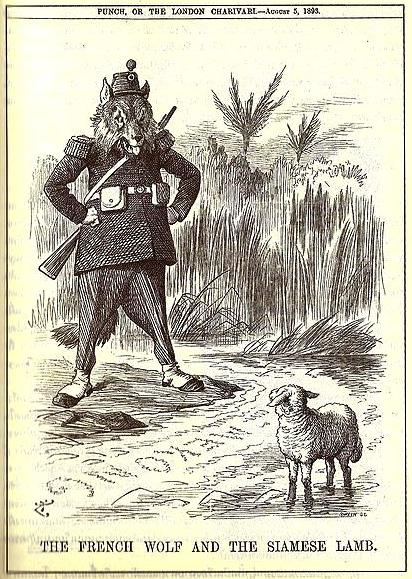
«Le loup français et l'agneau siamois», le loup français affamé regardant menaçant le doux agneau siamois (thaï) de l'autre côté du Mékong.

En 1893, plusieurs incidents opposent le Siam et la France : soit celle-ci les provoque, soit elle en exagère l'importance, faisant ainsi monter la pression, jusqu’à l’envoi illégal de deux canonnières à l’embouchure de la Chao Phraya, que leurs capitaines annoncent leur intention de remonter jusqu’à Bangkok. Le Siam se met en tort en ouvrant le feu : le casus belli est saisi par Pavie, résident français à Bangkok ce qui déclenche la guerre franco-siamoise de 1893. Il exige l’abandon de la rive orientale du Mékong ; un blocus est mis en place à l’embouchure du Chao Phraya. Le Siam cède et la France ajoute à ses exigences une zone démilitarisée large de 25 km le long de la rive occidentale du Mékong, plus les provinces de Battambang et de Siem Reap. La ville de Chanthaburi est occupée par une garnison française (traité signé le 3 octobre 1893).
Le 13 février 1904, la France annexe Luang Prabang et Champassak.
Du côté anglais, des provinces sont réunies à la Birmanie. Le chemin de fer vers Singapour est concédé en exclusivité à une société britannique. Le Royaume-Uni obtient de plus l’assurance qu’aucun canal ne sera percé dans l'isthme de Kra.
Le traité anglo-siamois de 1909 établit la frontière moderne entre le Siam et la Malaisie britannique. Le Siam doit céder à l’Angleterre les états malais de Kedah, Kelantan, Perlis et Terengganu, jusque-là ses vassaux et qui deviennent protectorats britanniques. La suzeraineté thaïe est maintenue sur le royaume de Patani (divisé depuis pour donner les provinces de Pattani, Yala, Narathiwat) et le district de Setul, détaché du Kedah (et devenu depuis la province de Satun).
Une série de traités avec la France a fixé la frontière orientale présente du pays avec le Laos et le Cambodge, le Siam plus tôt avait fait des réclamations et dans une certaine mesure contrôlé ces deux territoires.
Au total, le Siam a perdu 456 000 km² durant le règne de Chulalongkorn.

### Monarchie parlementaire
Le 24 juin 1932, une révolution de palais, qui dura 3 heures, met fin à la monarchie absolue. La « révolution de 1932 », comme elle est nommée, a été menée par un groupe d’une centaine de personnes, le Khana Ratsadon (« Parti du Peuple »), composé à parts égales d’officiers commandés par Plaek Phibunsongkhram et de civils dirigés par Pridi Phonmayong.
En décembre 1938, le maréchal Pibul Songgram devient Premier ministre. Le pays prend le nom de Thaïlande. Son régime militariste et ultranationaliste est aligné sur le Japon pendant la Seconde Guerre mondiale. Pibul Songgram se retire du gouvernement à l'approche de la capitulation du Japon, mais il reprend le pouvoir en 1947 et le conserve jusqu'en 1957.
Depuis lors, l'équilibre entre le pouvoir royal, l'armée et le camp démocratique reste précaire, et ce sont ainsi pas moins de 20 coups d'État qui ont été tentés ou réussis par les forces armées jusqu'à la première décennie du XXIe siècle. Ces coups d'État ont également permis à la royauté de reprendre une grande part de son pouvoir perdu. La mesure la plus significative a été la restauration du « crime de lèse-majesté », lequel permet au pouvoir de condamner un opposant politique, un journaliste, ou quiconque, sur la simple accusation d'atteinte à l'image du roi ou de son entourage.

### Histoire contemporaine

#### Crises politiques et coups d’État
En 1972, des centaines de paysans, peut-être plus de 3 000, soupçonnés de soutenir la rébellion communiste, sont massacrés par les forces armées dans la province du Phattalung, dans le Sud de la Thaïlande. Jusqu'alors, les suspects communistes arrêtés par l'armée étaient habituellement abattus et leurs corps laissés sur place. Cette fois-ci, la méthode des « barils rouges » a été introduite pour éliminer toute preuve possible. Les suspects ont été frappés jusqu'à être rendu semi-conscients, avant d'être jetés dans des barils contenant de l'essence et brûlés vifs.
En 1973, des manifestations essentiellement menées par des étudiants et soutenues par des centaines de milliers de citoyens à Bangkok aboutissent au départ du dictateur militaire Thanom Kittikhachon, au prix de quelque 70 manifestants tués (peut-être près de 300 tués), et la Thaïlande s'ouvre à l'une des rares périodes démocratiques de son histoire. Celle-ci prend fin trois ans plus tard : le 6 octobre 1976, à Bangkok, des militants d’extrême droite ultraroyalistes, appuyés par la police et par l’armée, ouvrent le feu sur une manifestation d'étudiants de gauche. Les manifestants qui tentent de s’enfuir à la nage, par le fleuve Chao Phraya, sont abattus. Ceux qui se rendent sont battus, certains à mort, et d’autres brûlés vifs. Plusieurs jeunes filles sont violées puis tuées. Les autorités font état de 46 morts, mais le bilan réel pourrait être d'une centaine de tués. Le même jour, l'armée conduit un putsch, avec l’assentiment du roi.

#### Années 1990
En 1997 est adoptée la première constitution thaïlandaise.
Comme les autres pays asiatiques, la Thaïlande bénéficie au début des années 1990 d'un afflux massif de capitaux étrangers qui se retirent ensuite, déstabilisant la monnaie puis l'économie de la Thaïlande et de ces pays.

#### XXIesiècle

Manifestation à Bangkok en Thaïlande le 18 juillet 2020 contre le premier ministre Prayut Chan-o-cha et les réformes de la monarchie.

Les provinces touristiques du sud du pays sont ravagées par le tsunami du 26 décembre 2004.

##### Chemises jaunes contre chemises rouges

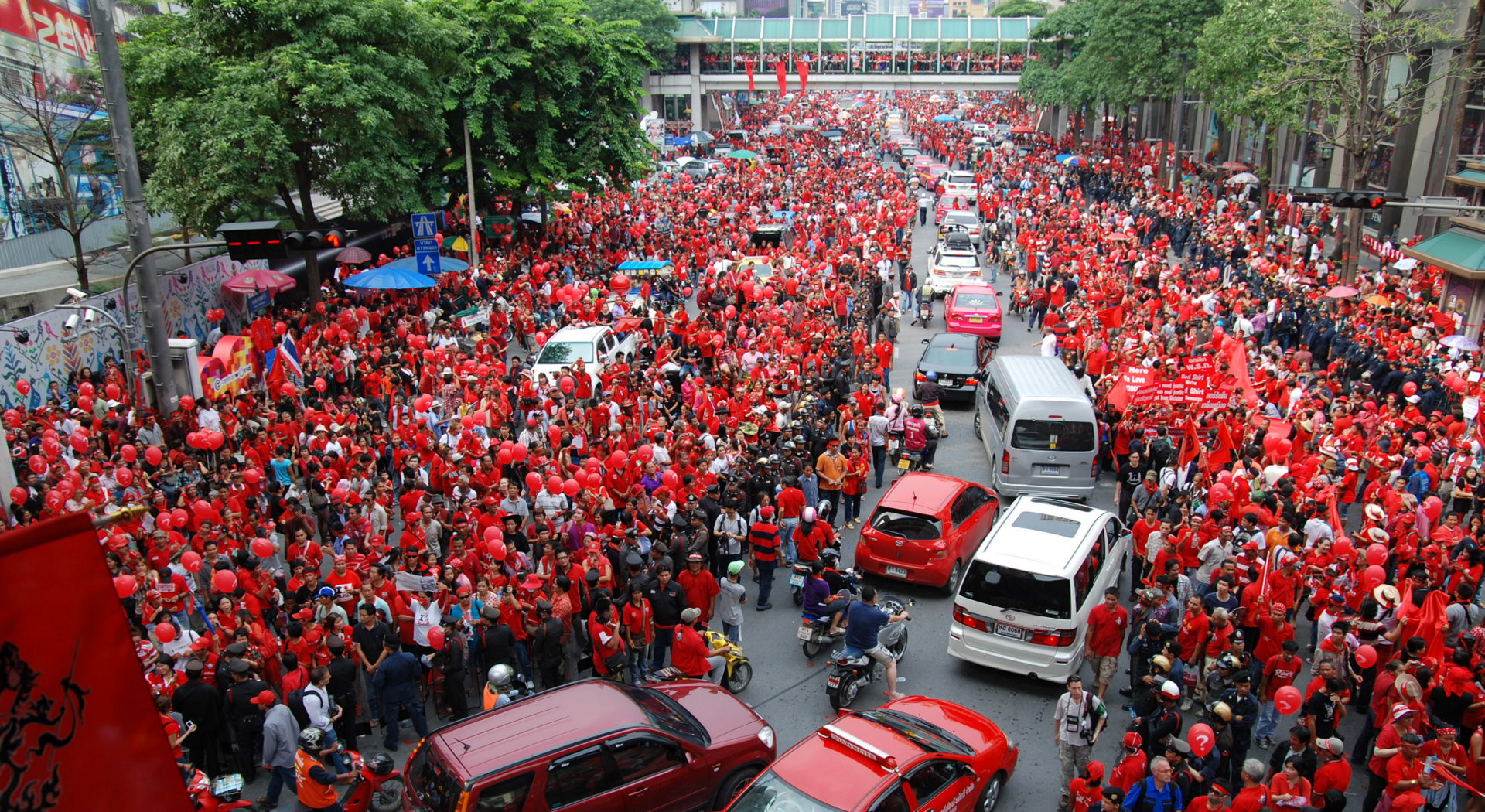
Chemises rouges, protestation en 2010.

Au cours des années 2000 et 2010, un camp dénommé les « chemises jaunes » (la couleur du jour du roi) s'oppose aux « chemises rouges ». Les premières rassemblent surtout une élite urbaine, conservatrice, hostile à la démocratie dite « à l’occidentale » et fervente partisane de la monarchie. Elles soutiennent le Parti démocrate et l'armée. Les secondes représentent essentiellement les classes les moins aisées, séduites par les mesures de lutte contre la pauvreté. Favorables au maintien de la démocratie et de moins en moins favorables à la monarchie, elles soutiennent le parti Thai rak Thai devenu en 2008 le Pheu Thai dominé par la famille Shinawatra et qui remporte toutes les élections depuis 2001.
Un coup d'État a eu lieu le 19 septembre 2006, alors que le Premier ministre Thaksin Shinawatra était à New York, à l’occasion de l'Assemblée générale des Nations unies. L'armée a pris le pouvoir. Moins d'une semaine après la prise de pouvoir, l'armée déclare l'« état d’urgence généralisé ». Dès lors, celui-ci se retrouve appliqué à l'ensemble du pays et non plus seulement aux trois provinces musulmanes du sud.

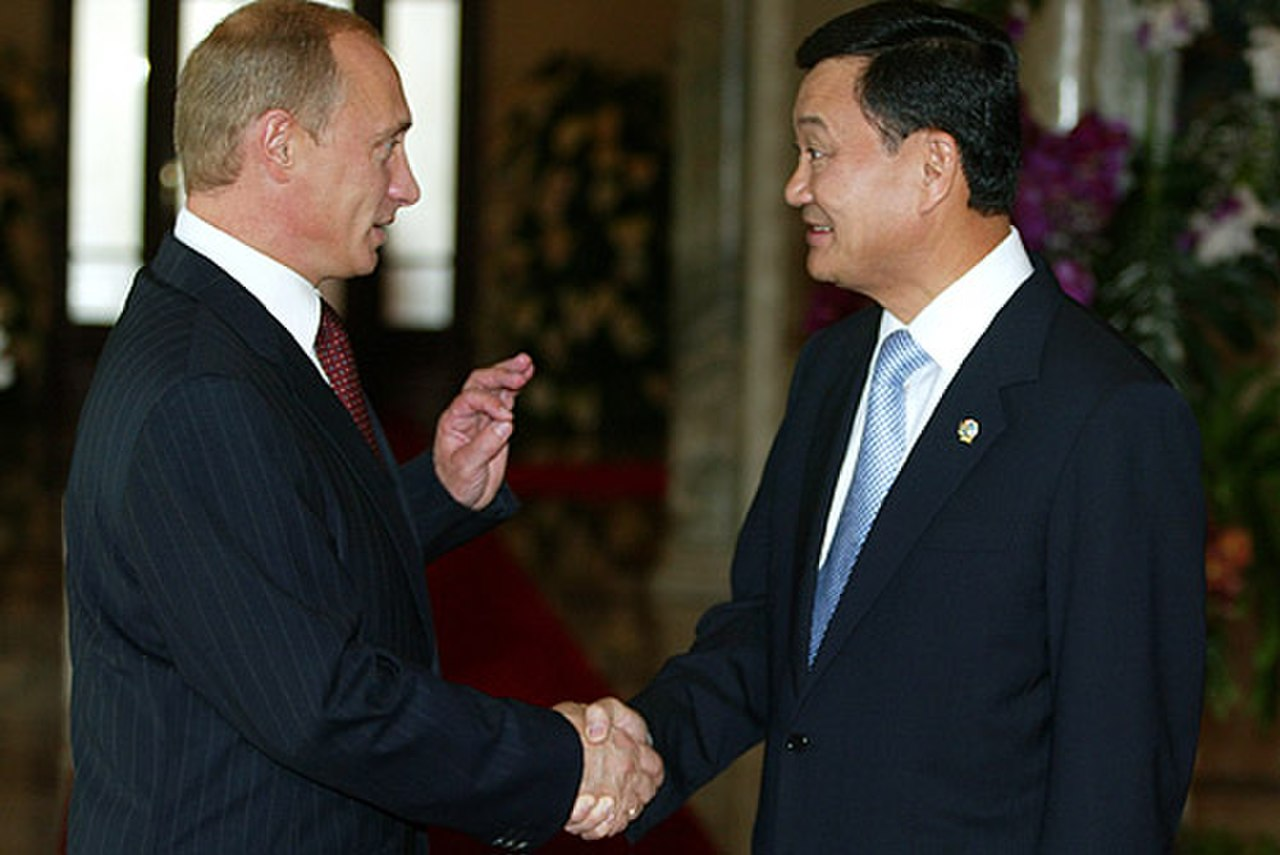
Le président Poutine avec le Premier ministre thaïlandais Thaksin Shinawatra avant le début du sommet de l'APEC 2003.

Des blindés ont entouré les bureaux du gouvernement à Bangkok et les militaires ont pris le contrôle des chaînes de télévision, avant d'annoncer l'instauration d'une autorité provisoire fidèle au roi de Thaïlande. Le premier ministre Thaksin Shinawatra déchu s'est réfugié à Londres où il possède une résidence secondaire. Surayut Chulanon, ancien commandant en chef de l'armée, a été investi en qualité de premier ministre par le roi de Thaïlande. Si son gouvernement ne comporte que deux anciens militaires, sur vingt-six ministres, il est sous le contrôle absolu des généraux de l'état-major. Le gouvernement provisoire a soumis au référendum un projet de Constitution anti-démocratique visant à limiter le pouvoir des élus au profit de l’armée. Approuvé à hauteur de 56,69 %, il a mené à la tenue d’élections législatives pour le 23 décembre 2007 à la suite desquelles le Parti du pouvoir du peuple (PPP), issu du Thai rak Thai de Thaksin a obtenu 232 sièges sur 480, à la déception des putschistes. Samak Sunthorawet, chef du PPP, a été élu Premier ministre par les députés (contre Aphisit Wetchachiwa, le leader du Parti démocrate soutenu par les généraux), a formé un gouvernement. Le 18 décembre 2008, un gouvernement dominé par le Parti démocrate et soutenu par les généraux a été désigné par le Parlement avec Abhisit Vejjajiva comme Premier ministre.
Les luttes entre les « jaunes » et les « rouges » (partis politiques majeurs) bloquent le pays et en particulier la capitale de 15 millions d'habitants, Bangkok pendant des mois en 2010 et entre 2013 et 2015, avec de très fortes manifestations de rue et des violences.

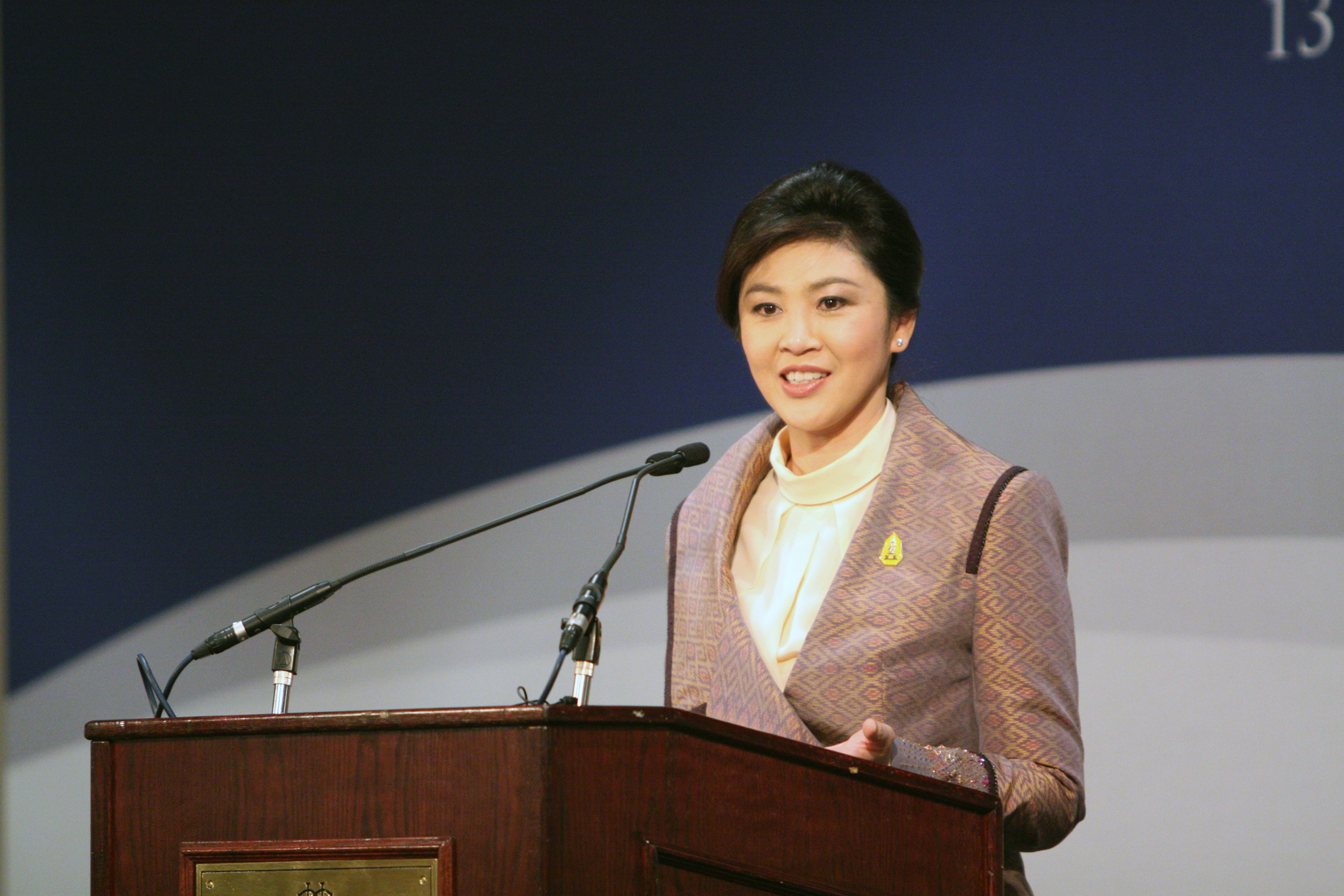
Yingluck Shinawatra, la première femme à être devenue premier ministre en Thaïlande.

En juillet 2011, la sœur cadette de Thaksin, Yingluck Shinawatra, a été élue avec une majorité écrasante. Elle est la première femme qui est devenue premier ministre en Thaïlande. Elle a été destituée le 7 mai 2014 par la Cour constitutionnelle de Thaïlande, sous la pression de la junte militaire dirigée par le général Prayut Chan-o-cha.
Le 23 janvier 2015, le gouvernement formé par la junte militaire a condamné Yingluck Shinawatra à 5 ans d'inéligibilité prétextant son plan de subvention coûteux aux riziculteurs.
Le 20 mai 2014, l'armée instaure la loi martiale et la censure sur le territoire thaïlandais. Le coup d'État intervient le 22 mai par la voix du général Prayuth Chan-ocha, lorsqu'il annonce que les forces armées prennent le pouvoir « Pour que le pays revienne à la normale » et afin de « restaurer l'ordre et lancer des réformes ». Plusieurs dizaines d’intellectuels, journalistes et militants sont détenus dans des camps militaires pour avoir enfreint la loi martiale dans les semaines qui suivent son adoption. Toute critique à l'égard du Chef du gouvernement autoproclamé Prayut Chan-o-cha, de sa politique ou de ses proches est considérée, par ricochet, comme une atteinte au roi, et est punissable de 3 à 15 ans de prison comme tout autre crime de lèse-majesté[réf. nécessaire]. Cette mesure avait permis l'emprisonnement de nombreux opposants durant la période trouble des cinq années qui avaient suivi l'éviction du Premier ministre Thaksin Shinawatra par le coup d'État de septembre 2006. La dictature au pouvoir organise aujourd'hui une lutte acharnée et féroce à toute forme d'opposition, et a déjà bloqué des milliers de sites internet sur son territoire.
En octobre 2016, Rama X devient le nouveau roi de Thaïlande.
Actuellement[C'est-à-dire ?], la société thaïlandaise est clivée entre les partisans de la famille Shinawatra, principalement des riziculteurs et les pauvres, et les élites de Bangkok, dont les généraux au pouvoir, qui les exècrent comme de « dangereux populistes » Héritiers de la mouvance communiste, les membres du mouvement républicain thaïlandais ont pour la plupart rejoint les Chemises rouges dans les années 2000 pour s’opposer au régime militaire. Le républicanisme est considéré comme un crime de lèse-majesté et est passible de quinze ans de prison. Des militants républicains réfugiés au Laos sont assassinés par les autorités thaïlandaises.

##### Conflits dans le sud de la Thaïlande
Les provinces du sud, l’ancien royaume de Patani, sont majoritairement musulmanes et secouées par des violences interreligieuses et séparatistes depuis les années 1970. Entre janvier 2004 et juin 2009, ces tensions ont fait 3 700 morts d'après la revue Courrier International. Entre 2004 et janvier 2013, ces tensions ont fait plus de 5 300 morts et 11 000 blessés selon Le Monde. 87 musulmans sont morts le 25 octobre 2004 après une manifestation dans la province de Narathiwat (« massacre de Tak Bai »). Six mois plus tôt, au cours de la tuerie de la mosquée de Krue Se (en) 32 « rebelles » avaient été tués par les forces de l’ordre.
Le 19 juillet 2005, le gouvernement thaïlandais impose l’état d’urgence dans le sud du pays pour rétablir la sécurité : des « rebelles » lancent des cocktails Molotov sur les bâtiments publics et des bonzes sont assassinés. Le 18 février 2007, une série d’attentats et d’incendies fait quatre morts et 49 blessés dans les provinces méridionales.
Le 25 octobre 2011, une série d’attentats fait trois morts et plusieurs dizaines de blessés dans la ville de Yala.
Le conflit a fait plus de 7 000 morts entre 2004 et 2009. Des milliers de personnes suspectées d’être en rapport avec l’insurrection musulmane ont été emprisonnées, souvent en vertu de lois d’exception imposées à la région. Plusieurs ONG ont accusé les forces de sécurité de monter de toutes pièces des accusations contre des musulmans.

## Système politique

### Instauration d'une monarchie constitutionnelle
Avant la révolution de 1932, il n’y avait jamais eu de constitution écrite en Thaïlande. C'était une monarchie absolue : le roi établissait toutes les lois et il n’y avait pas d’acte constitutif établi par celui-ci ; et le roi était considéré comme chef suprême qui dirigeait en accord avec la loi naturelle (Dharma).
C’est l’année 1932 qui marque le début de la législation moderne thaïlandaise. La révolution, guidée par le Khana Ratsadon et s’insurgeant contre la monarchie absolue, résulte d’un coup d’État et d’une prise de pouvoir. À la suite de cela, une constitution est rédigée. La toute première constitution thaïlandaise reconnaît comme régime politique la monarchie constitutionnelle - en tout cas en théorie.
En réalité, jusqu'aux années 2000, et souvent encore de nos jours, l’ordre hiérarchique traditionnel réserve l'espace politique à des personnes qualifiées de « supérieures » en termes moraux et de compétences, excluant les travailleurs pauvres et les petits paysans jugés trop incultes pour participer à la vie politique. L’ensemble des Premiers ministres thaïlandais ont mené des politiques non disruptives, avec peu d’impact sur la structure sociale. Thaksin Shinawatra introduit néanmoins certaines réformes sociales et politiques, mais ne peut les mener à bien face à l'opposition de l'armée.

### Promulgation de la Constitution de 1997
À partir de 1932, 12 constitutions ont été rédigées puis promulguées jusqu’à la rédaction de la Constitution du peuple en 1997. Cette constitution marque d'importantes avancées démocratiques et sociales ainsi qu'une véritable participation du peuple thaïlandais au sein du régime. En effet, cette constitution prévoit deux chambres élues. La Constitution de 1997 reconnaît aussi l’existence de nombreux nouveaux droits civiques, garantit la gratuité de l'éducation à l'école primaire mais aussi au collège et au lycée, met en place des mécanismes institutionnels pour assurer la stabilité du régime et instaure également des organes de contrôle et de sanction (cour constitutionnelle, tribunaux…),.

### Suspension de la Constitution de 1997 et nouvelle constitution
Le 19 septembre 2006, l’armée effectue un coup d’État contre le Premier ministre Thaksin Shinawatra. La constitution de 1997 est abrogée aussitôt. Le pays est par la suite dirigé par l’entremise des lois martiales. Une constitution provisoire est publiée par l’armée le 1er octobre 2006. Les forces militaires organisent le 19 août 2007 le premier référendum de l’histoire en Thaïlande. Le taux de participation n'est que de 55 % et une majorité de 58,34 % des votants approuve la nouvelle constitution proposée par les militaires.
La tenue de ce référendum et son adoption prévoyaient de favoriser un retour à la démocratie et la tenue d’élections pour y parvenir. En décembre 2007, des élections furent organisées. La loi martiale est instaurée après la crise de 2013-2014, interdisant les rassemblements politiques.

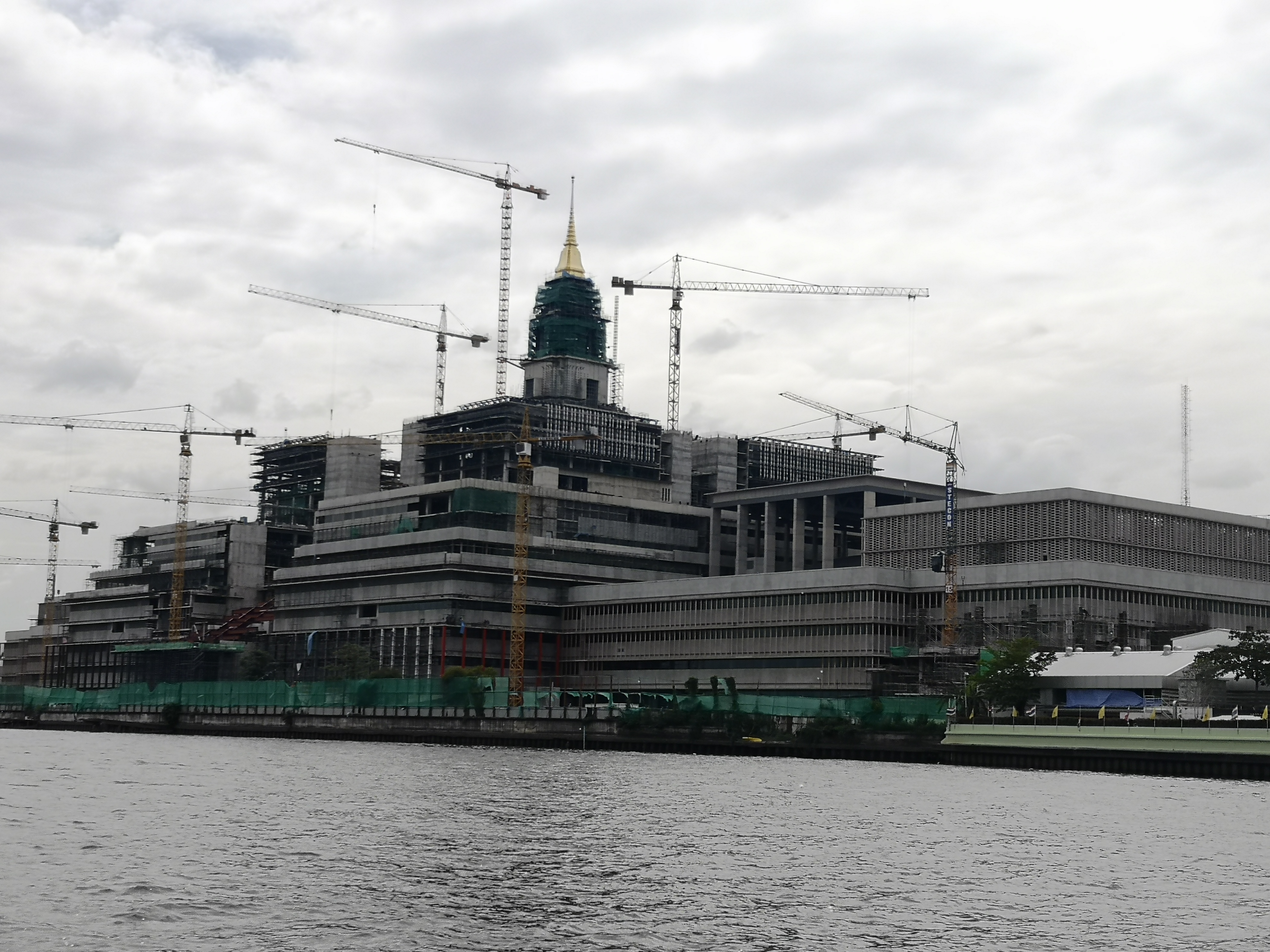
Bâtiment actuel du Parlement.

Le gouvernement se divise en trois branches, pouvoir exécutif, pouvoir législatif et judiciaire.
- Pouvoir législatif : il est constitué de la chambre basse (Chambre des représentants / Saphaa Phuu Thaen Ratsadon), de 393 membres élus pour quatre ans, et de la chambre haute (Sénat / Wuthisaphaa), de 270 membres élus pour six ans.
- Pouvoir exécutif : il est composé du Premier ministre élu par l'Assemblée nationale et ses trente-cinq membres de son cabinet. Le Premier ministre est le chef du gouvernement.
- Pouvoir judiciaire : le pouvoir judiciaire fonctionne indépendamment des deux autres ordres. Il est composé d’une cour judiciaire et une Cour constitutionnelle chargée de vérifier la constitutionnalité de toutes les lois et actes entrepris[49]. Le système judiciaire thaïlandais est fréquemment accusé d’être trop indulgent à l’égard des riches et des puissants et d'infliger au contraire de lourdes peines à des personnes issues des classes populaires pour des délits mineurs[45].

### Rôle du monarque

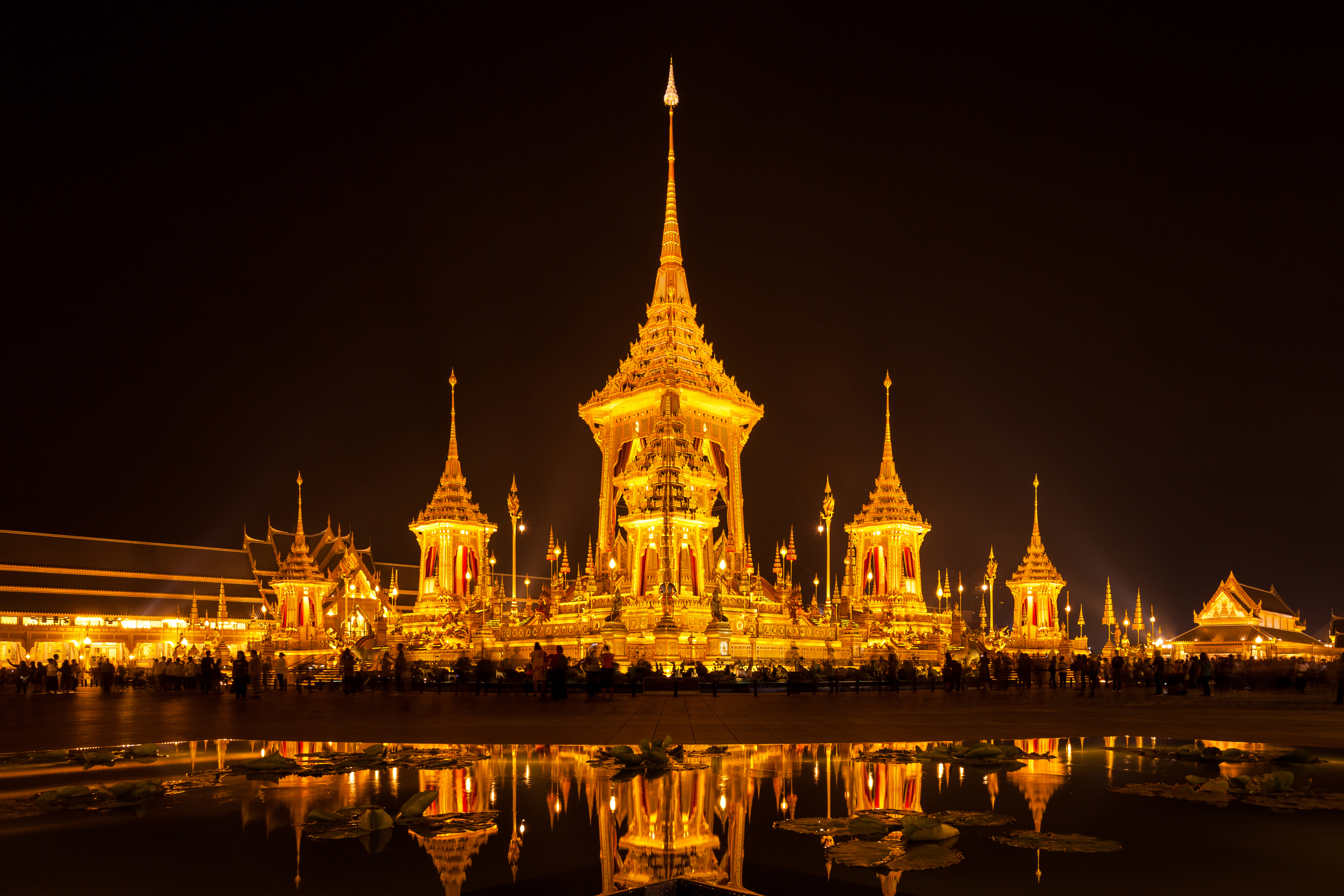
Crématorium du roi Rama IX la nuit.

Depuis 2016, le roi Rama X est à la tête du pays. Chef de l’armée, ses pouvoirs sont soumis et contraints par la constitution. Il est également tenu d’être bouddhiste et de défendre la pratique de la religion à travers son mandat.
Il est protégé des critiques notamment par l'article 112 du code pénal thaïlandais, assimilé à un crime de lèse-majesté, relevant de la sécurité nationale et pouvant aboutir à plusieurs dizaines d'années de prison. Cette loi est fortement critiquée, étant applicable à tout individu (y compris hors de Thaïlande), et utilisée pour empêcher le débat démocratique depuis la prise de pouvoir d'une junte militaire au milieu du XXe siècle.

### Forces armées
La force militaire de la Thaïlande se nomme Forces armées royales de Thaïlande. Elle est composée de trois composantes : la force armée royale maritime, la force armée royale aérienne et la force armée royale de terre. On compte actuellement[C'est-à-dire ?] 30 600 soldats actifs et 245 000 réservistes. Le chef de l’armée thaïlandaise est le roi mais ce titre n’est qu’honorifique. Dans les faits c’est le Premier ministre qui la dirige. C’est la seizième puissance militaire mondiale. Selon le quatrième chapitre de la constitution de 2007, il est du devoir de tous les citoyens de servir dans l’armée. Dans les faits, seulement les hommes de plus de vingt-et-un an peuvent le faire. Ainsi chaque année, tous les hommes de plus de vingt-et-un an sont éligibles au service militaire pour une période de six mois à deux ans. Dans les faits, on effectue un tirage au sort et seuls les personnes sélectionnées sont tenues de réaliser leur service militaire.

### Relations étrangères
La section suivante a pour objectif de dresser un bref état des lieux des principales relations bilatérales entretenues par la Thaïlande : au niveau de l’organisation de l’ANASE, des États voisins et des quelques plus grandes puissances mondiales.

#### Organisation régionale

##### France

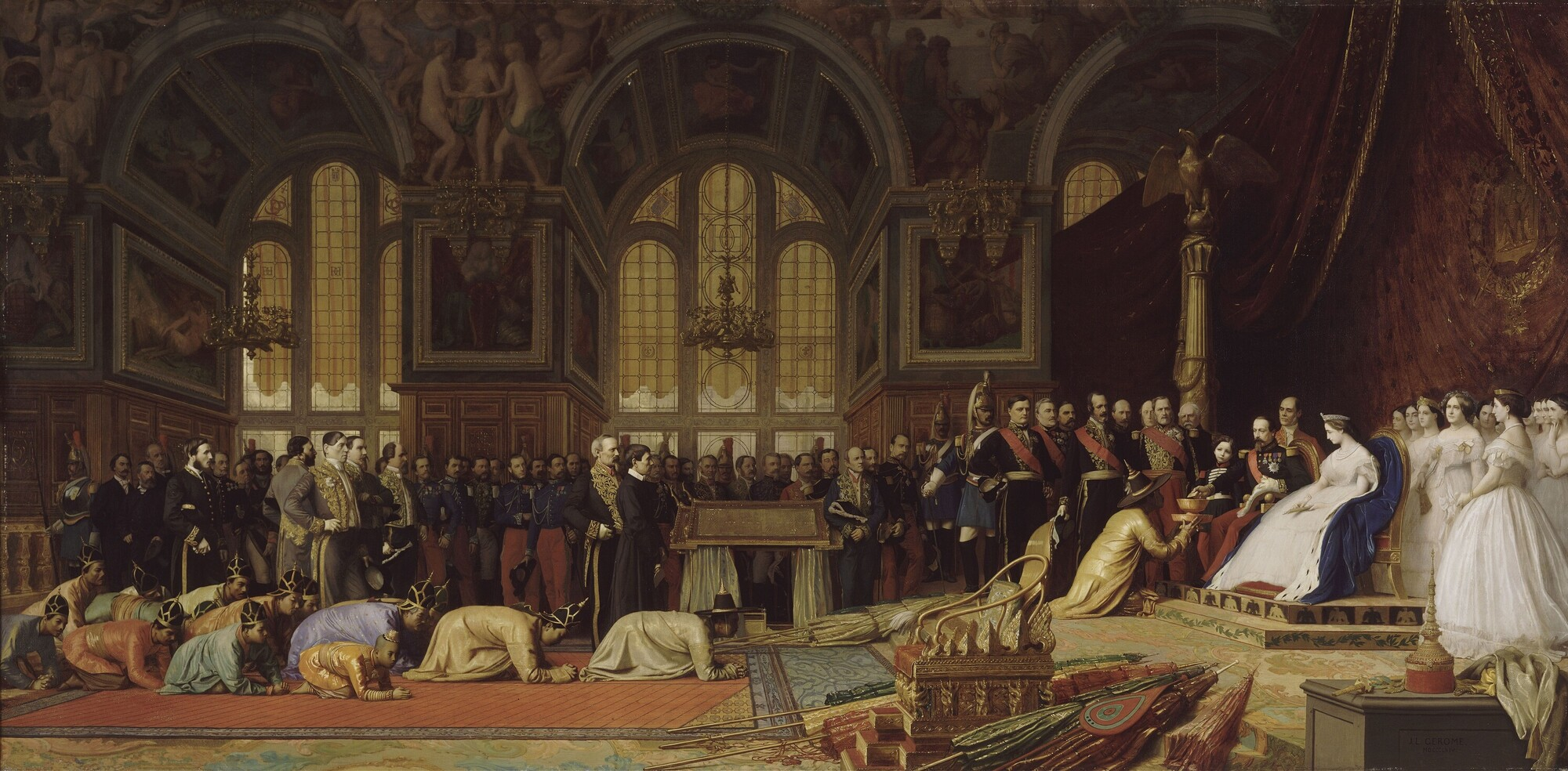
Réception des ambassadeurs siamois par Napoléon III et l'Impératrice Eugénie dans la grande salle de bal Henri II du château de Fontainebleau, le 27 juin 1861.

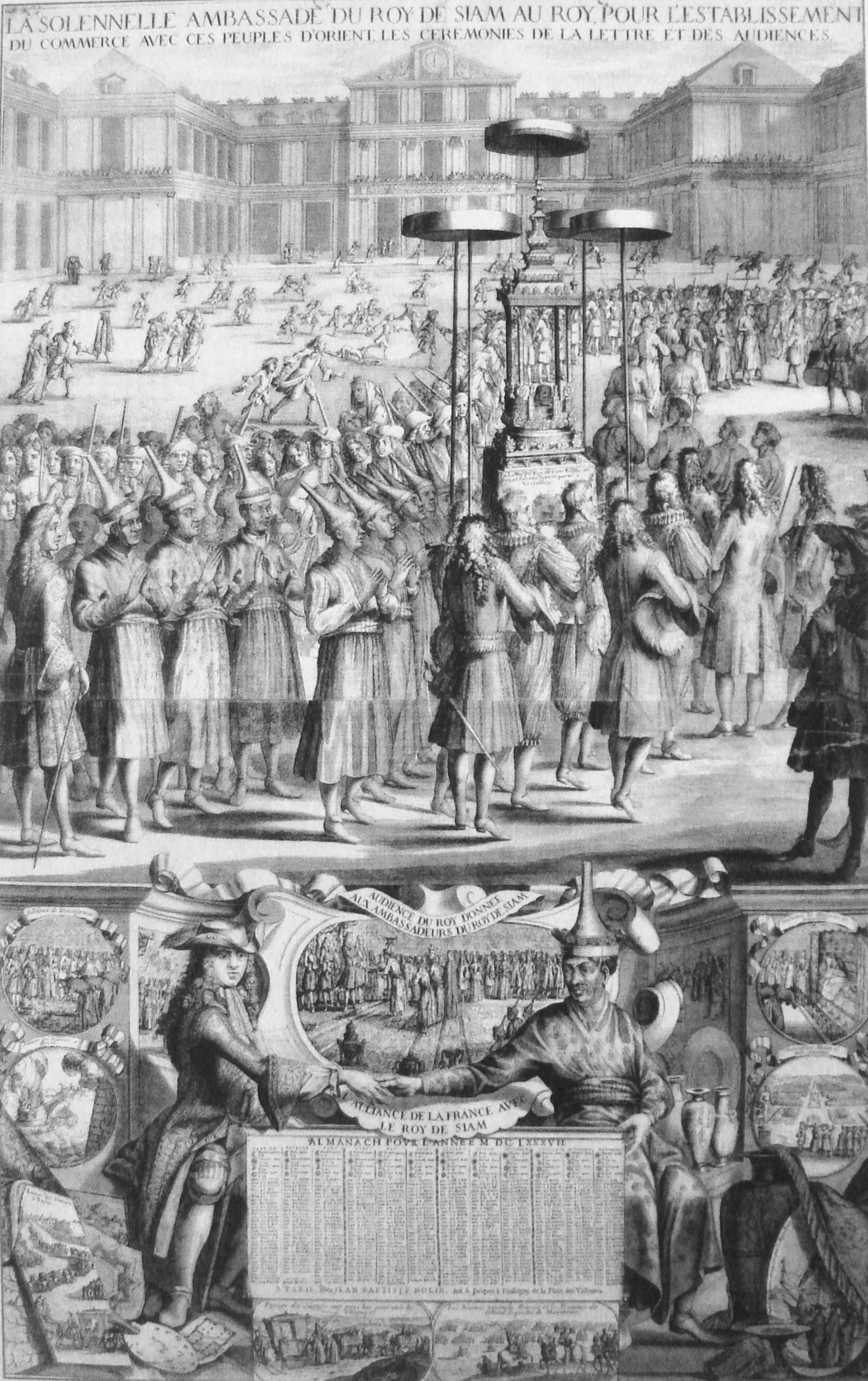
Ambassade siamoise en France à Versailles, 1687.

Historiquement, les premiers contacts entre la Thaïlande et la France remontent au milieu du XVIe siècle lorsqu’un prêtre français décida de se rendre sur le territoire afin d’y prêcher le christianisme, sans succès probant. La France avait alors pour ambition de répandre le christianisme et d’établir un protectorat au sein du royaume de Siam. En 1856, les deux pays signent un traité d’amitié et de commerce par Napoléon III et le roi Rama IV. Ce traité doit garantir une paix constante et une amitié continuelle entre les deux pays. La Seconde Guerre mondiale verra s’affronter les deux États, notamment lors de la bataille de Ko Chang. En 1960, le roi Bhumibol et son épouse se rendent à Paris et sont reçus par le président Charles de Gaulle. Cette visite marque le début de l’établissement des relations modernes entre la France et la Thaïlande. Cependant, à l’inverse, depuis le traité de 1856, ce n’est qu’en 2006 qu’un président français (Jacques Chirac) se rend en visite officielle en Thaïlande. La Thaïlande est le partenaire le plus ancien de la France en Asie du Sud-Est. En 2016, les deux pays ont célébré 160 ans de relations bilatérales,.
Économiquement, la Thaïlande est le deuxième partenaire économique de la France au sein de l’ANASE, avec 2,3 milliards de dollars américains d’exportations. Selon le Ministère des Affaires étrangères français, plus de deux cent quatre-vingts entreprises françaises se sont implantées en Thaïlande. En Europe, la France est le cinquième investisseur de la Thaïlande.
En matière d’éducation, la France a mis en place, comme dans de nombreux pays, un programme bilatéral de bourses d’excellence. Celui-ci permet à des étudiants méritants de venir effectuer leurs études et inversement.

##### Birmanie

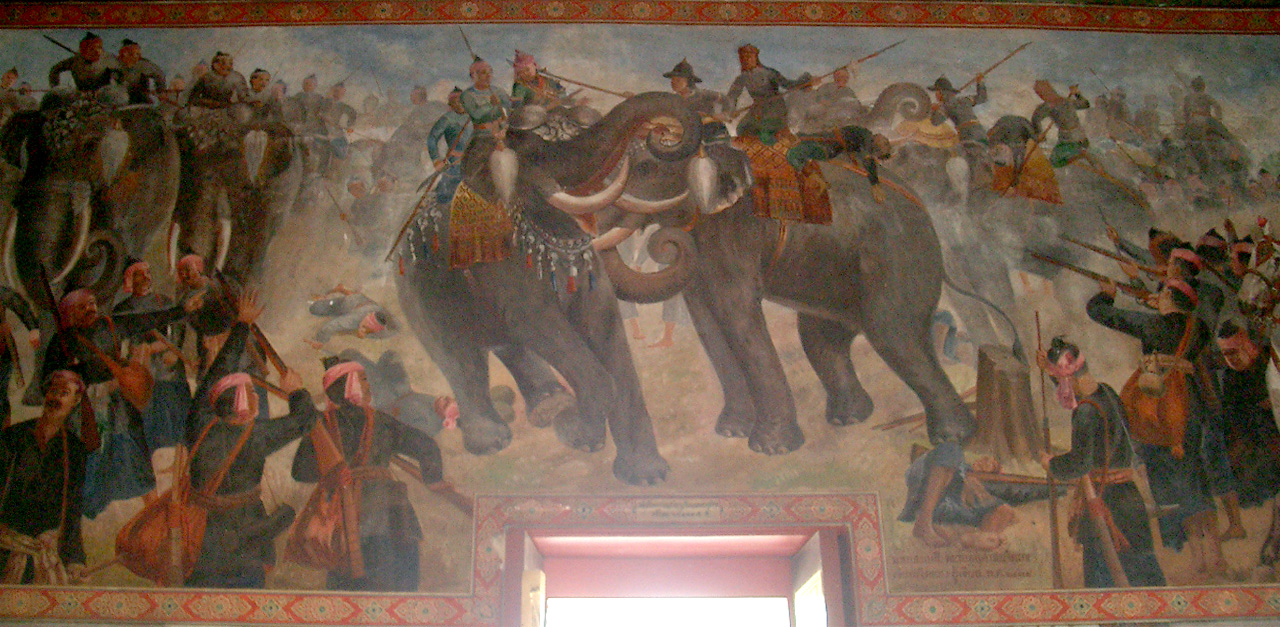
Combat de Naresuan et Minchit Sra, grandes guerres 1584–1593.

Les relations entre la Birmanie et la Thaïlande sont marquées par une longue histoire commune de conflits. Entre le XVIe siècle et la Seconde Guerre mondiale, les deux États se sont affrontés dans de nombreuses guerres. Quatre grandes guerres exclusivement entre les deux pays sont à noter : 1547-1549, 1584–1593, 1594–1605, 1765–1767 et 1785–1786.
Au XIXe siècle, la Birmanie devint une colonie de l’Empire Britannique. Cela mit fin aux affrontements mais réduisit aussi considérablement les interactions entre les deux pays.
Durant la Seconde Guerre mondiale, la Thaïlande envoya des troupes armées dans les États birmans de Shan et Kayah dans le but de se procurer de l’opium, mais cela créa un incident diplomatique. Ce n’est qu’une fois la guerre terminée, avec la création de l’ANASE, dont les pays sont membres que leurs relations diplomatiques furent officiellement établies. En 2010, après les élections législatives birmanes, un conflit frontalier a éclaté entre les deux pays. Forces armées nationales birmanes et l’armée de libération de Karen (qui milite pour l’indépendance du peuple Karen en Birmanie) se sont affrontées pendant deux ans, ce qui a forcé plus de 10 000 réfugiés à fuir vers la Thaïlande et a ainsi impliqué le pays dans le conflit.
En 2019, les relations entre les deux pays sont très peu développées, mais les deux États maintiennent respectivement des ambassades en Thaïlande et en Birmanie.

##### Russie

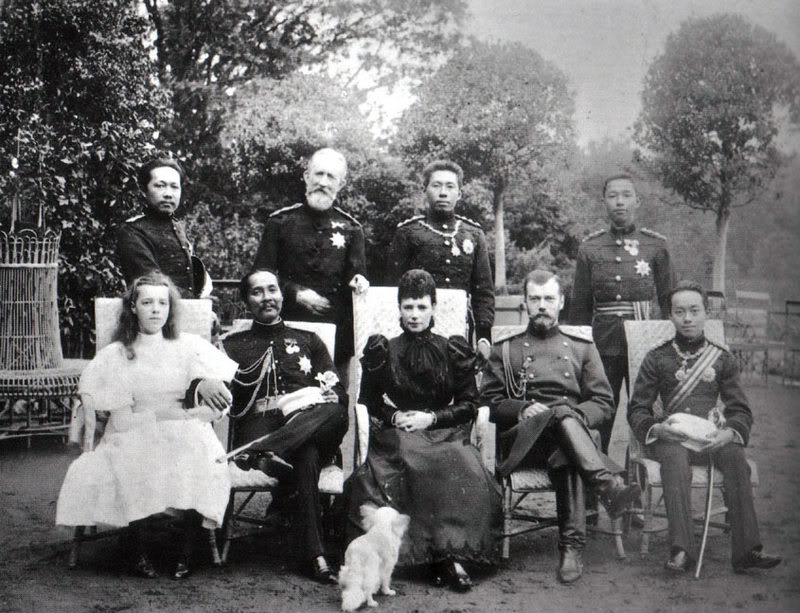
la famille royale de Siam Rama V et Nicolas II avec sa femme.

Le 3 juin 1897, la première réunion officielle du roi Siam Rama V Chulalongkorn et de l'empereur Nicolas II à Saint-Pétersbourg a eu lieu. Le roi Chulalongkorn le Grand a été le premier des rois siamois à visiter la Russie et à jeter les bases des relations diplomatiques entre la Thaïlande et la Russie.
À la fin du XIXe siècle, le roi du Siam s'est fixé les tâches suivantes : obtenir le soutien de la Russie pour résoudre les conflits avec la France dangereux pour le Siam et établir des relations diplomatiques avec la Russie, dans une lettre datée du 3 février 1897 à l'empereur de Russie Nicolas II.
La Russie a une ambassade à Bangkok et deux consulats honoraires à Phuket et Pattaya. La Thaïlande a sa propre ambassade à Moscou et deux consulats à Saint-Pétersbourg et à Vladivostok.
En 2017, les pays de la Russie et de la Thaïlande célèbrent 120 ans d'établissement de relations diplomatiques entre la Russie et la Thaïlande. La célébration est un programme d'État mené par les gouvernements des deux pays.

##### Chine
La Chine (RPC) et la Thaïlande, au-delà de l’établissement de leurs relations formelles en 1975, disposent d’un passé commun depuis le début de notre ère. Au départ c’est avec Taïwan (république de Chine) que la Thaïlande établit des relations diplomatiques. En 1963, le roi thaïlandais de l’époque Bhumibol se rendit à Taipei. Cependant, en 1975 ce dernier coupe les relations avec Taïwan (république de Chine) au profit de la république populaire de Chine. En effet, avant cela, le choix d’établir des relations avec Taïwan plutôt que la république populaire de Chine fut principalement la résultante de suspicions communes. La république populaire de Chine supportait activement les mouvements d’extrême gauche thaïlandais et la Thaïlande était méfiante vis-à-vis de l’implication de la république populaire de Chine dans le conflit ayant alors lieu au Cambodge. Cependant, en 1978 la république populaire de Chine soutient publiquement la Thaïlande dans sa présence au sein du conflit au Cambodge.
Commercialement, les deux pays sont d’actifs partenaires économiques. En 2003, les deux pays ont signé un accord bilatéral de libre-échange, majoritairement concernant les produits agricoles. La Chine est le second plus gros marché d’exportation de la Thaïlande. La Chine prévoit dans les prochaines années de créer le « China City Complex » en Thaïlande. Il s’agit d’un organisme ayant pour but d’augmenter de façon considérable les échanges entre les deux pays et au niveau de l’ANASE.
Militairement, l’armée royale thaïlandaise se fournit en grande partie en Chine. Les deux pays ont pour projet d’ouvrir une usine commune d’armes en Thaïlande à Khon Kaen.

##### États-Unis
La Thaïlande est le premier pays asiatique à établir des relations formelles avec les États-Unis. En 1856, un traité d’amitié, de commerce et de navigation est signé entre un représentant du gouvernement américain et le roi Rama IV, qui accordaient notamment aux Américains des droits extraterritoriaux au sein de certaines parties du pays.
Économiquement, En 1966, les deux pays signent un traité d’amitié et de relations économiques qui facilite l’accès à leurs marchés respectifs. En juin 2004, les deux pays négocient un accord de libre-échange. Cependant, le coup d’État de 2006 suspend la ratification de cet accord.
Le coup d’État de 2014 fut publiquement condamné par les États-Unis. Le secrétaire général de l’époque, John Kerry déclare publiquement que cet acte aura des conséquences négatives pour les relations bilatérales avec la Thaïlande, en précisant que cela sera particulièrement le cas concernant les relations de coopération militaire.
Militairement, les deux pays sont signataires du pacte de Manille de 1954, plus connu sous le nom Organisation du traité de l'Asie du Sud-Est (OTASE). Les États-Unis ont aidé la Thaïlande dans la construction et le renforcement de son armée, tant au niveau des infrastructures que de la technique militaire. En effet, des programmes d’entraînement des soldats thaïlandais par l’armée américaine furent mis en place. Les États-Unis ont ainsi dépensé près de vingt-neuf millions de dollars américains dans l’établissement de ces programmes. Cependant, le coup d’État de 2006 a entraîné la suspension de ces programmes et c’est encore le cas actuellement[C'est-à-dire ?].
L’engagement des États-Unis dans la lutte contre le terrorisme sur la scène internationale se concentre, parmi une série d’États, sur la Thaïlande. En effet, aux côtés de la piraterie, le terrorisme est devenu un des deux nouveaux enjeux de sécurité en Thaïlande. Un exemple probant de cela remonte à 2003 lorsque conjointement, la CIA et la police thaïlandaise ont capturé un combattant indonésien prêtant allégeance à Al-Qaïda.

##### ANASE
La Thaïlande fait partie des cinq membres fondateurs de l’ANASE en 1967 aux côtés de quatre autres États : la Malaisie, Singapour, les Philippines et l'Indonésie.La déclaration de Bangkok signée par les cinq pays est l’acte constitutif de l’association qui a pour buts premiers de promouvoir la stabilité, la paix et d’accélérer le progrès économique, social et le développement de la culture. L’ANASE compte aujourd’hui dix membres. Selon le gouvernement thaïlandais, la participation à l’ANASE est un point central de sa politique régionale. Entre 2008 et 2012 le secrétaire général de l’ANASE était thaïlandais. Sous ce mandat, la Thaïlande met en avant plusieurs avancées significatives au sein de l’ANASE. Par exemple en 2009, c’est sous l’initiative de la Thaïlande que le plan de route pour la communauté de l’ANASE est voté pour une durée de six ans. Ce plan met en place une série de mécanismes pour guider l’association dans le développement de trois piliers : la communauté socio-économique, la communauté politique et sécuritaire et la communauté économique. La Thaïlande revendique également son rôle central au sein de l’ANASE dans la promotion et développement des droits humains au sein de la communauté. C’est sous son impulsion et son secrétariat que fut créée La Commission Intergouvernementale de l’ANASE pour les Droits Humains en 2009,.

##### Indonésie
Avant l’établissement de relations bilatérales moderne, l’Indonésie et la Thaïlande ont des relations depuis le VIIIe siècle environ. Pendant la période coloniale durant laquelle l’Indonésie était sous le joug néerlandais, la Thaïlande effectuait des visites diplomatiques auprès des dirigeants coloniaux. Le roi Rama V, s’est rendu à Java à trois reprises. C’est une fois l’indépendance de l’Indonésie obtenue en 1945 et sa reconnaissance en tant que nation souveraine quatre ans plus tard par les Pays-Bas, que la Thaïlande établit des relations avec la nouvelle nation indonésienne. Les deux pays sont parmi les membres fondateurs de l’ANASE. Ils font également communément partie de la Coopération économique pour l'Asie-Pacifique et du Mouvement des Non Alignés.
Économiquement, l’Indonésie est le sixième partenaire économique de la Thaïlande. En 2012, leurs échanges économiques s’élevaient à 17 milliards de dollars américains. Au sein de la communauté de l’ANASE elle est le troisième. Cependant, aucun accord bilatéral n’a été signé pour promouvoir les échanges et préserver leurs intérêts économiques.

##### Philippines
Les historiens établissent des relations entre les Philippines et la Thaïlande depuis le XIIIe siècle. Durant la période coloniale, lorsque les Espagnols prirent le contrôle du territoire dès le XVIe siècle, les relations entre les deux pays existaient car le royaume d’Espagne voyait la Thaïlande comme une possible expansion de sa domination coloniale.
En 1949, trois ans après avoir obtenu leur indépendance des États-Unis, les Philippines et la Thaïlande signent un Traité d’Amitié. Les deux États sont membres fondateurs de l’ANASE.Contrairement à ses relations avec d’autres États de la région, la Thaïlande a signé un grand nombre d'accords bilatéraux avec les Philippines. En effet, depuis 1949, vingt-trois ententes bilatérales ont été signées dans le domaine de la défense, du tourisme, de l’économie, l’agriculture, les télécommunications et l’échange de techniques et savoir-faire.
Un volet important de leur relation, qui est d’ailleurs énoncé de manière claire par l’ambassade des Philippines en Thaïlande, est la coopération mutuelle en cas de catastrophes naturelles. En mai 2010, la Thaïlande a délivré cinq cent vingt tonnes de riz au gouvernement philippin pour venir en aide aux victimes du typhon Ondoy. En 2011, la Thaïlande a ainsi donné cent mille dollars américains aux victimes de la tempête Sendong. De leur côté, les Philippines ont envoyé des experts légaux et criminels pour aider la Thaïlande à identifier les victimes du tsunami ayant eu lieu cette même année.
Les deux capitales des pays, Manille et Bangkok, sont jumelées depuis 1997.

##### Vietnam
La Thaïlande, à l’époque ou elle était le royaume du Siam, a affronté le Vietnam dans de multiples guerres au cours des XVIIIe et XIXe siècles, principalement entre le royaume Ayutthaya (Siam) et Rattanakosin (Vietnam). C’est l’établissement des colons français au Vietnam, à l’époque Indochine française, qui mit fin à ces affrontements.
Les relations modernes entre les deux États datent de 1986. Vers la fin de la guerre froide, le Vietnam change de direction concernant sa politique étrangère et accepte également les règles du jeu de la coopération propre à son adhésion à l’ANASE. En effet, face à une crise interne économique et politique le Vietnam décide d’adopter de nouvelles réformes « compréhensives » appelées Doi Moi. Au sein de ces nouvelles réformes, on trouve la création et le développement des relations bilatérales avec la Thaïlande. Cependant, au départ, des suspicions mutuelles politiques, économiques et territoriales perdurent. Ainsi, des mesures de construction de confiance mutuelles sont mises en place concernant les points les plus sensibles. Le premier point de discorde étant les conflits territoriaux. En 1997, un accord est signé pour délimiter de façon claire la zone maritime de chaque partie dans le conflit les opposant au sein du golfe de Thaïlande et créa une patrouille maritime commune pour la zone.
Aujourd’hui, les deux pays ont signé plus de trente accords bilatéraux dans les domaines de l’économie, de la politique et de la sécurité. En 2004, ils créent même un cabinet de consultation bilatérale pour la coopération stratégique.
Commercialement, les deux pays échangent énormément, mais le Vietnam souffre depuis 2007 d’un déficit commercial dans ses échanges avec la Thaïlande. De plus les deux pays se concurrencent sur de nombreux marchés d’exportations et de développement, et notamment deux majeurs : celui du riz et du niveau d’attractivité des investissements directs étrangers.
Cependant, depuis le coup d'État de 2006 en Thaïlande, qui a destitué le Premier ministre Thaksin Shinawatra, tous ces mécanismes tournent au ralenti. Un second cabinet de consultation commune, à la suite de celui de 2004 était prévu pour 2008 et n’a pas eu lieu et les visites de la part des chefs d’États se font très rares.

##### Cambodge
Historiquement, le Cambodge et la Thaïlande entretiennent des relations depuis le XIIIe siècle. Les deux nations ont une longue histoire commune, marquée par de nombreux conflits qui perdurent encore aujourd’hui.
Au XIIe siècle, lors de la mort du dernier roi Khmer Jayavarman VII en 1218, l’Empire khmer connaît un déclin graduel. La Thaïlande, ainsi que la Chine, ont tenté de tirer profit de cette situation en cherchant à prendre le contrôle de plusieurs territoires. L’Empire survivra jusqu’en 1431, date à laquelle la Thaïlande réussit à prendre le contrôle d’Angkor Thom et força le roi en place à cette période à l’exil. Un siècle plus tard, la Thaïlande a tenté une nouvelle fois de prendre le contrôle de plusieurs parties du territoire cambodgien. Au fil des siècles, le Cambodge s’est senti de plus en plus menacé par ses voisins, la Thaïlande et le Vietnam. En 1863, le roi du Cambodge Norodom, incite la France à prendre le contrôle du Cambodge sous forme de protectorat, qui subsistera jusqu’en 1953. Pendant la période du protectorat français, la présence de l’administration française mit un terme aux rivalités entre les deux pays. Durant cette période les relations bilatérales entre les deux États n’étaient que peu existantes. Ces éléments historiques sont importants pour comprendre l’origine des relations tumultueuses entre les deux États.
Pendant la guerre froide, le Cambodge suivait une politique neutre, mais reconnaissait la république populaire de Chine. La Thaïlande, au contraire, était une alliée de États-Unis. De plus, à cette même période, le Cambodge est dirigé par les Khmers Rouges sous le régime du Kampuchéa Démocratique. Ce mouvement, responsable du génocide cambodgien, força de nombreux Cambodgiens à s’exiler et demander asile en Thaïlande.
En 2003, des émeutes ont éclaté dans la capitale cambodgienne de Phnom Penh. Un journal cambodgien a alors publié les propos d’une actrice thaïlandaise qui affirmait que la ville d’Angkor Vat, devait appartenir à la Thaïlande. Cet évènement qui peut sembler minime, a déclenché des émeutes dans les rues de Phnom Pen. Il a également contribué à refroidir davantage les relations, déjà peu existantes, entre les deux pays. À la suite de cet évènement, le Premier ministre cambodgien a banni les émissions de télévision thaïlandaises.
En 2008, une dispute frontalière a démarré entre les deux pays. Le conflit a eu lieu au niveau du temple de Preah Vihear, au nord du Cambodge. Le temple est situé sur une falaise qui appartient au Cambodge, mais l’accès à ce temple ne peut se faire exclusivement que par la Thaïlande. Des soldats thaïlandais ont alors pénétré sur le territoire et des tirs ont été échangés. Depuis ce jour, la dispute sur l’appartenance du territoire est toujours d’actualité et a fait plusieurs morts et blessés. Le conflit est aujourd’hui devant la Cour internationale de justice.
L’ambassade de Thaïlande au Cambodge, exprime le désir de transformer les huit cents kilomètres de frontière entre les deux pays, en une zone de paix et de stabilité. De plus, elle souhaite renforcer les relations bilatérales avec le Cambodge. L’ambassadeur de Thaïlande au Cambodge actuel, Panyarak Poolthup déclare ainsi sur le site officiel de l’Ambassade de Thaïlande au Cambodge, que la Thaïlande et le Cambodge partagent une culture, une religion et des racines qui doivent servir de socle pour bâtir de fortes et prospères relations bilatérales.
Économiquement, peu d’accords bilatéraux existent entre les deux pays. Cependant, les gouvernements thaïlandais et cambodgien ont fait part de leur intention de doubler leurs échanges commerciaux d’ici 2020, avec la signature d’un accord en 2015.
En 1999, le pays rejoint l’ANASE, dont la Thaïlande est également membre.
A l'été 2025, les relations entre les deux pays se détériorent à nouveau à la suite de la mort d'un soldat cambodgien en mai 2025 et à l'explosion de deux mines antipersonnel blessant deux soldats thaïlandais. Des affrontements ont alors lieu, tuant un certain nombre de civils, de part et d'autres de la frontière. La Thaïlande a alors rappelé son ambassadeur basé au Cambodge et expulsé l'ambassadeur du Cambodge à Bangkok,.

##### Laos
Historiquement, les deux pays frontaliers ont des relations depuis l’existence de chacun des deux pays. Cependant, les relations bilatérales entre les deux États ont souvent été conflictuelles.
En 1980 un conflit entre des patrouilles maritimes laotiennes et thaïlandaises a éclaté, ce qui a conduit la Thaïlande à fermer complètement ses frontières avec le Laos. Ce n’est qu’en 1988 que le Premier ministre thaïlandais Chatchai Chunhawan rétablit le contact économique et frontalier entre les deux pays. Il s’ensuit alors une période d’échanges économiques, d’accords bilatéraux et d’assistance mutuelle dans de nombreux domaines (culture, infrastructures, éducation), très prospère. Par exemple, En 2011, lors des inondations meurtrières en Thaïlande, le gouvernement laotien a fait don d’1,5 million de bahts au gouvernement thaïlandais afin de venir en aide aux victimes. En 2012, le gouvernement thaïlandais a accordé deux prêts de 718 et 84 millions de bahts, au Laos pour la construction d’infrastructures et le développement d’un aéroport. La Thaïlande exprime publiquement son désir de renforcer ses liens avec le Laos, dans tous les domaines. De plus, la Thaïlande souhaite investir davantage dans le développement du secteur privé au Laos,.
Les deux pays sont tous les deux membres de l’ANASE.

## Provinces

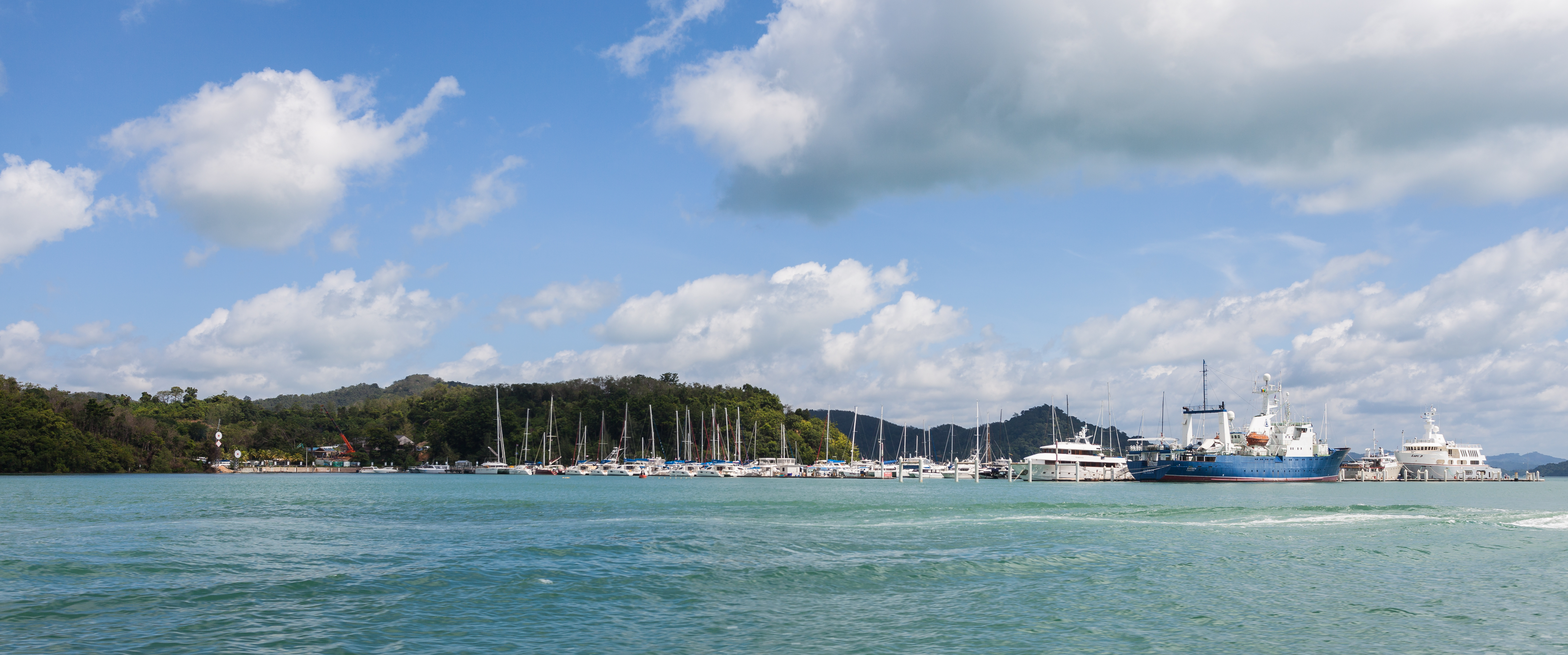
Jetée de Phuket.

Le pays est divisé administrativement en 77 provinces, en considérant que Bangkok est elle-même une province, (jangwat - จังหวัด, singulier et pluriel), réparties en cinq groupes. Le nom de chaque province est dérivé du nom de sa capitale.
Ce n’est que par l’effet du Traité anglo-siamois de 1909 que l’ancien royaume de Patani devint partie intégrante du royaume de Siam, sous la forme de quatre nouvelles provinces : Pattani, Yala, Narathiwat et Satun.

## Capitale
En 2022, un changement de ponctuation dans l'appellation officielle lance une rumeur prétendant que la ville ne s'appellerait plus Bangkok mais uniquement Krung Thep Maha Nakhon (thaï : กรุงเทพมหานคร, « la grande cité des anges »),. À la suite de nombreuses incompréhensions, les autorités précisent alors que la ville s'appelle toujours Bangkok en alphabet latin,.

## Économie

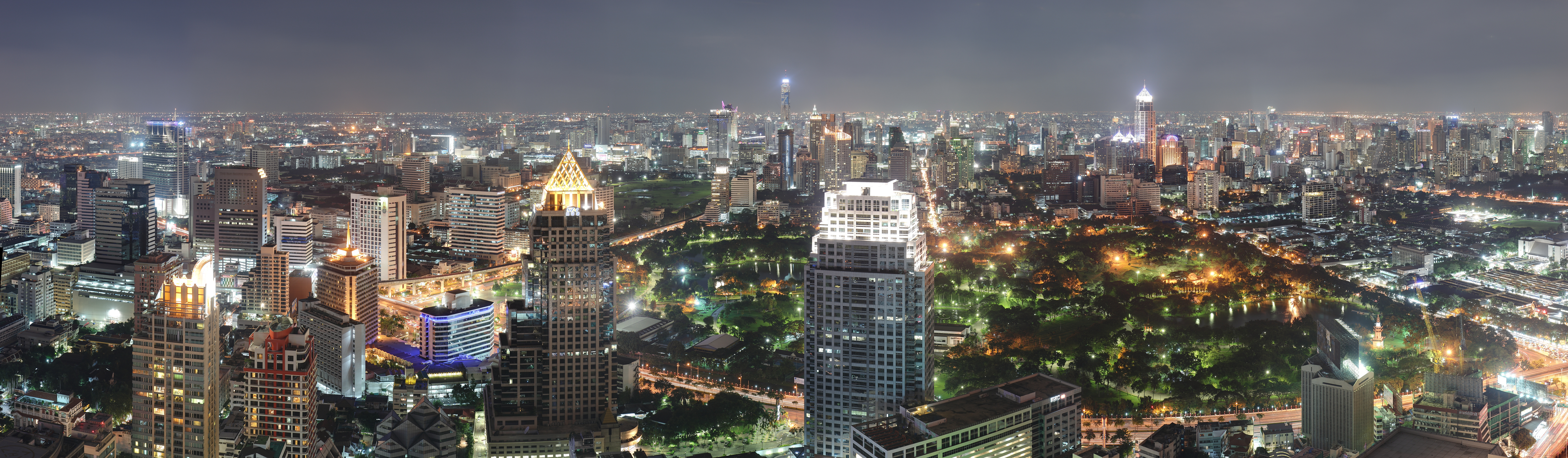
Bangkok, de Thaïlande, attire plus de 22 millions de visiteurs chaque année.

En 2023, la Thaïlande est la seconde plus grande économie de l'Asie du Sud-Est, après l'Indonésie mais devant la Malaisie avec un PIB de 548 890 millions de dollars américains. Elle se classe 26e au niveau mondial.
La Thaïlande est membre de la Coopération économique pour l'Asie-Pacifique (APEC).
Les Japonais investissent en Thaïlande et provoquent une industrialisation rapide dans les années 1980 et 1990, en particulier dans les industries électroniques et la sous-traitance mécanique, créant de nombreuses usines à bas coût pour alimenter leur machine industrielle.

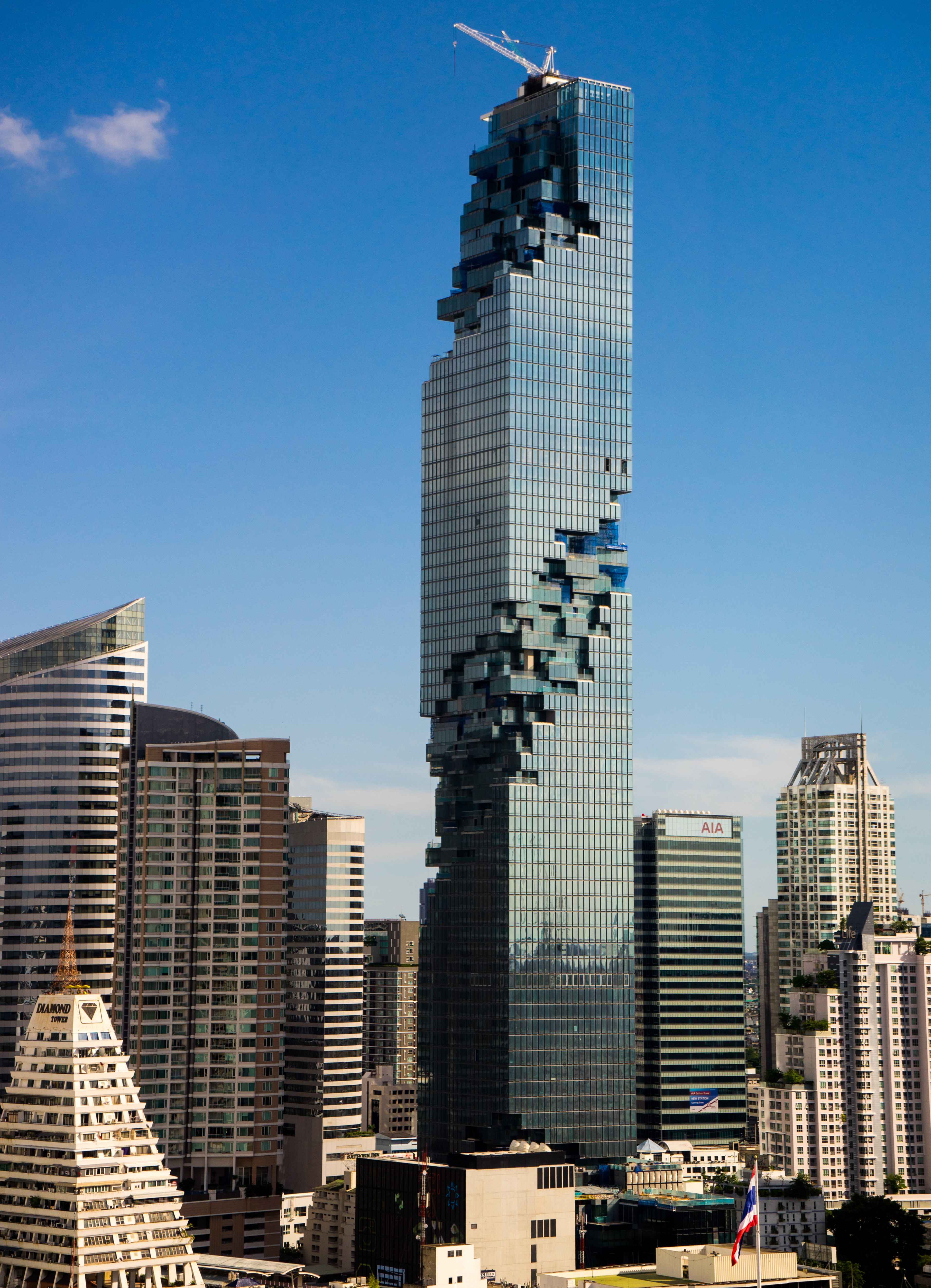
Gratte-ciel MahaNakhon à Bangkok, le plus grand bâtiment du pays.

Sur la période 2014-2024, le taux de croissance annuel composé (TCAC) du PIB de la Thaïlande s'est établi à 2,04 %. Ce chiffre reflète une croissance modérée mais positive sur la décennie.
Le dynamisme de l’économie thaïlandaise repose sur une demande interne robuste (consommation et investissements privés), qui la rend moins sensible que certains de ses voisins aux à-coups de la demande mondiale. Ces bonnes performances ont permis au royaume de s’affirmer comme puissance économique régionale.
En 2024, la Thaïlande est classée en 41e position pour l'indice mondial de l'innovation.
L'industrie (39,2 % PIB), fortement exportatrice, demeure le principal poumon économique du pays, loin devant le tourisme (env. 10 % PIB) : la Thaïlande est particulièrement compétitive dans les industries électroniques, chimiques, papetières, de construction (Siam Cement, 2e groupe Thaï, 24 000 salariés, cinq divisions : BTP, ciment, chimie, papier et distribution) et d'assemblage, les industries agroalimentaires et le tourisme. Elle attire également de nombreuses multinationales qui se servent de leur filiale thaïlandaise comme base d’exportation régionale, voire mondiale.

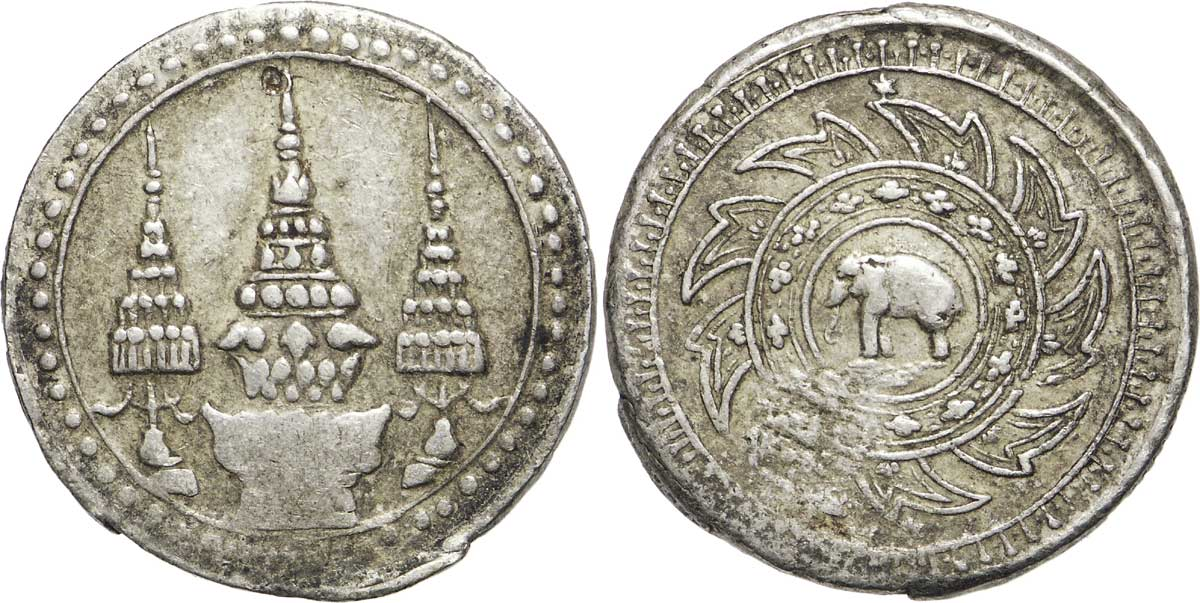
Siam, règne de Rama IV, 1 salung d'argent (1/4 de baht) avec motifs de temple et d'éléphant (1869).

Grâce à un pilotage fin de sa politique économique, le gouvernement a largement contribué aux performances actuelles. Selon une stratégie baptisée « dual track » (la voie double), le gouvernement ajuste son soutien en fonction de la conjoncture internationale : en période de ralentissement, les dépenses publiques soutiennent la consommation ; en période plus favorable, le rythme des dépenses diminue et le gouvernement peut s’attaquer aux réformes plus structurelles.
Cette politique est rendue possible par la situation remarquable des finances publiques : l'élargissement de la base fiscale conjugué à l'augmentation naturelle des revenus (du fait de la conjoncture) a permis au gouvernement de mettre un terme au déficit budgétaire dès 2003 et d'afficher un excédent de 0,7 % en 2012. Pour atténuer l'impact du ralentissement de 2005, les autorités avaient mis sur pied un vaste programme d'investissements publics destiné à moderniser en profondeur les infrastructures du pays, routes, transports et télécommunications en particulier. Outre un effet positif pour la croissance, ces projets d'investissement de long terme renforcent l'économie du pays et créent de nouvelles opportunités d'échanges et de croissance.

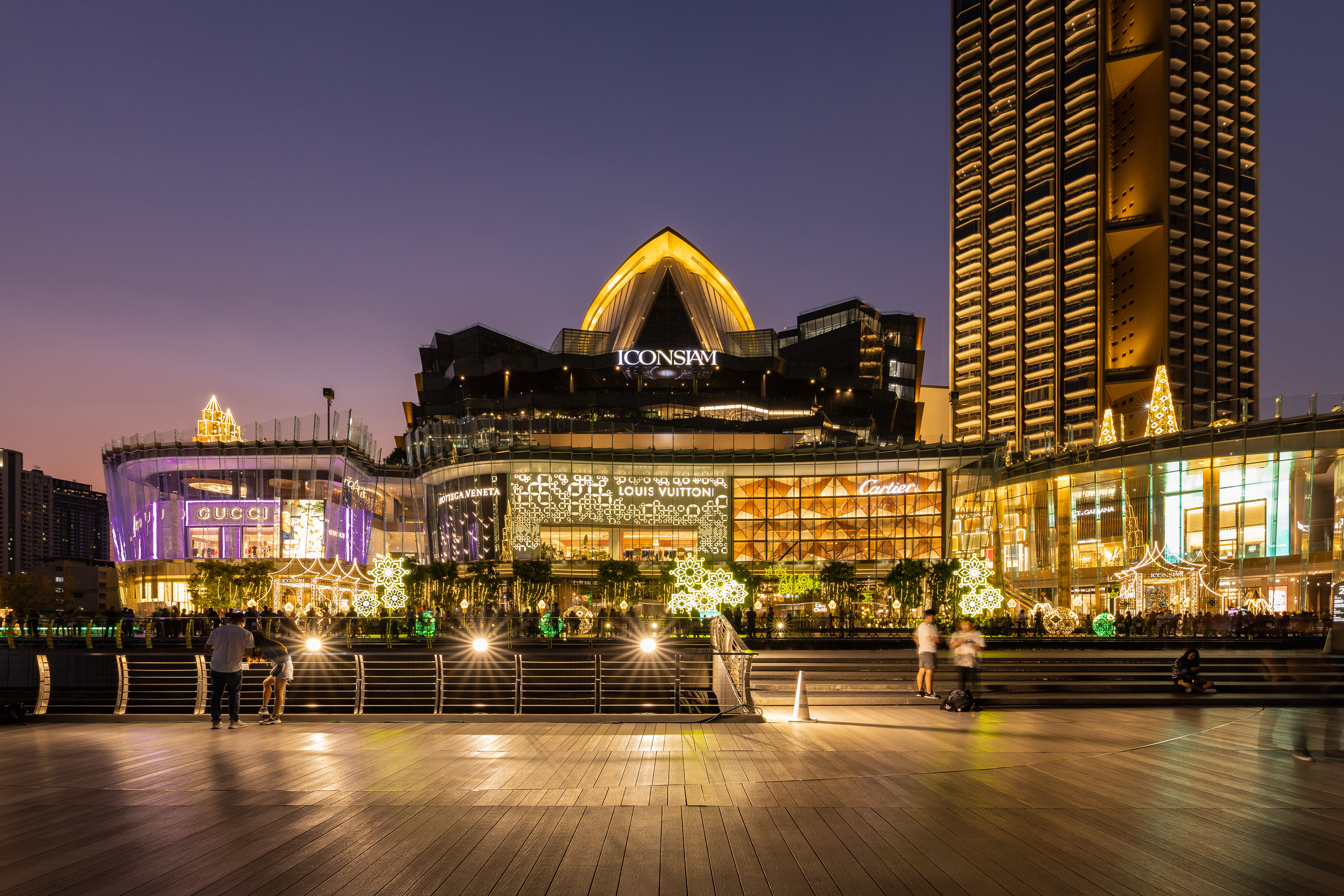
Iconsiam la nuit.

De 2006 à 2013, l'économie thaïlandaise a connu une croissance plus faible, avec une moyenne de 4 %, dopée par une industrie forte (39,2 % du PIB en 2012), de fortes exportations agricoles, une forte activité commerciale (13,4 % PIB, 2012) et logistique (9,8 % PIB, 2012) et dans une moindre mesure par la consommation intérieure. Et pourtant, du fait de l'affaiblissement des exportations en 2012 et 2013 à cause de plusieurs chocs économiques et politiques, la consommation intérieure voit sa part dans la croissance grandir au fil des ans. Le PIB était de 366 milliards de dollars en 2012, faisant ressortir un PIB/habitant de 5 390 $ par habitant, soit 449 $ (environ 400 €) par mois et par habitant en moyenne.
La fortune cumulée des 50 Thaïlandais les plus riches s'élève à plus de 160 milliards de dollars en 2019. Les bénéfices de la croissance et de l’industrialisation de ces dernières décennies ont été essentiellement captés par l’aristocratie traditionnelle et les nouvelles élites économiques et financières. Selon le rapport du Crédit suisse de 2018 sur la répartition de la richesse mondiale, 1 % de la population détient 66,9 % de la richesse du pays. Les stratégies de bas salaires/hauts profits ainsi que le désinvestissement de l'État envers les campagnes a conduit à une fracture rurale-urbaine et à l’exclusion de pans entiers de la société confrontés à l’exode, à la massification du secteur informel, à l'absence de protection sociale ou aux difficultés d'accès à l’éducation et aux services de base.
La Thaïlande affiche l'un des taux d'endettement des ménages, par rapport au PIB, les plus élevés d'Asie, derrière seulement la Corée du Sud et Hong Kong. Désormais, un Thaïlandais sur trois est dans une situation de surendettement. La dette publique s'élève pour sa part à plus de 60 % du PIB.

### Agriculture

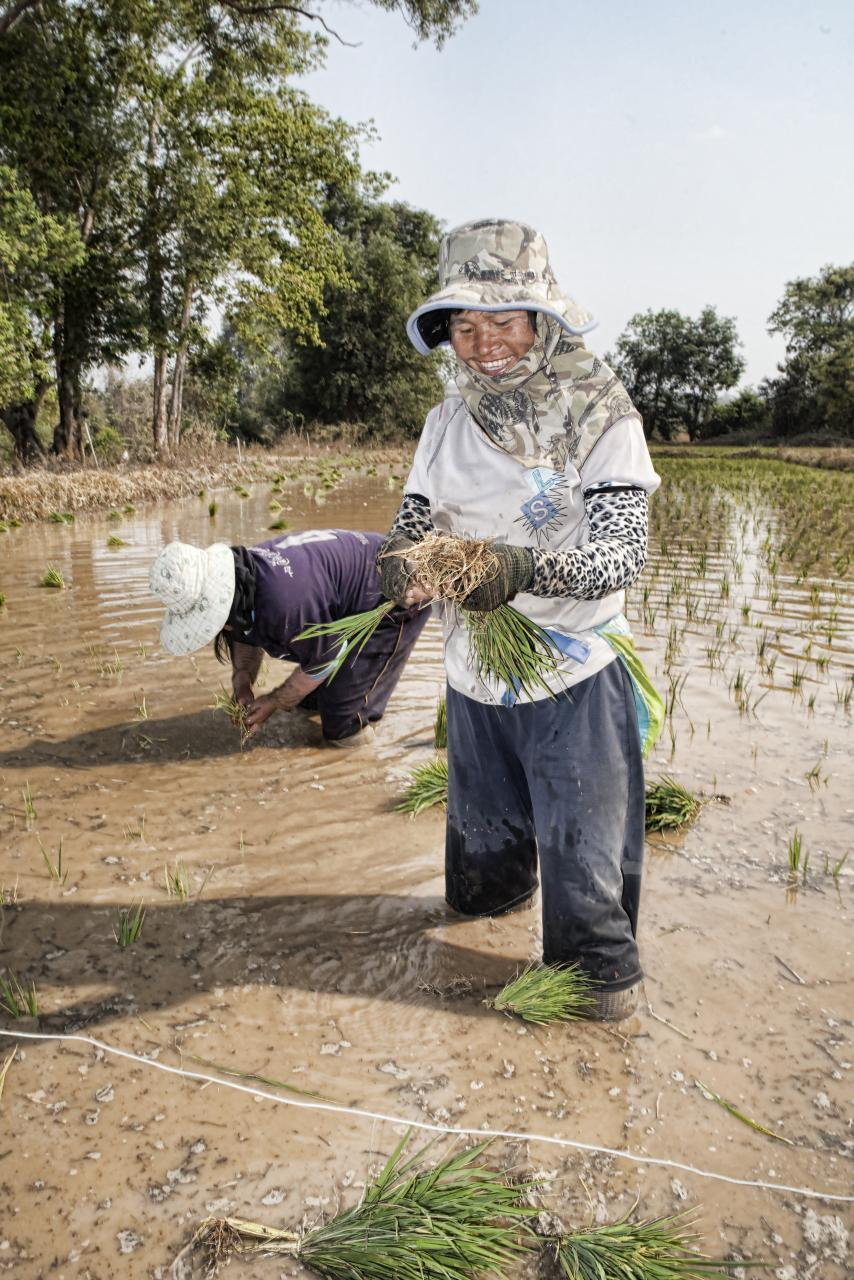
Culture du riz.

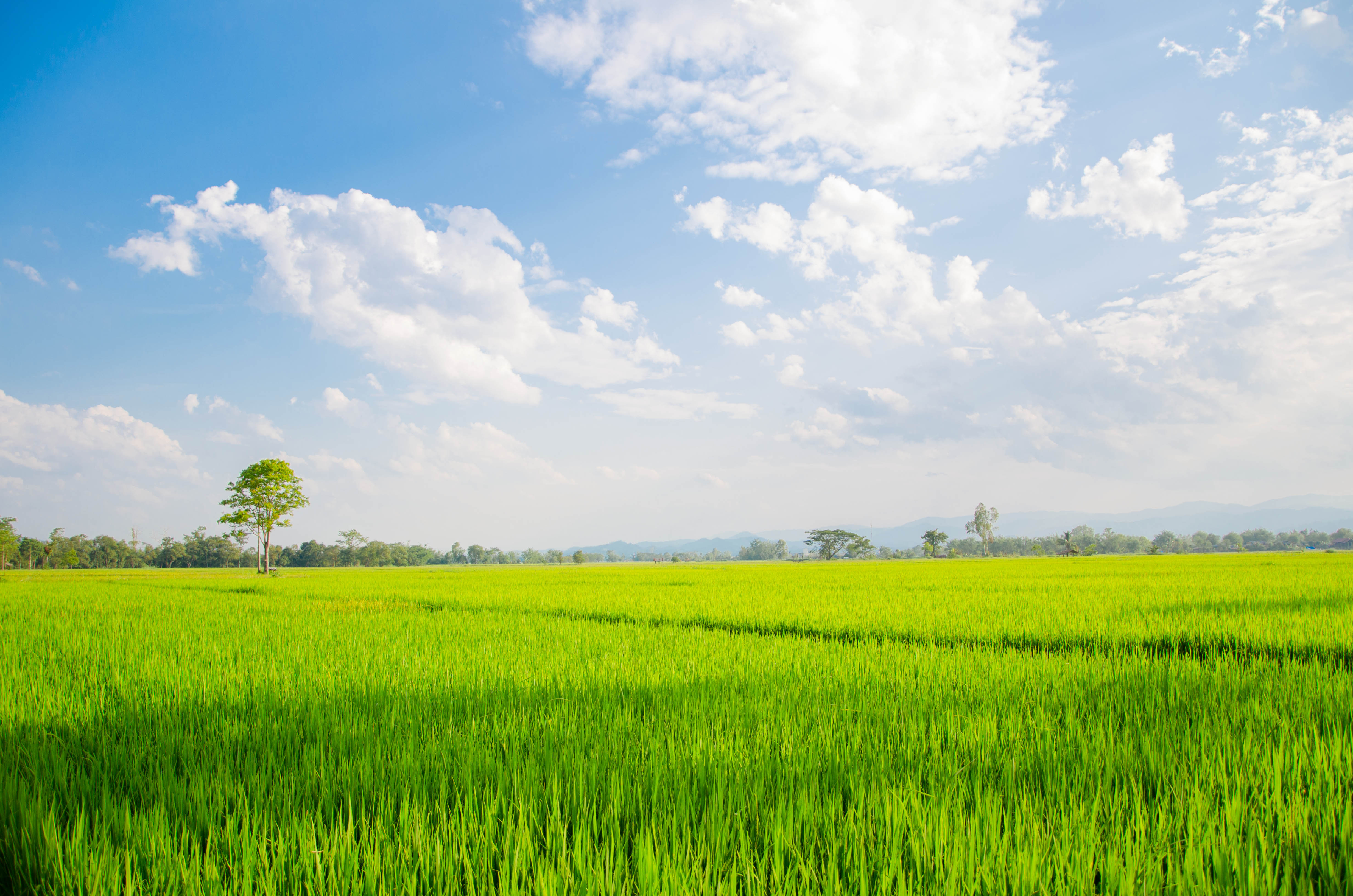
La Thaïlande, deuxième plus grand exportateur de riz au monde.

L'agriculture, la transformation et l’exportation de produits agricoles, notamment du riz, ont formé l’ossature de son économie. En effet, la Thaïlande avec en moyenne trois récoltes par an est souvent classé deuxième exportateur mondial de riz (après l'Inde) et sixième producteur de riz de la planète (derrière la Chine, l'Inde, l'Indonésie, le Bangladesh et le Vietnam).
Bien que parmi les pays les plus prospères d'Asie, le fait qu'elle dépende d'une monoculture l'a rendue extrêmement sensible aux fluctuations des cours mondiaux du riz et aux variations de la production. Le gouvernement thaïlandais s'est efforcé d'atténuer cette fragilité en cherchant à diversifier l'économie et à promouvoir des méthodes de culture scientifiques comme l'irrigation contrôlée des rizières, de façon à stabiliser la production même lorsque les précipitations sont insuffisantes.
Les élevages de crevettes sont aussi une source majeure d'exportations. La Thaïlande compte ainsi plus de 30 000 élevages donnant une production de 280 000 tonnes en 2006. Ces exportations génèrent un chiffre d'affaires de 2 milliards de dollars et ont majoritairement lieu vers l'Europe, le Japon et les États-Unis. Mais une partie de la pêche qui sert à alimenter les crevettes est régulièrement accusée au début des années 2010 de détruire les mangroves naturelles et d'être réalisée par des migrants réduits en esclavage.
La Thaïlande est aussi traditionnellement un important exportateur de produits issus de la canne à sucre, grâce à son climat et ses sols. Depuis 2015, la Thaïlande est passée du 5e au 2e rang mondial des exportateurs de sucre. Elle a exporté 10 millions de tonnes en 2023-2024 et a maintenu une production élevée malgré la sécheresse. Le pays prévoit une augmentation de production pour 2024-2025 et influence significativement les prix mondiaux du sucre. Cette progression confirme son rôle majeur dans l'industrie sucrière mondiale.
Le PIB du secteur agricole, du fait d'une moindre croissance que l'industrie ou le tourisme, ne représente plus que 8,4 % du PIB en 2012.

### Tourisme
À partir du milieu des années 1980, le tourisme joue un rôle majeur dans le développement économique du pays. La croissance annuelle fut exceptionnelle entre 1985 et 1993 (de l’ordre de 10 %). Elle est encore de 8 % en 1993, année où le PNB s’élevait à 136,9 milliards de dollars. Le Japon, les États-Unis, l’Allemagne, la Malaisie, la Chine et les Pays-Bas sont les principaux partenaires commerciaux de la Thaïlande.
Après le tsunami de fin 2004 qui a touché toute l'infrastructure hôtelière et la côte sud-ouest, les touristes désertent les lieux, laissant des commerçants thaïs exsangues. La majorité des centaines de morts de décembre 2004 sur les côtes étaient étrangers, en particulier Allemands, Suédois, Danois, Anglais et Australiens. Les prix de l'immobilier ont baissé à Koh Lanta (par exemple) de presque 50 %. Grâce à ses autres ressources touristiques, la Thaïlande s'est remise de ce cataclysme avec une croissance touristique de plus de 10 % en 2006 par rapport à 2005 après la chute et les annulations dues au tsunami.
En 2019, la Thaïlande a accueilli 39,7 millions de touristes, se classant au 9e rang mondial : le tourisme international a contribué cette année-là à 11,4 % du PIB et le tourisme intérieur à 6%. En 2019, les dix-sept principaux pays d'origine des touristes étaient :
1. Chine : 10 994 721 visiteurs (+4.3 %)
2. Malaisie : 4 166 868 visiteurs (+3.6 %)
3. Inde : 1 995 516 visiteurs (+24.8 %)
4. Corée du Sud : 1 887 853 visiteurs (+5.1 %)
5. Laos : 1 845 375 visiteurs (+10.8 %)
6. Japon : 1 806 340 visiteurs (+9.1 %)
7. Russie : 1 483 453 visiteurs (+0.7 %)
8. États-Unis : 1 167 845 visiteurs (+4.1 %)
9. Singapour : 1 056 836 visiteurs (-1.2 %)
10. Vietnam : 1 047 629 visiteurs (+1.8 %)
11. Hong Kong : 1 045 198 visiteurs (+2.9 %)
12. Royaume-Uni : 994 018 visiteurs (+0.7 %)
13. Cambodge : 907 506 visiteurs (-4.3 %)
14. Allemagne : 857 487 visiteurs (-3.2 %)
15. Taïwan : 789 923 visiteurs (+14.8 %)
16. Australie : 768 668 visiteurs (-4.1 %)
17. France : 745 290 visiteurs (-0.5 %)

L'évolution de l'arrivée des touristes par rapport à 2018 est indiquée entre parenthèses.

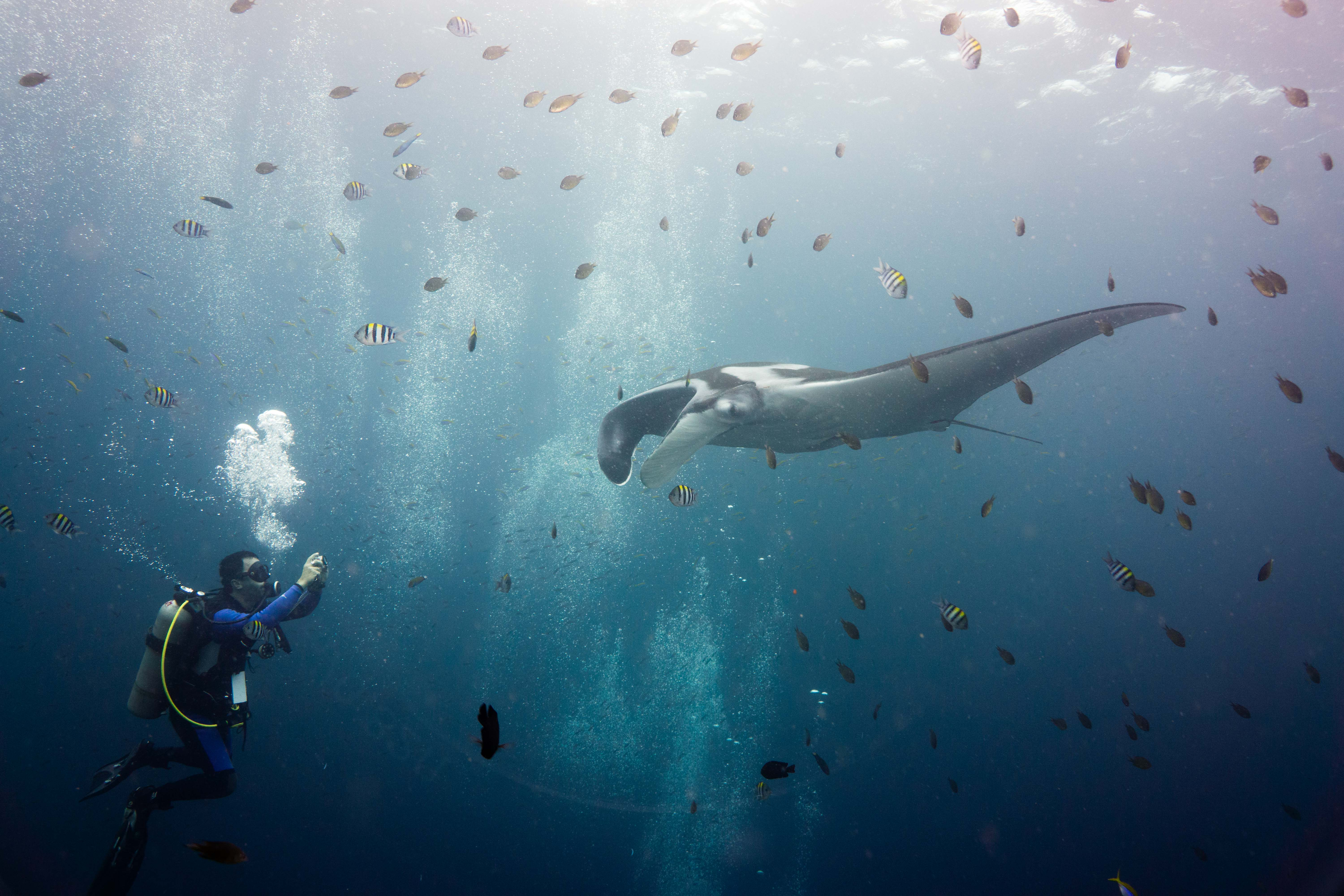
Touriste pratiquant la plongée, Îles Phi Phi.

Longtemps restreinte au tourisme balnéaire vers les plages de sa péninsule, la Thaïlande souhaite développer les voyages culturels et attirer les touristes vers les provinces du nord, riches en vestiges archéologiques.

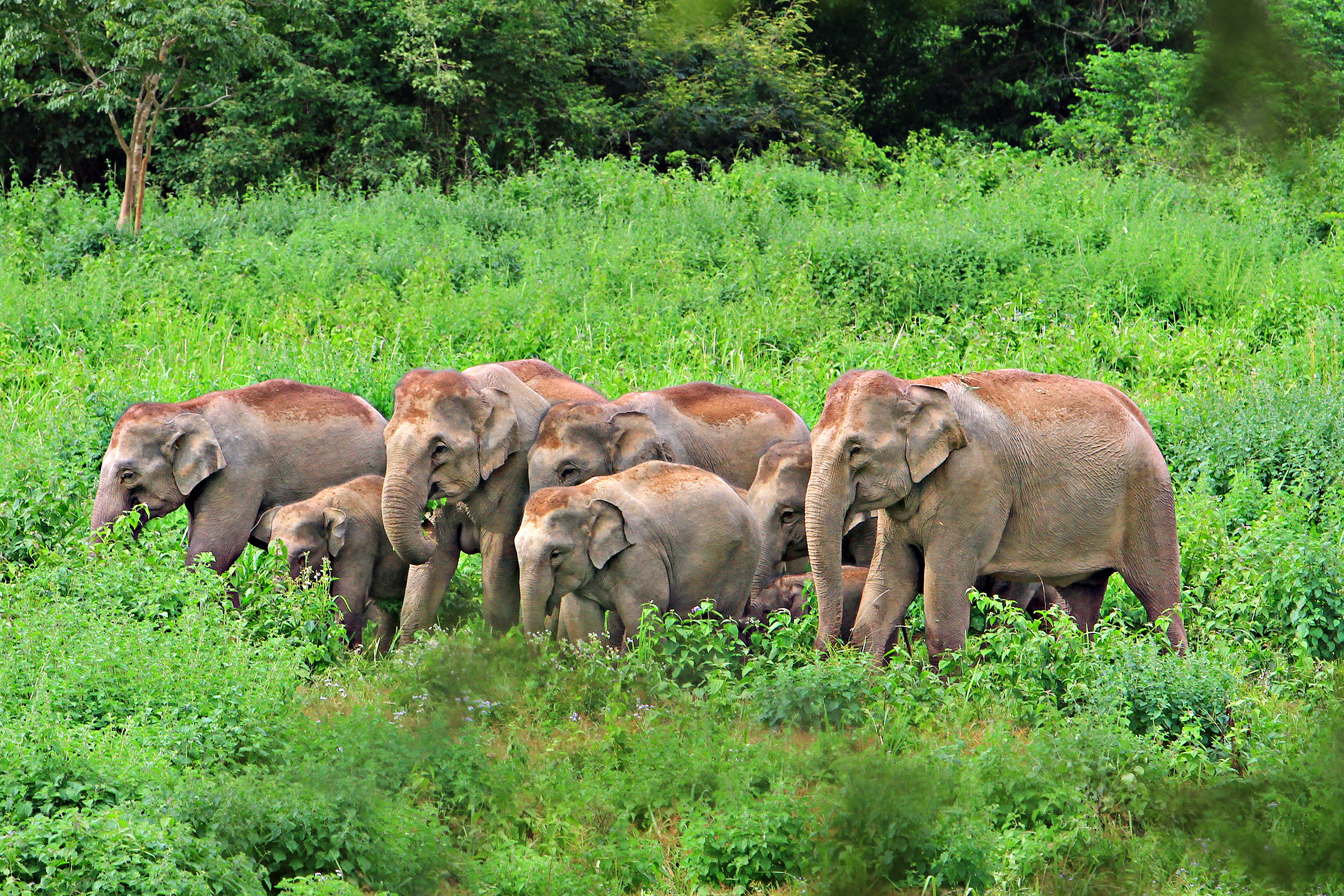
La population d'éléphants d'Asie à l'état sauvage en Thaïlande a chuté à environ 2000 à 3000 individus.

Parmi les monuments des provinces, on peut citer :
- Le temple aux trois tours. Le Phra Prang Sam Yod de Lopburi est un bel exemple de l’art Khmer du XIIe siècle.
- Le palais d’Ayutthaya. Le palais royal de Bang Pa-In, réhabilité au XIXe siècle par Rama IV, était sa résidence de vacances.
- Le sanctuaire de Chiang Mai. Construit en 1345, le Wat Phra Sing abritait les cendres du grand roi Kham Fu.
- Le Prasat Hin Phimai. Ce temple khmer a été construit vers la fin du XIe siècle.

Contre la propagation de la pandémie de COVID, le nombre de voyageurs internationaux a été presque réduit à néant en 2020 et 2021: entre 7 et 8 millions de touristes en 2020 et seulement 100 000 voyageurs internationaux en 2021.
Après près de 15 mois de quarantaine stricte obligatoire pour tous étrangers venant en Thaïlande, il est possible dès juillet 2021 d'entrer dans le pays sans quarantaine à condition de passer d'abord 14 jours sur l'île de Phuket, et en cas de test PCR négatif, on peut ensuite explorer le reste de la Thaïlande.
À partir du 1er novembre 2021, les autorités ouvrent le pays sans quarantaine pour les voyageurs de 45 pays.
Depuis 2022, le tourisme en Thaïlande a connu une reprise spectaculaire :
- 2022 : 11,8 millions de visiteurs (contre 3 millions prévus initialement)
- 2023 : 28,15 millions de touristes (70% du niveau de 2019)
- Début 2024 : 21,79 millions de touristes déjà accueillis sur les sept premiers mois
- 2024 : 35,5 millions de visiteurs (dont 26 millions d'Asie)[86]
- Dépenses touristiques : 29,7 milliards de dollars en 2023, en forte hausse par rapport à 2022

Cette reprise rapide rapproche la Thaïlande de ses niveaux de fréquentation touristique d'avant la pandémie.

#### Visas
Les visiteurs entrant en Thaïlande doivent être en possession d’un passeport en cours de validité (encore valide au moins 6 mois à compter de la date d’entrée dans le pays). Les visiteurs, membres de la Communauté européenne, entrant en Thaïlande pour des motifs touristiques, sont dispensés de visa d’entrée : c’est le « transit without visa » (ou exemption de visa), une formalité gratuite, mais limitée dans le temps (30 jours) et extensible de 30 jours supplémentaires dans un des bureaux d'immigration du pays, délivré dans les aéroports. Aux postes frontières, il n’est délivré qu’au maximum deux fois par année calendaire.

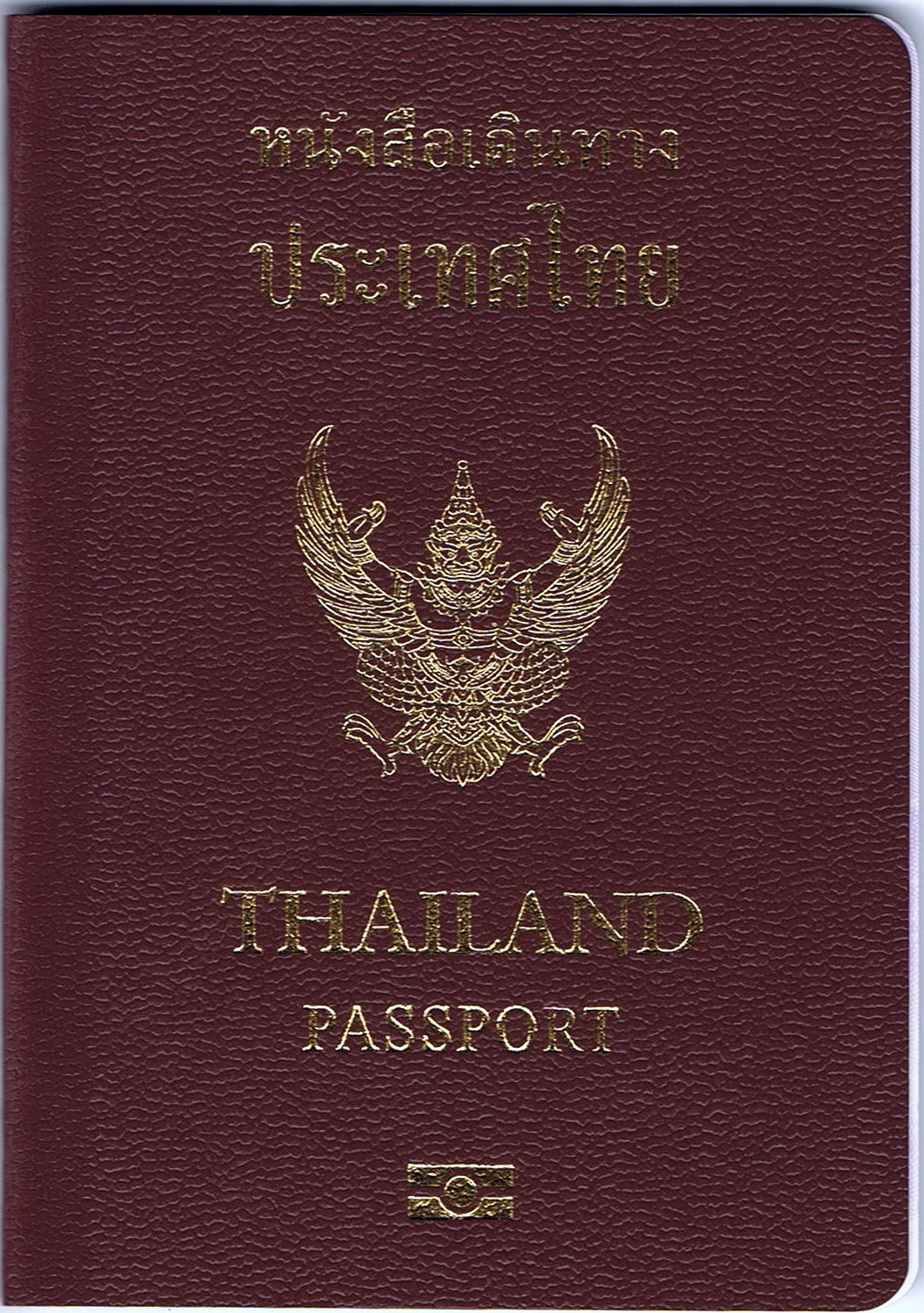
Passeport thaïlandais.

Pour la plupart des pays de l'Union Européenne, il est possible de demander un visa touristique valable 60 jours (uniquement auprès d'une ambassade, donc à l'extérieur de Thaïlande, par exemple : l'ambassade royale de Thaïlande de Paris), renouvelable 30 jours en payant 1900 baths (environ 50 €) au bureau d'immigration local. Il n'est pas possible de revenir dans le pays après la sortie même si le délai de 3 mois n'est pas dépassé, sauf si ce visa comporte des entrées multiples.
- Le visa touristique de 6 mois (METV)[90], pour les personnes qui peuvent présenter un relevé de compte créditeur de 5 000 euros au cours des six derniers mois[réf. nécessaire].
- Le visa non-immigrant O, qui donne le droit de rester 90 jours et qui est destiné aux personnes ayant de la famille thaïlandaise, aux personnes accompagnant une autre titulaire du visa OA ou B, les personnes participant à une mission humanitaire ou de bénévolat ou celles ayant plus de 50 ans.
- Le visa O-A, destiné aux personnes retraitées et de plus de 50 ans.
- Le visa non-immigrant B, pour les personnes souhaitant travailler, effectuant un stage rémunéré ou exerçant une mission professionnelle.
- Le visa non-immigrant ED, pour les personnes étant en stage non rémunéré, les étudiants suivant des cours dans des établissements scolaires reconnus par le ministère de l'éducation nationale thaïlandais, l'échange scolaire et universitaire, la scolarisation dans une école internationale, la participation à une conférence d'organisation internationale et c'est aussi le visa que l'on vous donnera si vous désirez devenir moine.

### Transports
Les transports en Thaïlande sont variés, sans qu'un moyen de transport particulier prédomine. Les bus sont fortement utilisés pour les trajets longue distance et à Bangkok, tandis que les motos supplantent les vélos dans les villes. Le transport routier est le principal moyen de transport des marchandises dans le pays. Le réseau ferré existe depuis longtemps mais les lignes sont lentes, bien qu'il soit prévu de déployer des lignes à grande vitesse dans plusieurs régions de Thaïlande. Le transport aérien intérieur a récemment connu un gain de popularité, grâce à l'arrivée de compagnies low-cost. Dans les grandes villes, il existe un service public de moto-taxis. À Bangkok, le nombre de taxis en circulation est impressionnant. Depuis l'ouverture du métro aérien de Bangkok en 1999, le nombre de passagers journaliers a dépassé les 800 000 et plusieurs lignes additionnelles sont en construction. L'automobile, dont la croissance rapide a contribué à l'engorgement du trafic de Bangkok au cours des deux dernières décennies, a gagné en popularité, en particulier auprès des touristes, des expatriés, de la classe aisée et d'une partie grandissante de la classe moyenne. Le réseau autoroutier se construit graduellement. La plupart des cours d'eau navigables accueillent des bateaux ou offrent des services de transport. Enfin, on note plusieurs moyens de transport particuliers, tels que le tuk-tuk ou le voyage à dos d'éléphant en zone rurale.

#### Route
Le réseau routier thaïlandais comporte environ 64 600 km de routes.

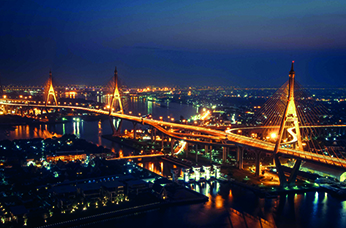
Pont de Bhumibol.

Les voies rapides relient toute la Thaïlande. Elles sont souvent traversées par des passages piétons, espacés d'environ 250 m en zone urbaine. Elles n'ont pas de voies d'insertion ni de décélération mais ont une séparation centrale, excepté à Bangkok où abondent les voies pour demi-tour. De nombreuses routes à deux voies ont été converties en quatre voies à séparation centrale, augmentant ainsi grandement sécurité et vitesse.
Le système autoroutier est restreint (145 km) mais le gouvernement thaïlandais prévoit des investissements massifs pour l'étendre.
Le bus est un moyen de transport majeur pour les personnes et les marchandises, et le plus populaire pour les trajets longue-distance. Il existe des bus luxueux pour les circuits touristiques, tandis que les bus de ville ou de seconde classe sont souvent anciens et couverts de peinture et de publicités.

#### Train

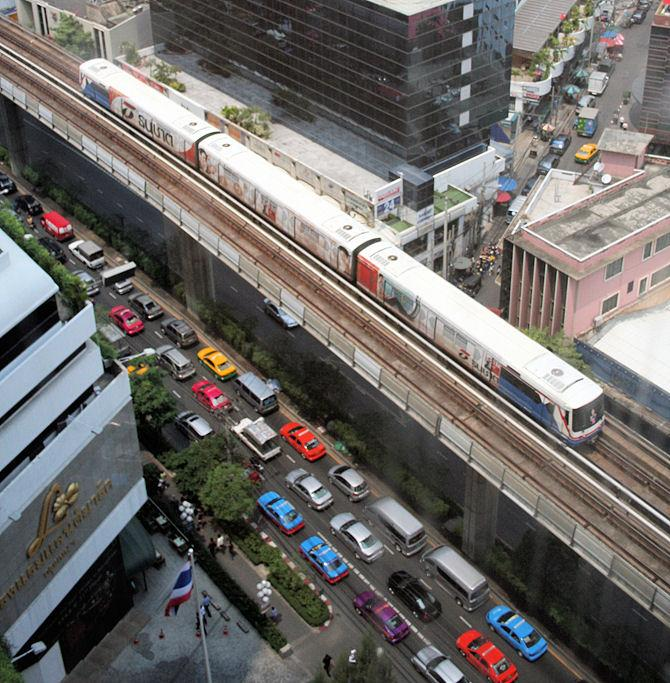
Le Skytrain de Bangkok (BTS).

Le réseau ferroviaire thaïlandais est géré par la compagnie nationale State Railway of Thailand (SRT) en thaï การรถไฟแห่งประเทศไทย. Ce réseau comprend plus de 4 000 km de voies ferrées.
La gare Hua Lamphong, au centre de Bangkok, a été le point de départ des lignes de trains partant vers tout le pays jusqu'en janvier 2023. Depuis, la gare de Bang Sue Grand Station de Bangkok ou Krung Thep Aphiwat Central Terminal Station a pris le relais. Les quatre lignes principales sont le réseau nord, qui va jusqu'à Chiang Mai, le réseau nord-est, qui va jusqu'à Ubon Ratchathani et la frontière laotienne, le réseau est, qui va jusqu'à Aranyaprathet à la frontière cambodgienne, et le réseau sud, qui va jusqu'à la frontière malaisienne. La gare de Thonburi est le point de départ des trains pour Kanchanaburi et son célèbre pont.
Le train de prestige, le Eastern and Oriental Express, circule régulièrement entre Bangkok et Singapour, et entre Bangkok et Chiang-Mai chaque semestre.
Bangkok est la seule ville du pays équipée d'un métro (depuis 1999 pour sa partie aérienne et depuis 2004 pour sa partie souterraine) et d'un service de bus touristique.

#### Transport aérien

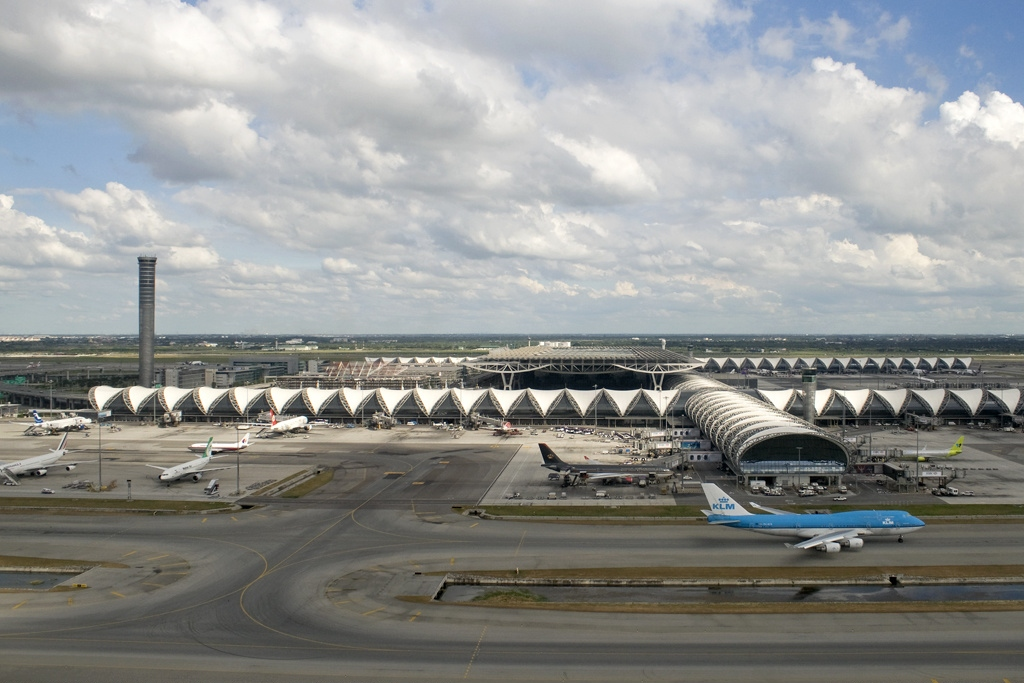
Le principal aéroport de Thaïlande est l'aéroport de Suvarnabhumi à Bangkok.

Le principal aéroport de Thaïlande est l'aéroport de Suvarnabhumi à Bangkok, avec plus de 55 millions de passagers en 2017. Viennent ensuite les aéroports internationaux de Don Mueang (Bangkok), Phuket et Chiang Mai.
La compagnie nationale est Thai Airways International, fondée en 1988, qui compte 84 destinations dans 37 pays en 2018. Elle fait partie des dix meilleures compagnies du monde selon Skytrax cette année-là. Elle possède une filiale low-cost nommée Thai Smile. La société privée Bangkok Airways assure des vols réguliers depuis 1986 et possède trois aéroports en Thaïlande dont celui de Ko Samui. Elle dessert 12 destinations en Thaïlande et 18 à l'étranger. Le nombre d'avions des compagnies à bas prix basées en Thaïlande est passé de 42 en 2013 à 136 en 2018. Les trois plus grandes compagnies sont AirAsia (filiale de la compagnie malaisienne AirAsia), Thai Lion Air (filiale de la compagnie indonésienne Lion Air) et Nok Air (dont l'actionnaire principal est Thai Airways).

#### Transport fluvial
De nombreux cours d'eau sont navigables dans le pays, formant un réseau de 3 999 km. À Bangkok, la Chao Phraya est une artère principale de communication sur laquelle naviguent ferries, bateaux-taxis ou encore les barques traditionnelles long-tails propulsées à l'aide d'un moteur de camion.
Des ferrys relient des centaines d'îles au continent, et circulent aussi sur les rivières navigables. Il existe de nombreux ferrys internationaux.

## Population et société

### Société
Le 18 juin 2024, le sénat thaïlandais vote à 130 contre 4 la légalisation du mariage pour tous, en septembre 2024 le roi signe la loi favorablement. La nouvelle loi prend effet le 23 janvier 2025, la Thaïlande devient alors le premier pays d'Asie du Sud-Est à rendre légal le mariage entre personnes de même sexe.

### Démographie
Statistiques de The World Factbook : (Estimations juillet 2016).
- Population : 68 229 099 habitants.
- Espérance de vie : 75,8 ans

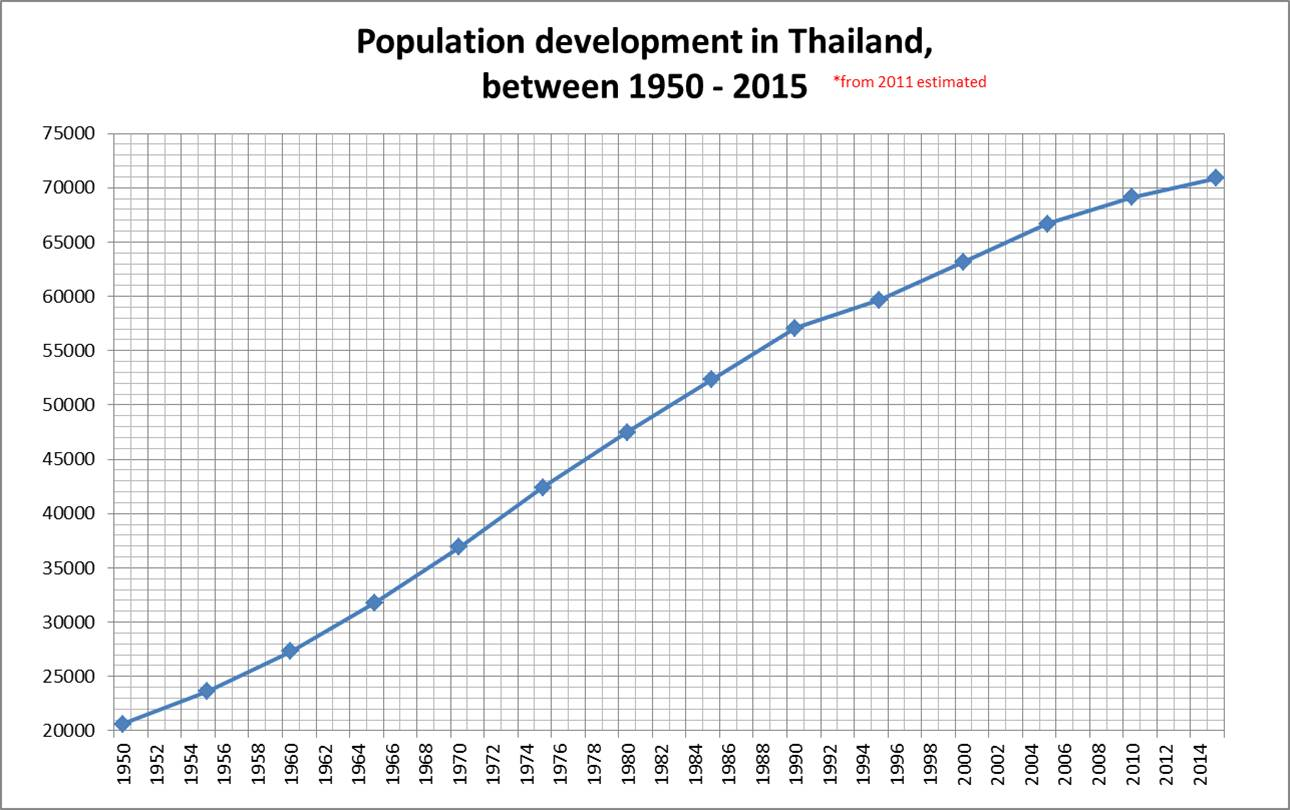
Évolution de la démographie entre 1950 et 2015, en milliers d’habitants.

- Taux de naissance : 11.1 pour 1 000
- Taux de mortalité : 7.9 pour 1 000
- Taux de croissance : 0.32 % par an
- Taux de fécondité : 1,51 enfant/femme
- Taux d’alphabétisation : 96,7 % (de la population de + de 15 ans)
- Taux de mortalité infantile : 9,4 pour 1 000 naissances
- Taux de présence du virus VIH : 0,8 % de la population (est. 2023) mais plus important chez les 15-24 ans et les professionnel(le)s du sexe
- La Thaïlande est un pays bouddhiste, avec une minorité musulmane (4,6 % de la population) vivant principalement dans le Sud, et environ 300 000 catholiques (0,5 % de la population).
- Richesse par habitant (PIB/habitant en PPA) : 21 100 dollars (est. 2023)

### Langues

Carte ethnolinguistique de la Thaïlande.

Si la langue officielle, parlée par au moins 85 % de la population, est le thaï, les linguistes dénombrent plus de 60 langues en Thaïlande.
Le thaïlandais ou thaï est proche des deux dialectes lao parlés au Laos (dont le plus important est le Lao Soung avant le Lao Soum); La seconde langue maternelle est le chinois, langue présente en deux dialectes (entre 1 et 2 000 000 de locuteurs), dont le Hakka, avec environ 70 000 locuteurs.
La langue officielle, le thaï, est une langue Kra-Dai, étroitement liée au Lao, au Shan au Myanmar et à de nombreuses langues moins répandues, parlées dans un arc allant du Hainan et du Yunnan au sud jusqu'à la frontière chinoise. C'est la langue principale de l'éducation et du gouvernement et elle est parlée dans tout le pays. La norme est basée sur le dialecte du peuple thaïlandais central et est écrite dans l'alphabet thaïlandais, une écriture abugida issue de l'alphabet khmer. Soixante-deux langues ont été reconnues par le gouvernement royal thaïlandais. Aux fins du recensement national, il existe quatre dialectes du thaï : ceux-ci coïncident en partie avec des désignations régionales, telles que Thaïlande du Sud et Thaïlande du Nord.
La plus grande des langues minoritaires de Thaïlande est le dialecte laotien de l'Isan, parlé dans les provinces du nord-est. Dans l'extrême sud, le malais Kelantan-Pattani est la langue principale des musulmans malais.
Des variétés de chinois sont également parlées par l'importante population chinoise thaïlandaise, le dialecte Teochew étant le mieux représenté. De nombreuses langues tribales sont également parlées, notamment de nombreuses langues austroasiatiques telles que le môn, le khmer, le viet, le mlabri et l'aslien ; les langues austronésiennes telles que le Cham, le Moken et l'Urak Lawoi' ; les langues sino-tibétaines comme le Lawa, l'Akha et le Karen ; et d'autres langues Tai telles que le Tai Yo, le Phu Thai et le Saek. Le hmong fait partie des langues hmong-mien, qui sont désormais considérées comme une famille linguistique à part entière.
L'anglais est la seconde langue administrative et la langue commerciale, et est parlé en seconde langue par 3 500 000 locuteurs réels ou partiels. Mais l'anglais a tendance à faire jeu égal avec le chinois, qui, cependant a toujours été important comme langue commerciale. Le français, qui fut la troisième langue administrative après le thaï et l'anglais, de 1885 à 1945, et la seconde langue diplomatique, après l'anglais, est très peu parlé par les Thaïlandais de nos jours (moins de 2 000 francophones), mais de nombreux ressortissants français, belges, ou canadiens francophones vivent dans le sud de la Thaïlande, dans les zones touristiques. Le roi Rama IX parlait le thaï, l'anglais et le français, ce qui était dans la norme de l'éducation d'un prince avant 1946. Son successeur parle le thaï, l'anglais, et le chinois mandarin.

### Éducation
En 1995, en tant que ministre de l'Éducation, Sukavich Rangsitpol a présenté ses projets de réforme de l'éducation en Thaïlande. L'objectif de la réforme de l'éducation est de réaliser le potentiel du peuple thaïlandais à se développer pour une meilleure qualité de vie et de développer la nation pour une coexistence pacifique dans la communauté mondiale. La réforme a été considérée comme un mouvement historique après près de 100 ans d’éducation sous le système précédent.
Le taux d'alphabétisation des jeunes en Thaïlande était de 98,1 % en 2015. L'éducation est assurée par un système scolaire bien organisé composé de jardins d'enfants, d'écoles primaires, secondaires inférieures et supérieures, de nombreux collèges professionnels et universités. L'éducation est obligatoire jusqu'à 14 ans inclus, tandis que le gouvernement a pour mandat de fournir un enseignement gratuit jusqu'à 17 ans. La mise en place de programmes fiables et cohérents pour les écoles primaires et secondaires est sujette à des changements rapides. Les questions d’accès à l’université sont en constante évolution depuis plusieurs années. Le pays est également l'un des rares à exiger encore l'uniforme jusqu'aux années universitaires, ce qui fait encore l'objet de débats. La qualité de l'éducation dans le pays est souvent remise en question.
En 2013, le ministère des Technologies de l'information et de la communication a annoncé que 27 231 écoles bénéficieraient d'un accès à l'Internet haut débit en classe . Cependant, l'infrastructure éducative du pays était encore sous-préparée pour l'enseignement en ligne, car les écoles plus petites et plus éloignées étaient particulièrement gênées par les restrictions liées au COVID-19.

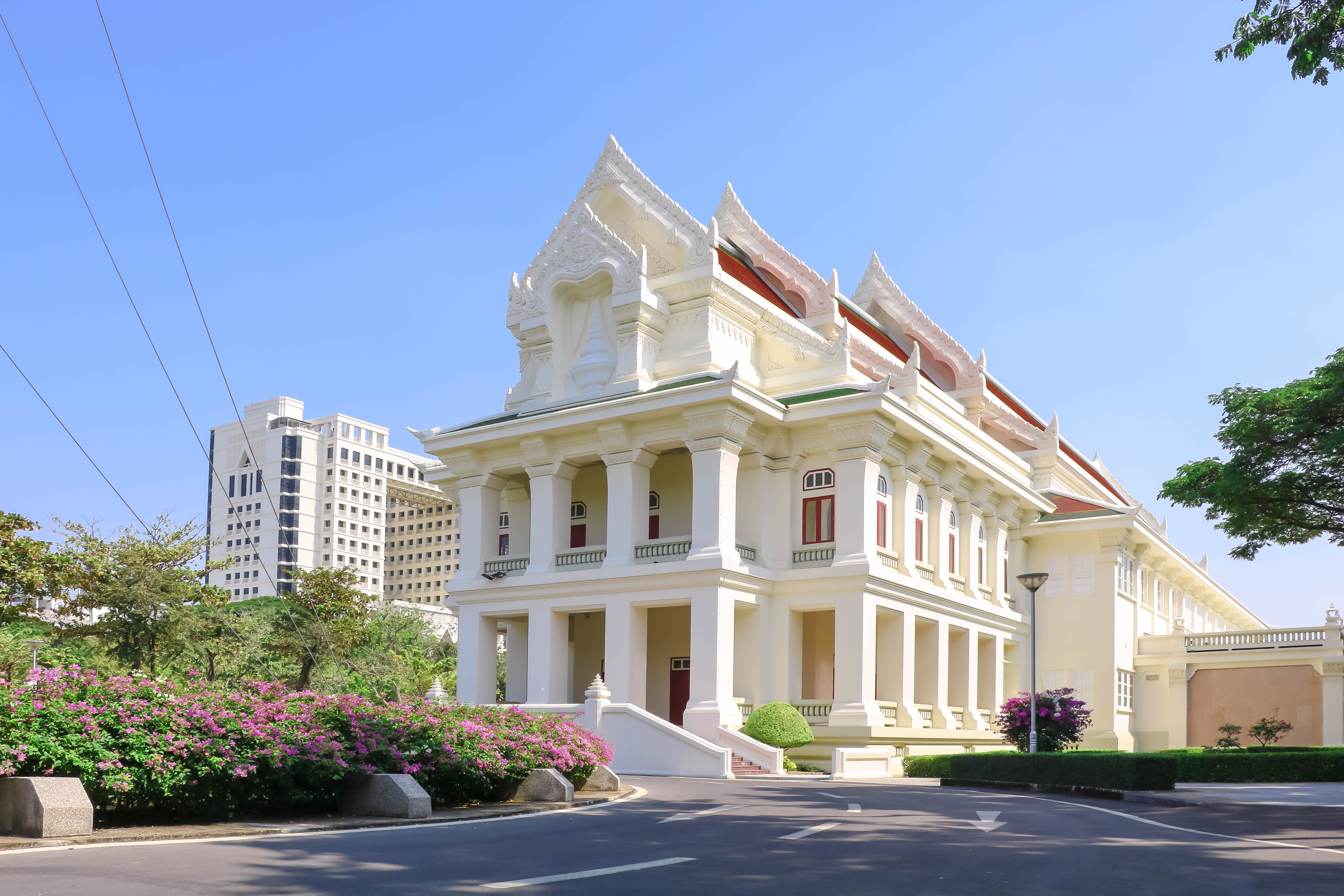
Université Chulalongkorn, créée in 1917, la plus ancienne université de Thaïlande.

Le nombre d'établissements d'enseignement supérieur en Thaïlande a augmenté au cours des dernières décennies pour atteindre officiellement 156. Les deux universités les mieux classées en Thaïlande sont l'Université Chulalongkorn et l'Université Mahidol . La production de recherche des universités thaïlandaises est encore relativement faible, même si les publications de revues du pays ont augmenté de 20 % entre 2011 et 2016. Des initiatives récentes, telles que l' Université nationale de recherche  et l'Université à haute intensité de recherche : VISTEC , visent à renforcer les universités de recherche nationales de Thaïlande.
Le secteur privé de l’éducation est bien développé et contribue de manière significative à l’offre globale d’éducation. La Thaïlande possède le deuxième plus grand nombre d'écoles internationales privées de langue anglaise dans les pays d'Asie du Sud-Est. Les écoles de Cram sont particulièrement populaires pour les examens d'entrée à l'université.
Les étudiants des zones de minorités ethniques obtiennent des résultats systématiquement inférieurs aux tests nationaux et internationaux standardisés. Cela est probablement dû à une répartition inégale des ressources éducatives, à une faible formation des enseignants, à la pauvreté et à une faible maîtrise de la langue thaïlandaise, la langue des tests. En 2020 , la Thaïlande était classée 89e sur 100 pays dans le monde pour la maîtrise de l'anglais.
La Thaïlande est la troisième destination d'études la plus populaire de l'ASEAN. Le nombre d'étudiants internationaux en Thaïlande a augmenté de 9,7 fois entre 1999 et 2012, passant de 1 882 à 20 309 étudiants. La plupart des étudiants internationaux viennent de pays voisins  comme la Chine, le Myanmar, le Cambodge et le Vietnam.

### Religions
La religion la plus répandue dans le pays est le bouddhisme Theravada, qui fait partie intégrante de l'identité et de la culture thaïlandaises. La participation active au bouddhisme est parmi les plus élevées au monde. La Thaïlande compte le deuxième plus grand nombre de bouddhistes au monde après la Chine. Selon le recensement de 2000, 94,6 % et 93,58 % en 2010 de la population du pays s'identifiaient comme bouddhistes de tradition Theravada.

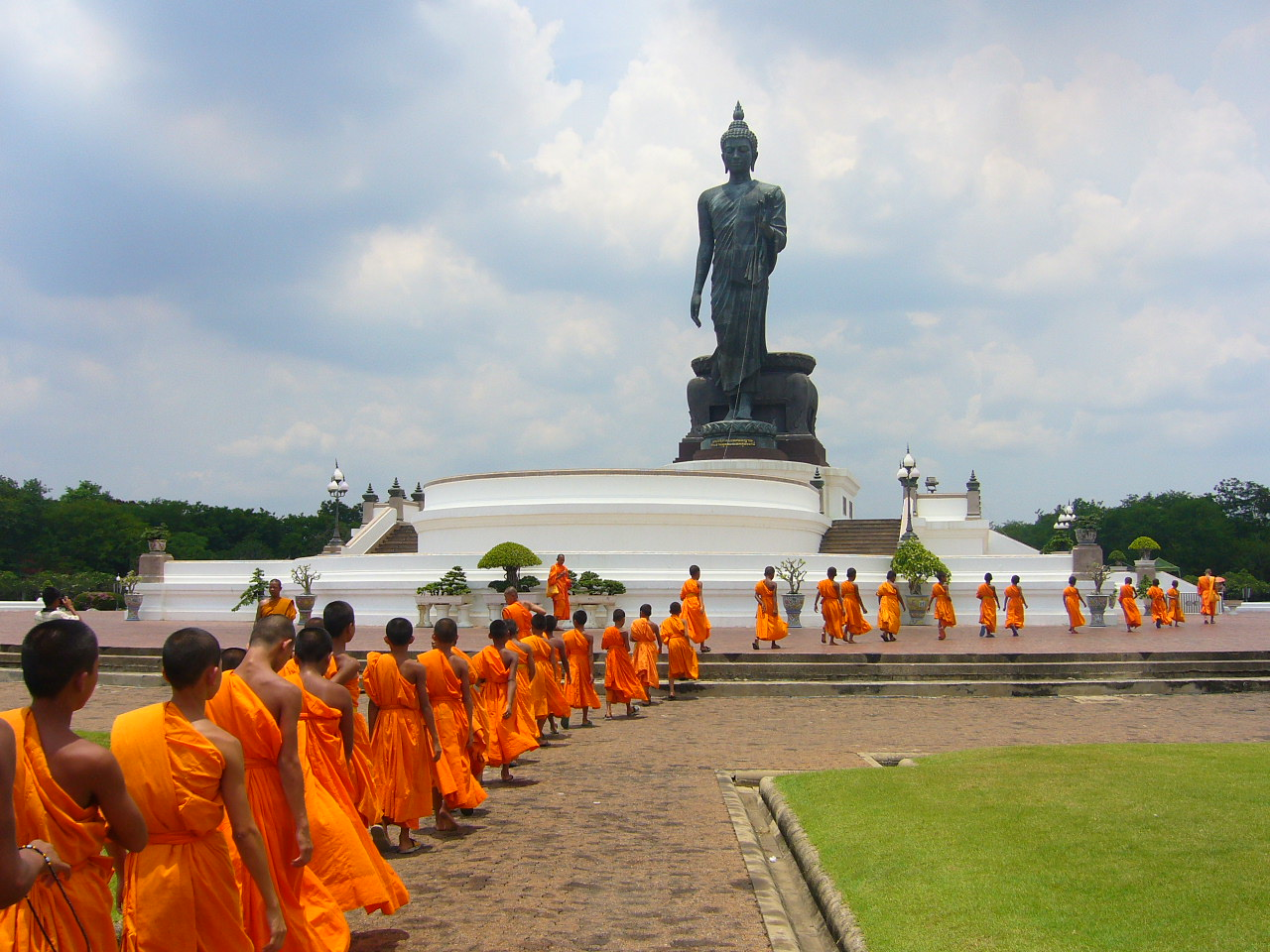
Samanera Bouddhisme Theravada, la religion la plus pratiquée en Thaïlande.

Samanera du bouddhisme Theravada, la religion la plus pratiquée en Thaïlande.
Les musulmans constituent le deuxième groupe religieux en Thaïlande, représentant 5,4 % de la population en 2018. L'islam est concentré principalement dans les provinces les plus méridionales du pays : Pattani, Yala, Satun, Narathiwat et une partie de Songkhla Chumphon, qui sont majoritairement malais, dont la plupart sont musulmans sunnites. Les chrétiens représentaient 1,13 % (2018) de la population en 2018, le reste de la population étant constitué d'hindous et de sikhs, qui vivent principalement dans les villes du pays. Il existe également en Thaïlande une petite communauté juive historiquement importante qui remonte au XVIIe siècle.
La constitution ne nomme pas de religion officielle d’État et garantit la liberté de religion. Il n'y a eu aucun rapport généralisé faisant état d'abus sociétaux ou de discrimination fondés sur la croyance ou la pratique religieuse. La loi thaïlandaise reconnaît officiellement cinq groupes religieux : les bouddhistes, les musulmans, les brahmanes-hindous, les sikhs et les chrétiens. Cependant, certaines lois s'inspirent des pratiques bouddhistes, comme l'interdiction de la vente d'alcool lors des fêtes religieuses.

### Santé

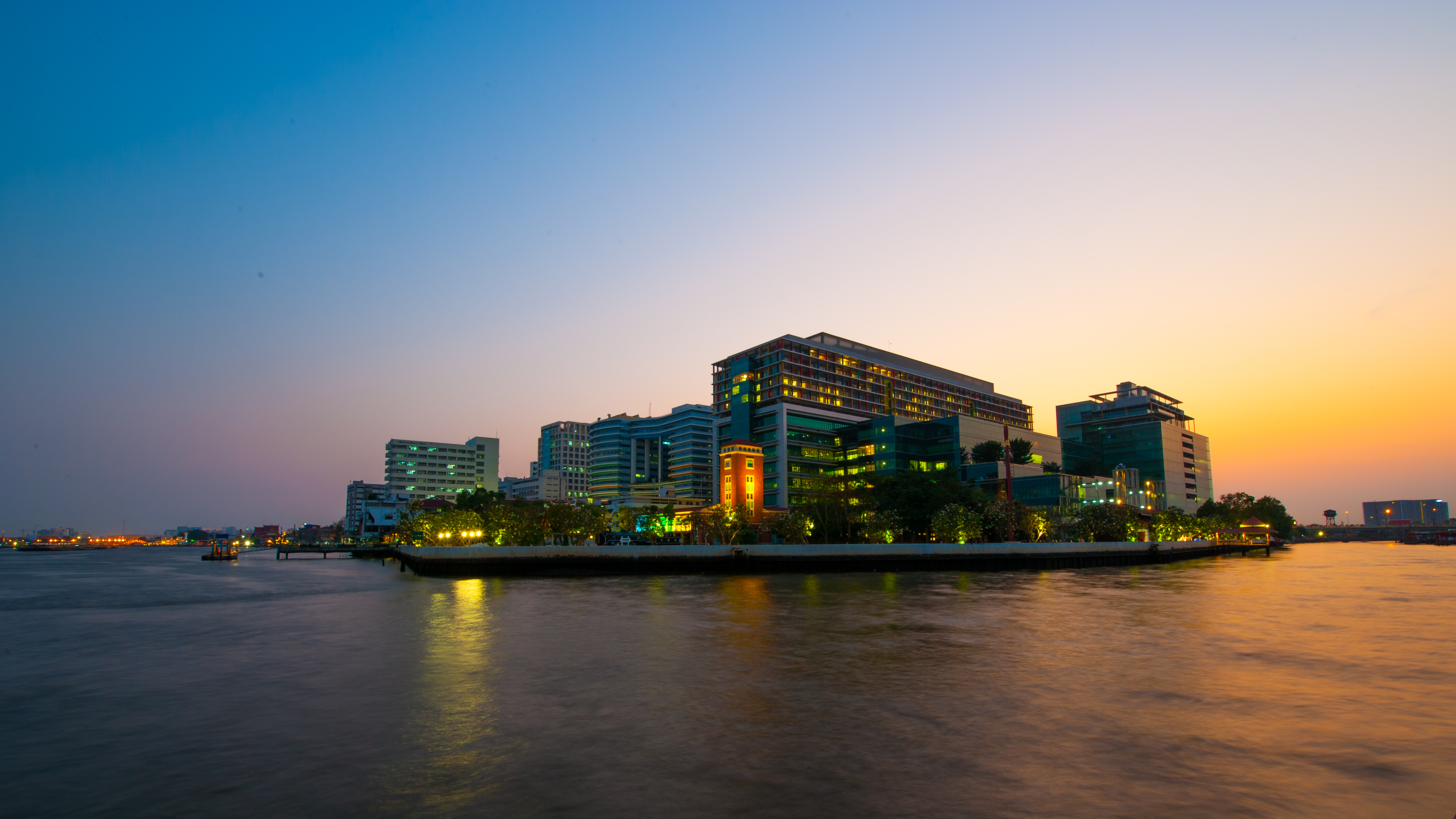
Hôpital Siriraj à Bangkok, le plus ancien et le plus grand hôpital de Thaïlande.

La constitution thaïlandaise garantit l’accès aux soins à chaque citoyen dans différents domaines. Elle précise que l’État doit fournir un service de santé publique à la population, c’est pourquoi des indicateurs ont été créés afin de mesurer la couverture moyenne des services.
La Thaïlande se classe au sixième rang mondial et au premier rang en Asie dans l'indice de sécurité sanitaire mondiale 2019 des capacités mondiales de sécurité sanitaire dans 195 pays, ce qui en fait le seul pays en développement parmi les dix premiers au monde. La Thaïlande comptait 62 hôpitaux accrédités par la Joint Commission International. En 2002, Bumrungrad est devenu le premier hôpital en Asie à répondre à la norme.
La santé et les soins médicaux sont supervisés par le ministère de la Santé publique (MOPH), avec des dépenses nationales totales de santé s'élevant à 4,3 pour cent du PIB en 2009. Les maladies non transmissibles constituent la principale charge de morbidité et de mortalité, tandis que les maladies infectieuses, notamment le paludisme. et la tuberculose, ainsi que les accidents de la route, constituent également des problèmes de santé publique importants.
En 2003, avec son neuvième plan national de développement de la santé, l’État s’est engagé à assurer à tous les citoyens de Thaïlande de bonnes conditions de santé. Cette politique s’attache, non seulement à traiter les maladies, mais aussi à toucher les populations marginalisées telles que les pauvres des zones urbaines, les immigrants sans papiers, etc. Une loi, adoptée en 2002, prévoit le développement d’une caisse nationale d’assurance.
Jadis interdit, il est décriminalisé en 2021. Actuellement, en 2025, l’avortement est légal jusqu'à 20 semaines de grossesse,,,,,.

## Culture

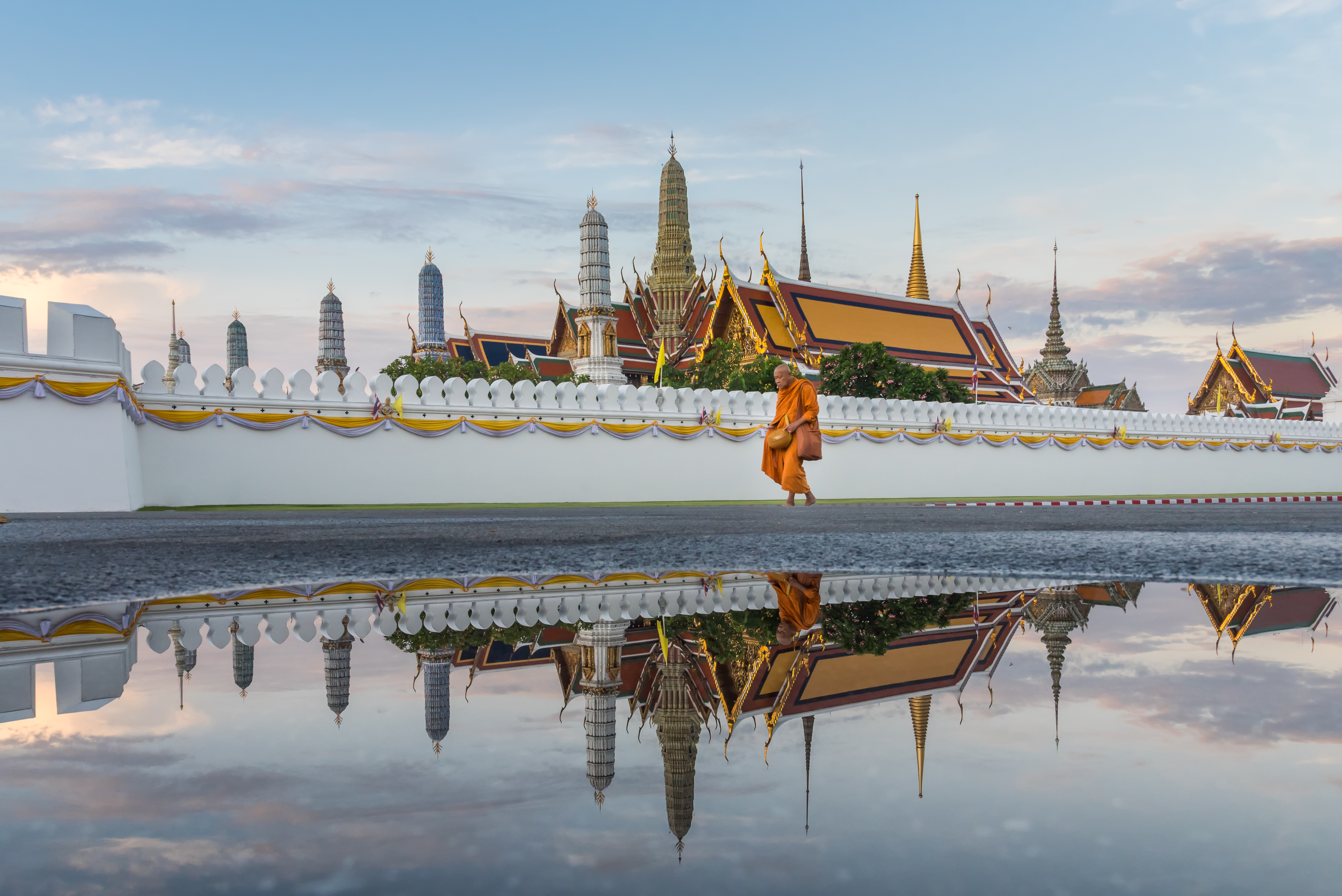
Tous les matins, les moines vont chercher leur nourriture auprès des habitants et des commerçants vers 6 h du matin.

La culture de la Thaïlande est profondément imprégnée par le bouddhisme theravāda, la religion majoritaire. Une grande part des arts — peinture, sculpture, architecture, danse et musique — subit cette influence et est au service des représentations traditionnelles du bouddhisme et de ses dérivés. Conformément aux enseignements de Bouddha, les moines pratiquent l’ascétisme. Tous les matins, ils vont chercher leur nourriture auprès des habitants et des commerçants vers 6 h du matin (même dans la capitale mégapole, Bangkok - Krung Thep en thaï).
On observe aussi une grande pérennité des croyances animistes. Elles se manifestent dans la croyance aux amulettes magiques et dans le culte domestique rendu aux « esprits du lieu » (chao thi), auxquels sont consacrées les maisons des esprits, petits édicules présents devant les habitations ou magasins (quand cela est possible) et que les Thaïs remercient ou prient tous les jours s’ils le peuvent par des offrandes (des colliers de fleurs et de la nourriture).

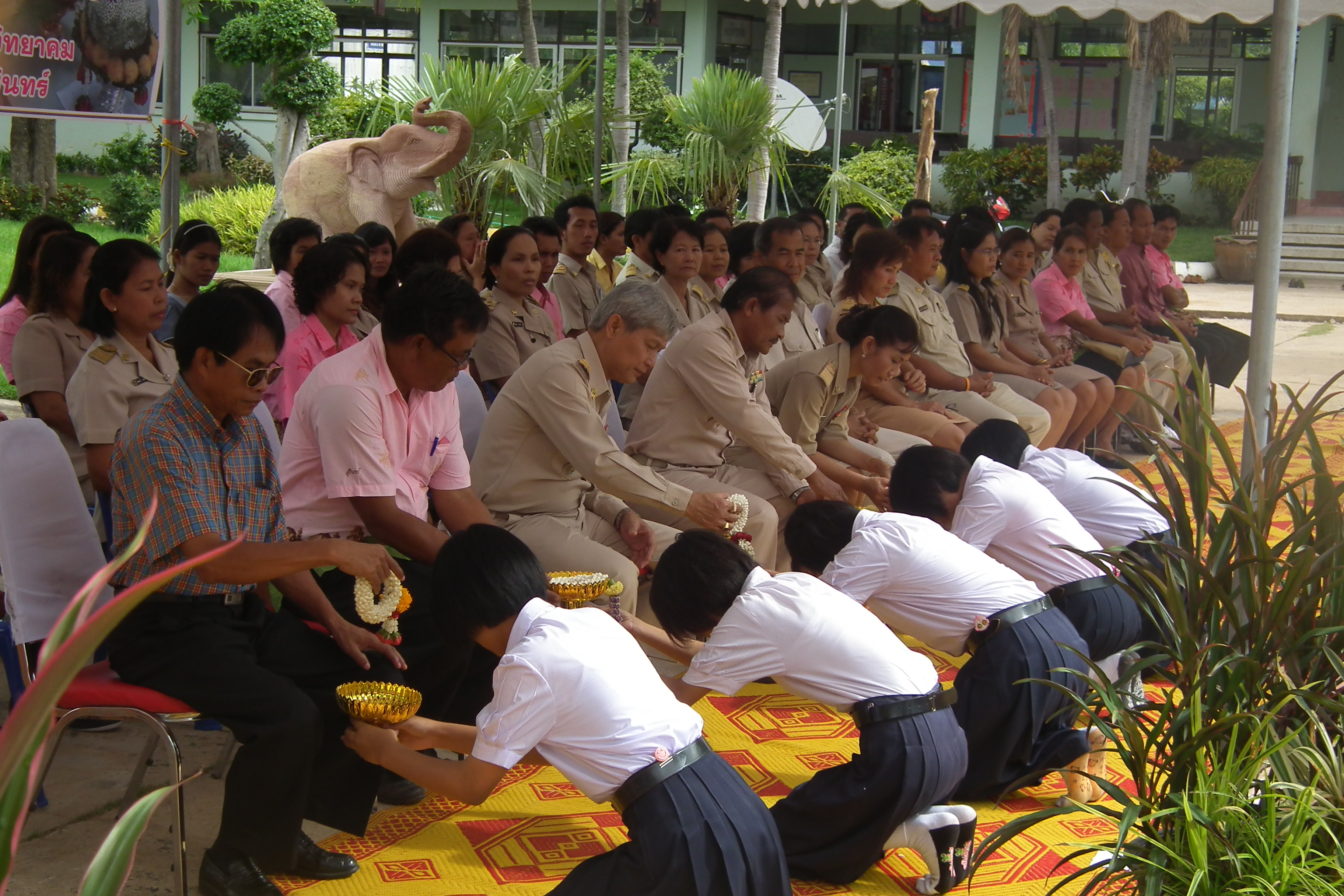
Cérémonie des enseignants (Wai Kru).

En Thaïlande, on parle « des cultures » plutôt que de « la culture », à savoir : culture bouddhique, culture profane traditionnelle et culture musulmane. Les musulmans vivent dans le sud du pays, sur la péninsule, près de la frontière avec la Malaisie, dans les trois provinces de Pattani, Yala et Narathiwat.
À l’origine, les Thaïs seraient venus de Chine du sud (province du Yunnan) à partir du XIe siècle. Toutefois, la langue thaïe n’a pas de parenté avec le chinois. Elle appartient au groupe tai de la branche dite kam-tai de la famille des langues taï-kadaï.

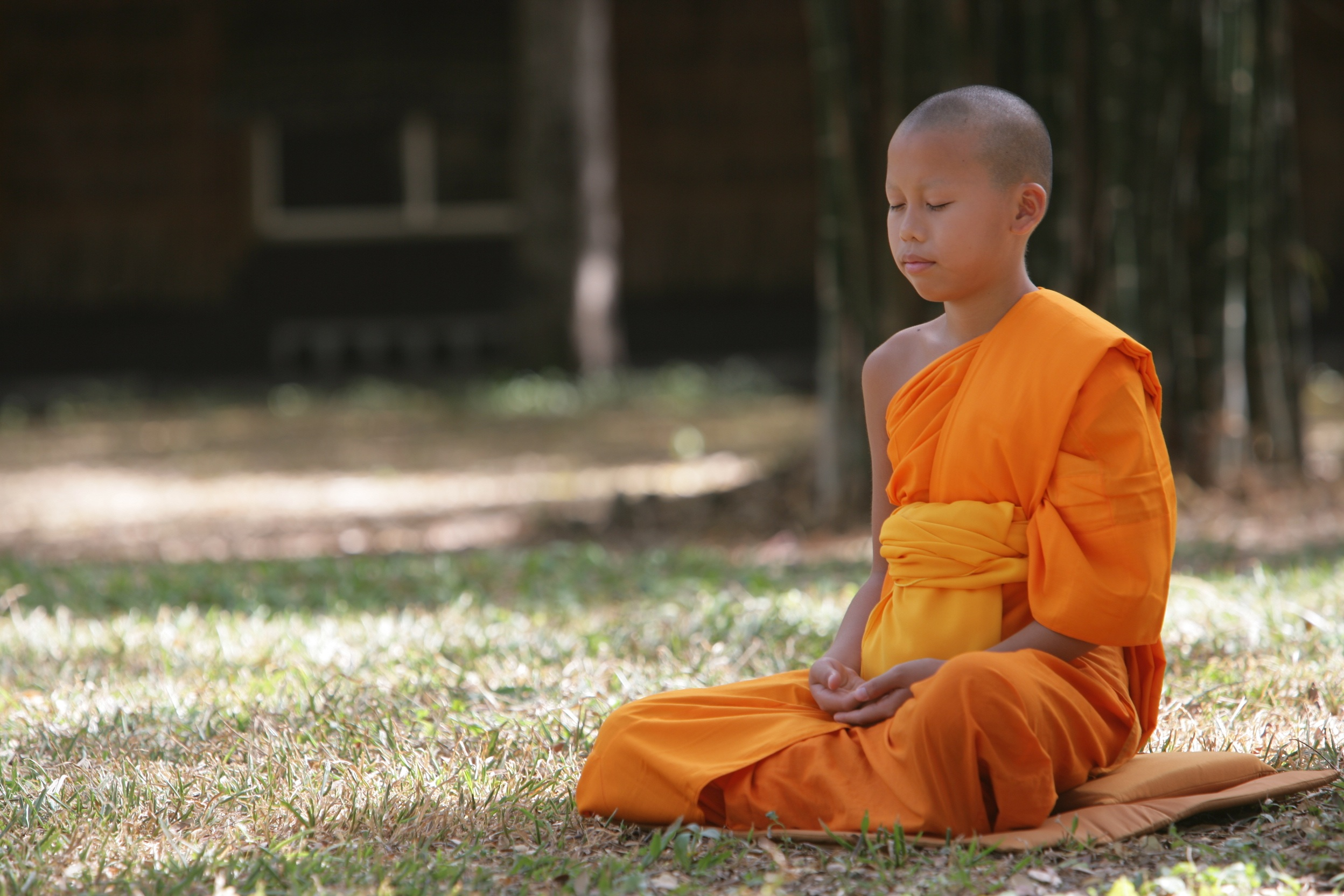
Novice bouddhiste méditant dans la forêt.

La culture bouddhique et traditionnelle englobe la Thaïlande entière, et comprend en gros deux types de cultures : la culture laotienne dans les provinces du Nord-est et du Nord (appelé jadis « Lanna-Lao », puis « Lanna-Thai »), et la culture thaïlandaise proprement dite (dite siamoise). Lorsque le pouvoir s’installe à Bangkok en 1782, après la destruction d’Ayuthaya par les Birmans en 1767, les dirigeants siamois font appel aux artistes et artisans lao pour construire la ville elle-même. La pagode du Bouddha d’Émeraude « Wat Prakao » (à prononcer « ouat prakéo ») à Bangkok fut érigée par eux, emmenés de force par les Siamois, après le sac de Vientiane (capitale du royaume lao) par l’armée siamoise vers 1778.
Le Nord-Est, ou Isan, est habité par des populations proches des Lao, que l’on appelle « Thaï Isan ». Ils ont une culture distincte (très fortement influencée maintenant par la télévision thaïlandaise), car ce territoire faisait partie intégrante du royaume lao de Lan Xang, avant l’arrivée des Français en 1893. Annexé définitivement par le Siam dans les années 1900, après le Traité franco-siamois du 3 octobre 1893, ce territoire prit le nom d’Isane (« Nord-est ») vers 1907-1910. Depuis lors, les lao du Nord-Est ou les « lao isane » perdent leur identité ethnique, actuellement[C'est-à-dire ?] sous le nom « thaï isane » (la nourriture isane est très spécifique à la région et désormais recherchée et reconnue dans toute la Thaïlande), parlant toujours lao et ont du mal à sauvegarder leur culture. Dans les années 1930, les lao du nord-est étaient opprimés par le pouvoir en place (sous P. Pribun-Sangkhrama) : ils n’avaient pas le droit de parler lao, de chiquer du bétel, de porter des jupes lao pour les femmes, etc.

### Architecture
Il existe peu de bâtiments antérieurs à l'an 1000, généralement ruinés ou trop restaurés, Ce sont essentiellement des constructions religieuses : jusqu'au XVIIe siècle les bâtiments civils étaient construits en matériaux périssables, en particulier en bois.

#### Wat

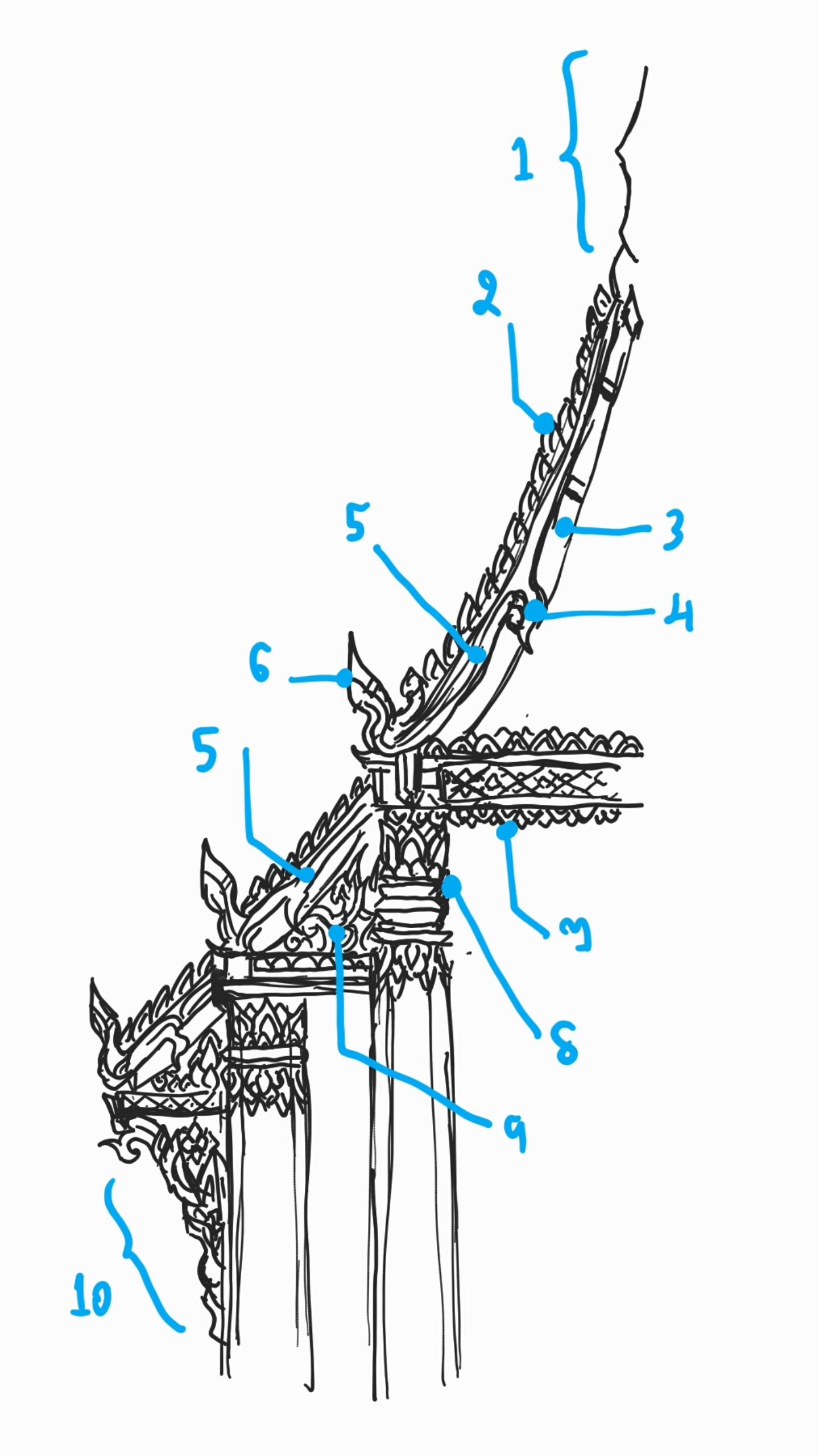
Croquis architectural d'un temple thaïlandais, partie dite Krueng Lamyong.

Un wat (du pali : avasa et du sanskrit : avasatha; parfois orthographié vat) signifie « école ». En Thaïlande, dans la langue quotidienne, wat désigne n'importe quel lieu de culte.

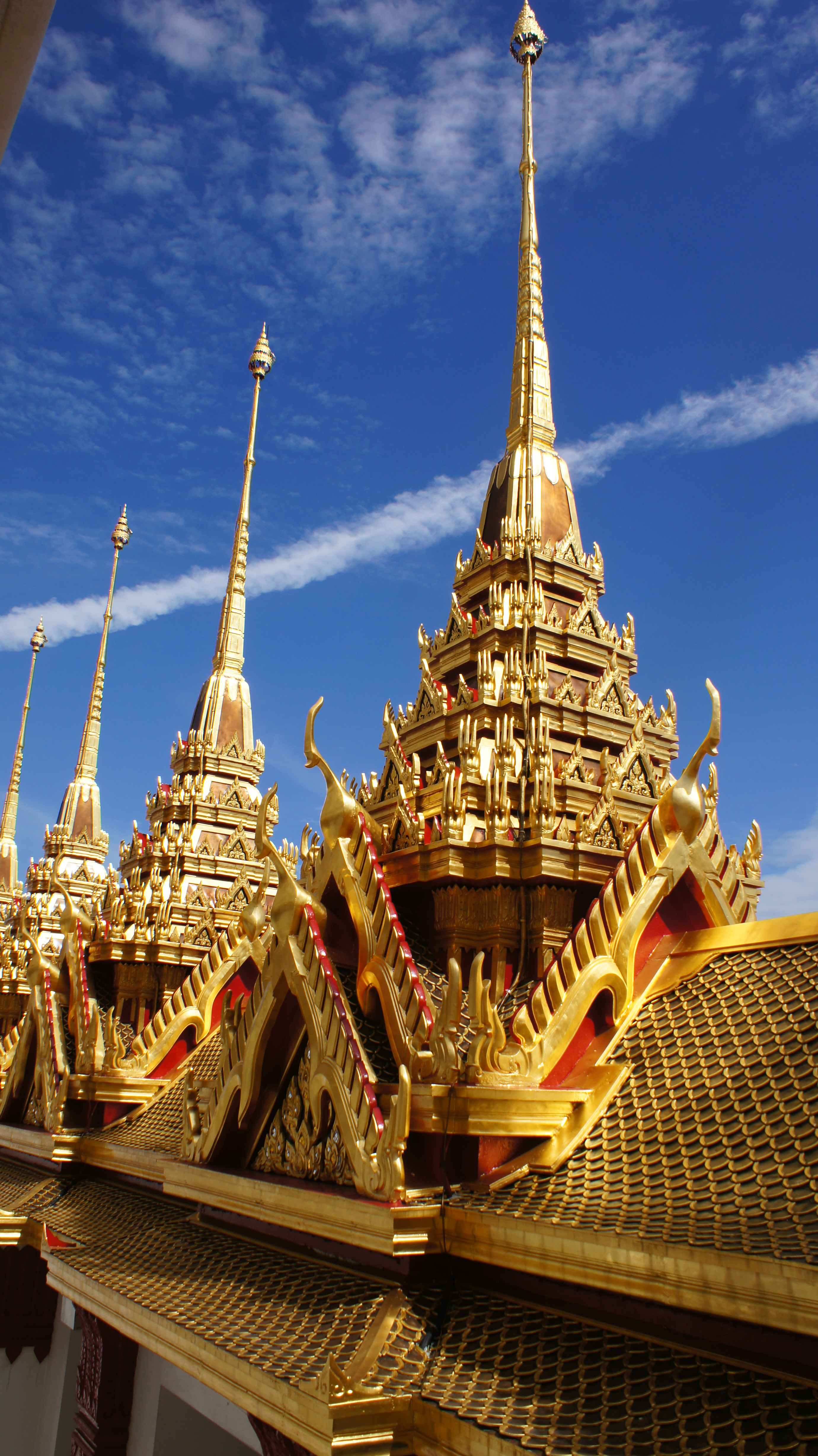
mondop, Wat Ratchanatdaram.

Un wat-type comprend les bâtiments suivants, :
- mondop  (thaï : มณฑป, du sanskrit mandapa) - habituellement un bâtiment carré ouvert sur les côtés, recouvert de quatre voûtes et d'un toit pyramidal, utilisé pour abriter les textes ou les objets religieux de culte.
- chedi (thaï : เจดีย์, du sanskrit chaitya  - temple) - le reliquaire habituellement conique ou en forme de cloche, contenant parfois des reliques de Bouddha.
- bot (thaï : โบส) ou ubosot (thaï : อุโบสถ) du pali uposatha) - la salle de prière la plus sacrée, également appelée « salle d’ordination » car c’est là que les nouveaux moines prononcent leurs vœux. C'est un bâtiment rectangulaire en brique, recouvert d'une charpente en bois et d'un toit de tuiles très pentu, parfois à plusieurs pans superposés. Les fenêtres, quand elles existent, sont petites. En face de l'entrée se trouve une grande statue du Bouddha, assis sur un piédestal. Le bot est entouré de huit pierres angulaires, les stèles Sima, souvent décorées d'une roue de la loi (dharmachakra) et destinées à détourner les forces du mal. Une neuvième stèle Sima est enterrée sous le bot[109].

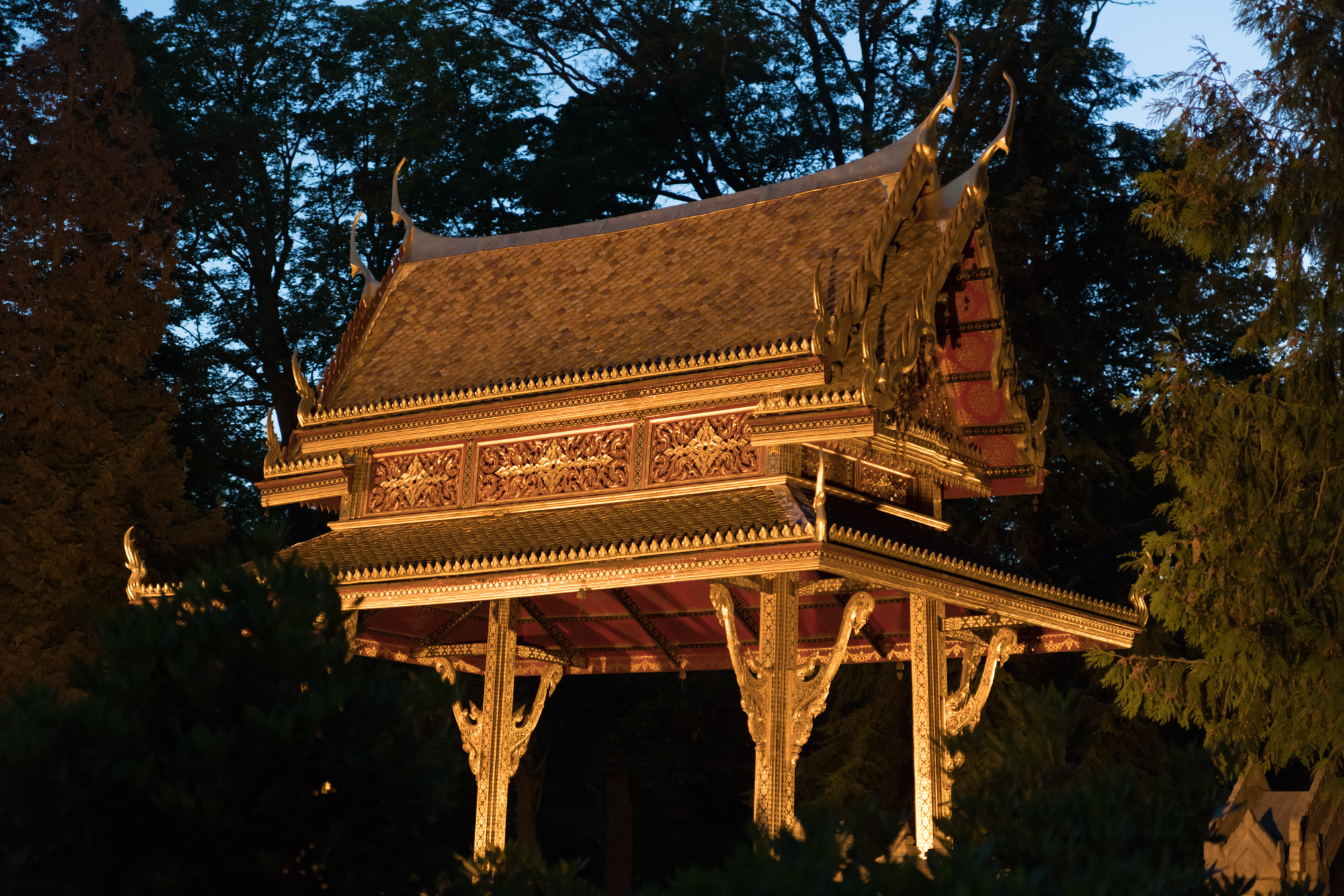
sala, Humburg.

- sala (thaï : ศาลา, du sanskrit shala - école) - un pavillon pour le repos et des activités diverses.
- wihan  (thaï : วิหาร, du sanskrit  vihara) - une salle de réunion et de prière, architecturalement semblable au bot, mais sans stèles Sima et moins décorée.
- ho trai  (thaï : หอไตร) - bibliothèque où les écrits bouddhistes sont conservés.
- ho klong (thaï : หอกลอง) - tour du tambour.
- ho rakhang (thaï : หอระฆัง) - tour de la cloche.

Les moines vivaient à l'origine dans le wihan. Leurs habitations (y compris leurs cellules, les kuti) sont aujourd'hui séparées des bâtiments sacrés.

#### Maisons traditionnelles

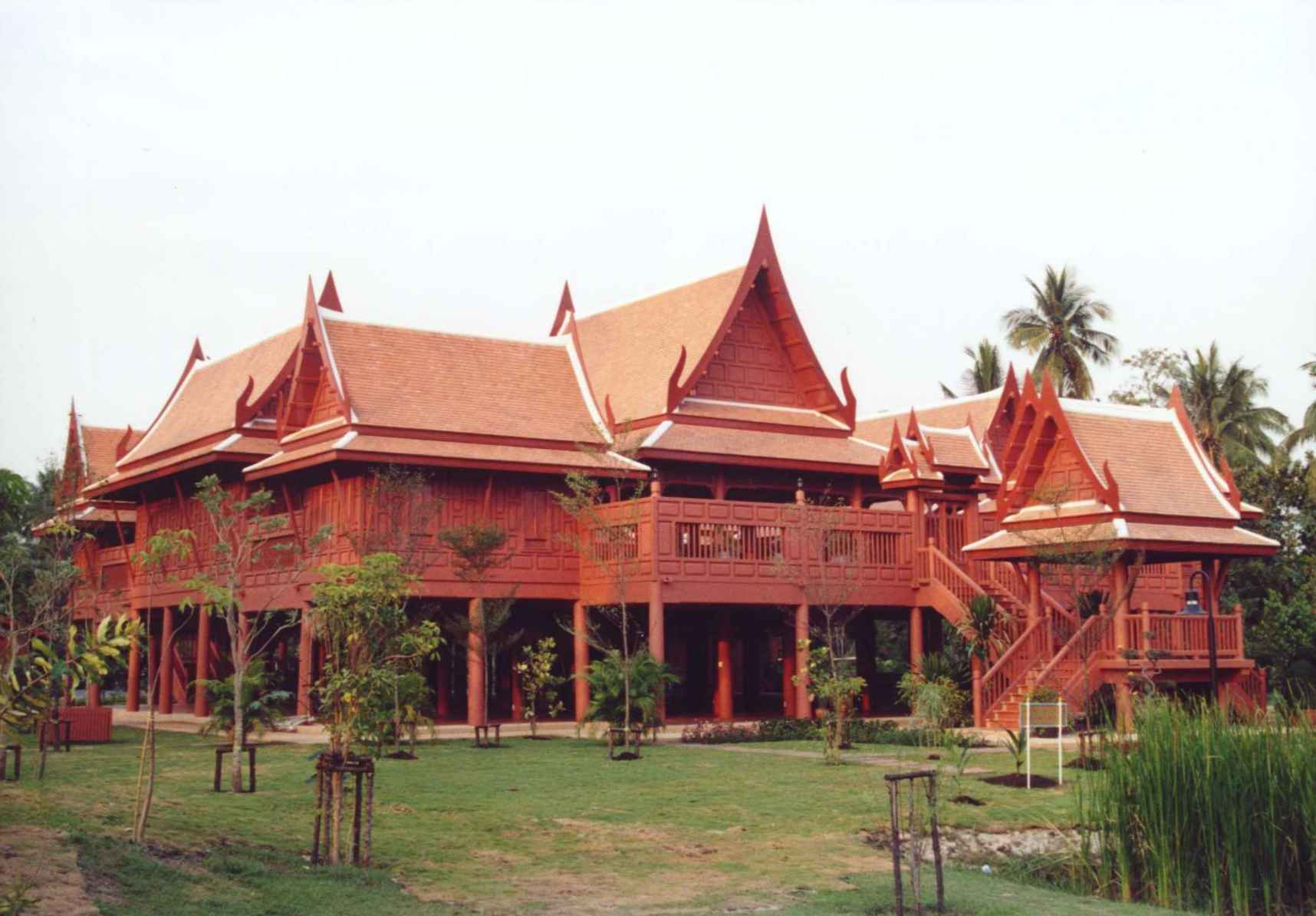
Groupe de maisons traditionnelles thaïlandaises.

Elles sont construites sur pilotis pour les protéger des inondations. Le toit de chaume est souvent remplacé par un toit de tôle.
On accède au premier étage par un escalier extérieur, réduit à une simple échelle dans les zones rurales. On se déchausse en général au bas des marches. L'escalier mène à une sorte de véranda couverte dont le sol est en bois. Cette véranda sert de salle à manger. De la véranda, on accède à une grande pièce, parfois la seule de la maison. Derrière, un autre balcon sur pilotis donne sur un petit bâtiment isolé qui sert de cuisine,.

### Arts visuels et plastiques

#### Peinture

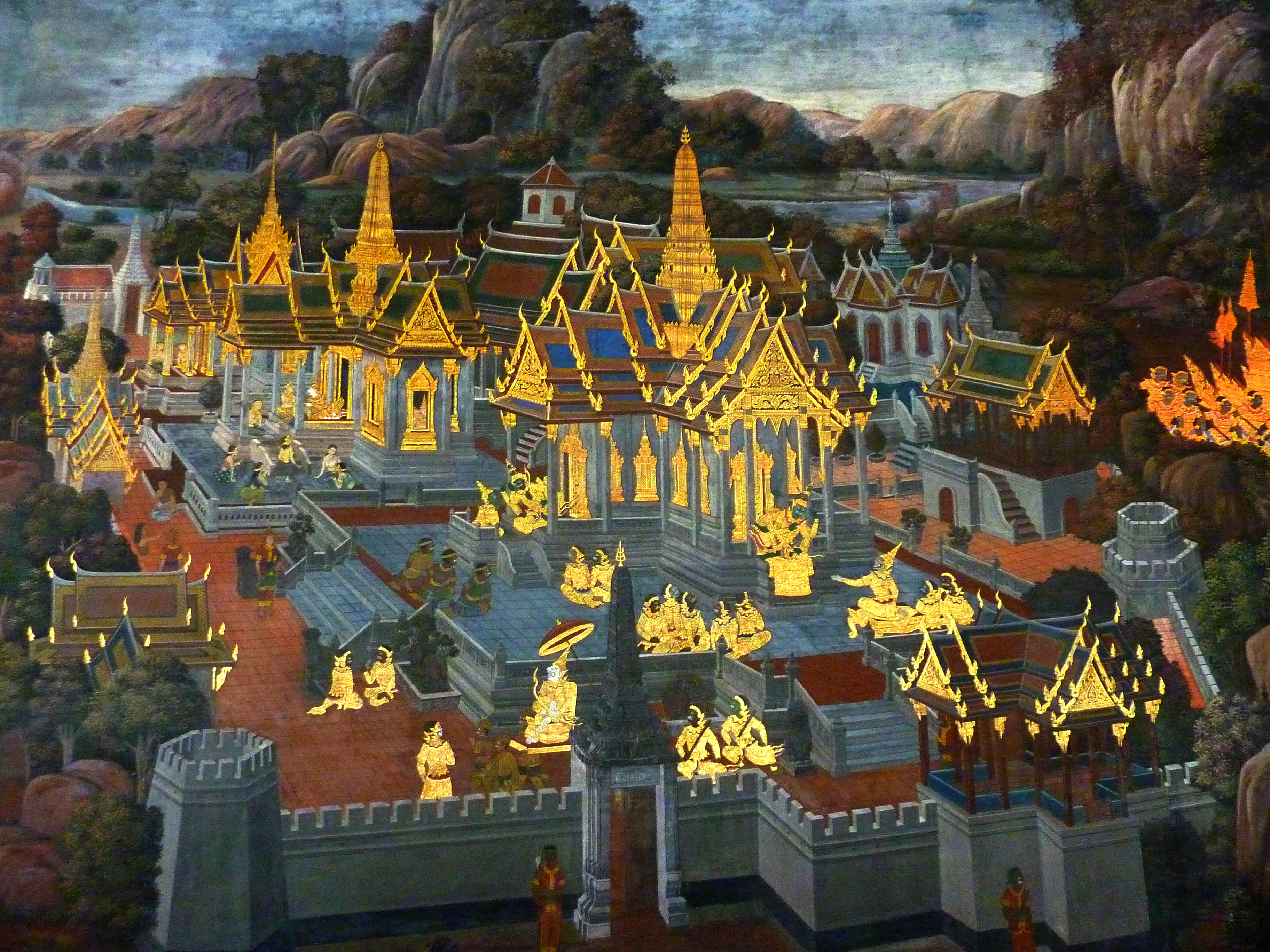
Peinture murale racontant l'histoire du Ramakien, Wat Phra Kaeo.

Les artistes thaïs ne possédaient au départ qu'un ensemble de cinq couleurs primaires (le rouge, le bleu, le jaune, le blanc et le noir), dont ils se servaient pour produire d'autres sortes de pigments. Ces pigments permettaient alors aux artistes de créer des peintures murales, aussi utilisées pour les bannières et les illustrations. Les représentations étaient plus ou moins grandes selon le degré d'importance, l'utilisation de l'ombre n'existait pas encore et les techniques picturales étaient très évoluées pour l'époque. Dans une optique religieuse et traditionnelle, la peinture thaï orna les murs des temples et des palais, tout comme les illustrations des livres. La religion, ainsi que la royauté, prit rapidement une place importante au sein même des peintures afin d'y faire ressortir la beauté des objets et des richesses.
Au XIXe siècle, les pigments s'enrichirent et de nouvelles techniques, venues d'Occident, déferlèrent pour donner aux peintures un aspect plus moderne. L'utilisation des feuilles d'or apporta plus de lumière aux représentations et les couleurs plus de détails. Malgré la persévérance du style traditionnel, certains artistes réussirent l'exploit de créer leur propre style, né de la fusion entre le style traditionnel et le style occidental, un style unique alliant tradition et modernité.

#### Sculpture
Durant la période de Sukhothaï (XIIIe – XVe siècle), les sculptures représentaient généralement Bouddha assis. Leur taille pouvait aller de onze mètres de large pour de grandes statues, comme on peut le voir aujourd'hui dans le temple Wat Si Chum, à la taille d'un pouce pour de petites amulettes. Ces sculptures étaient faites le plus simple possible afin de garantir la sérénité énigmatique émanant du Bouddha. Les détails, tels que les muscles ou les structures du corps, n'étaient donc pas acceptés.

#### Savoir-faire et objets artisanaux

##### Objets artisanaux
Les objets artisanaux thaïlandais reflètent les coutumes et les goûts de la majorité du peuple thaïlandais plutôt que ceux d’un petit groupe ou d’une élite cultivée. On trouve nombre d'objets artisanaux utiles venant de plusieurs provinces, par exemple un panier en bois qui sert à mettre du riz.

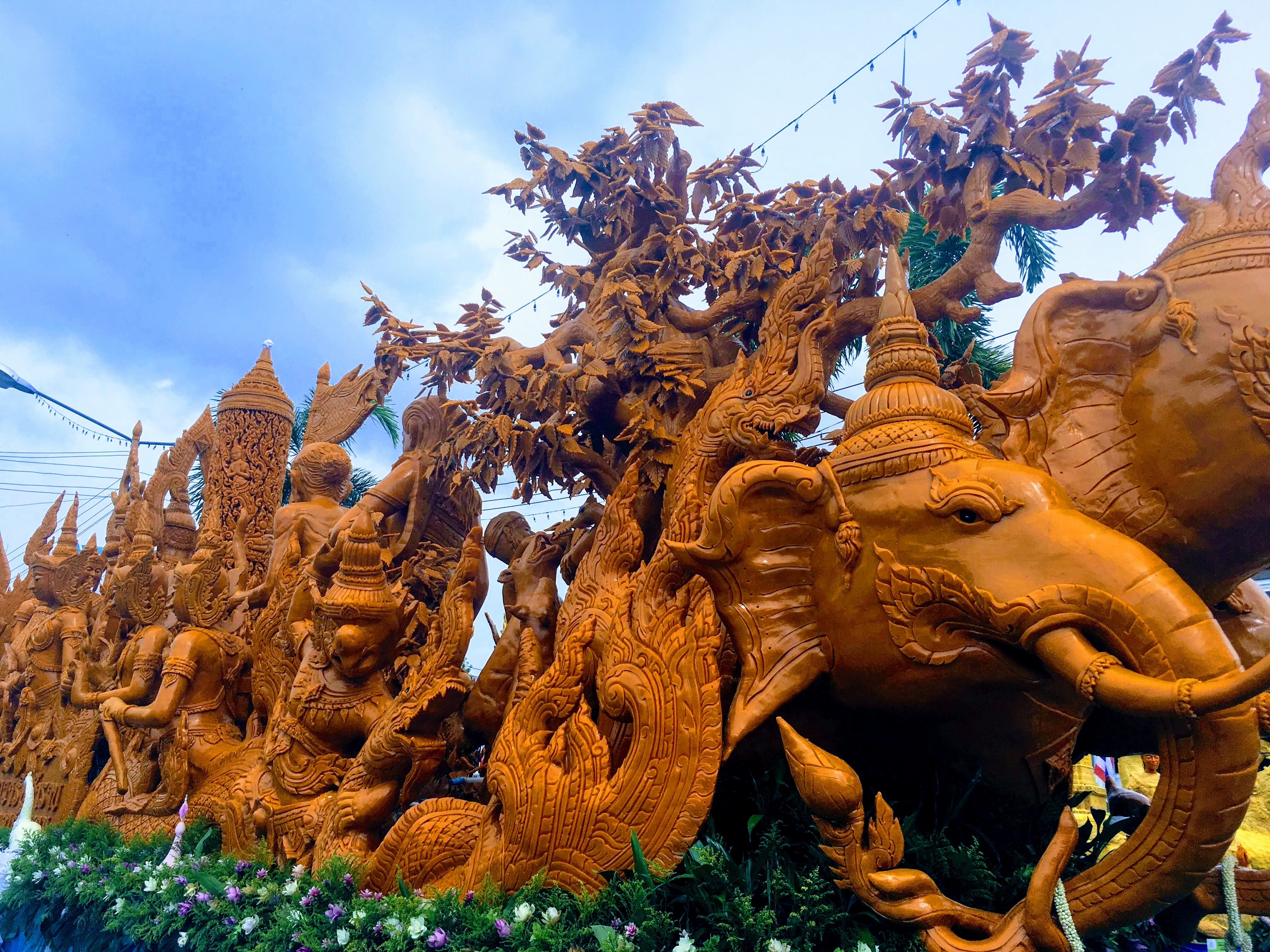
L'art de bougies sculptées, festival des bougies de Ubon Ratchathani.

De plus, il y a les récipients qui reflètent le mode de la vie thaï. Les Thaïs les utilisent pour boire de l’eau. Les céladons se fabriquent au Nord aussi. Ils sont originaires de la région de Chiang Mai. En général, il y a plusieurs objets artisanaux qui reflètent le mode de vie thaï comme les nattes tressées, celles que les thaïs utilisent pour s’asseoir par terre. Ces nattes sont tressées à la main. Le service à bétel (c’est-à-dire “หมาก” en thaï) des personnes âgées. Le mouvement des poissons peut faire que les enfants s’y intéressent.
De ce fait, les objets artisanaux offrent une vision du mode de vie d’un peuple. Ils sont souvent attirants et élégants grâce à l’habileté de l’artisan. En Thaïlande, certains objets sont rarement vus hors des villages producteurs. Pourtant, on continue à les fabriquer de façon traditionnelle et à les utiliser dans la vie quotidienne. D’ailleurs, ces objets sont exportés dans le monde entier non seulement cela améliore l’économie thaïlandaise, mais aussi le revenu par tête des habitants.

##### Céramique

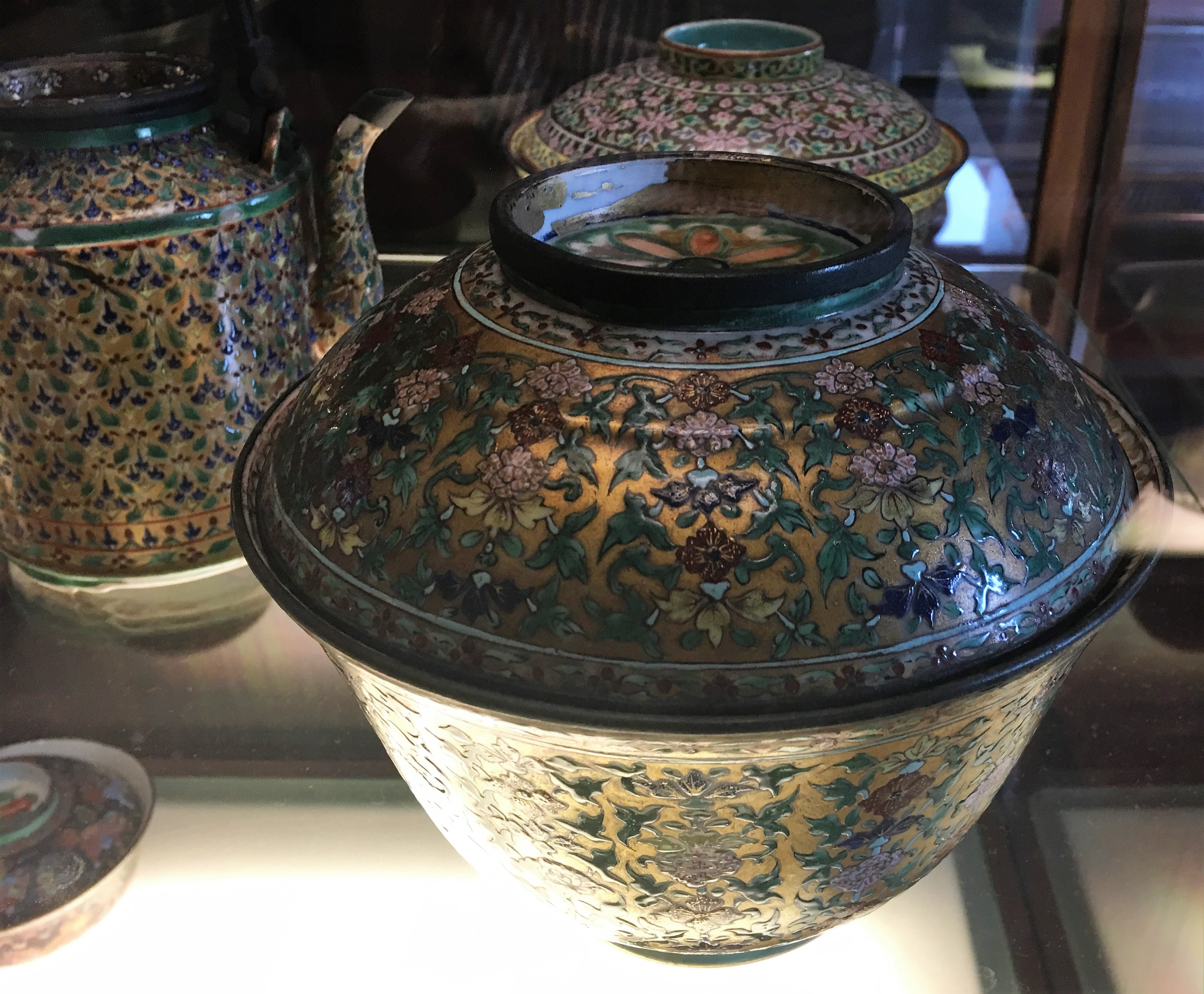
Céramique en porcelaine Benjarong, XIXe siècle.

Les traditions étaient différentes selon les régions. Au nord de la Thaïlande, les poteries étaient légèrement vernies avec de la terre cuite et huilées afin de retenir les liquides à l'intérieur des récipients. La coutume voulait que soient placés au-dehors des temples et des maisons des pots pour étancher la soif des étrangers de passage.
Dans le Nord-Est, à Nakhon Ratchasima, ou à Ratchaburi, à l'Ouest de Bangkok, des poteries brun foncé sont produites dans des fours sous toutes les formes et sont connues pour leurs belles décorations aux couleurs jaunâtre et verte, ornées de dragons et de motifs floraux.
À la fin du XIIIe siècle, la technique du bleu-vert céladon fit son apparition lorsque le roi de Sukhothai demanda à 300 potiers chinois de rejoindre son royaume. Cette technique est encore utilisée de nos jours selon les mêmes procédés utilisés dans l'ancien temps.

### Littérature et poésie

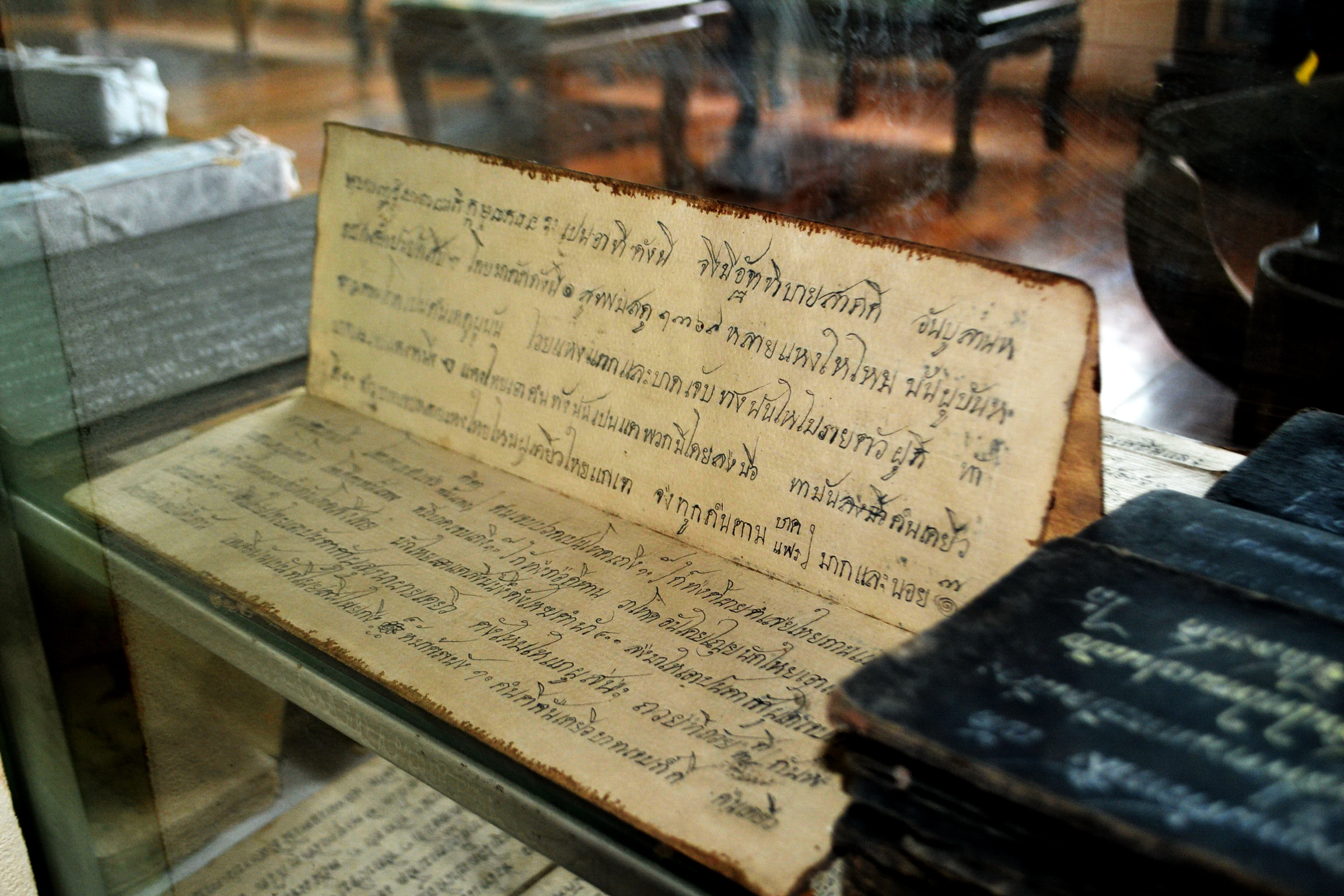
Samut Thai, un moyen traditionnel d'enregistrement et de transmission de la littérature thaïlandaise et autre en Asie du Sud-Est continentale.

La littérature thaïlandaise est la littérature des Thaïlandais, presque exclusivement écrite en thaï (bien que différents systèmes d'écriture autres que le thaïlandais puissent être utilisés). La plupart des œuvres littéraires imaginatives en thaï, avant le XIXe siècle, ont été composées en poésie. L'écriture en prose était réservée aux documents historiques, aux chroniques et aux documents juridiques. Par conséquent, la forme poétique en langue thaïlandaise est à la fois nombreuse et très développée. Le corpus des œuvres poétiques pré-modernes de la Thaïlande est vaste. Ainsi, bien que de nombreux ouvrages littéraires aient été perdus avec le sac d'Ayutthaya en 1767, la Thaïlande possède encore un grand nombre de poèmes épiques ou de longs récits poétiques- certains avec des histoires originales et d'autres avec des histoires tirées de sources étrangères. C'est un contraste frappant entre la tradition littéraire thaïlandaise et les autres traditions littéraires est-asiatiques, comme le chinois et le japonais, où les longs récits poétiques sont rares et où les poèmes épiques sont presque inexistants. La littérature classique thaïlandaise a exercé une influence sur la littérature des pays voisins de l'Asie du Sud-Est, en particulier le Cambodge, le Laos et la Birmanie.
Voici quelques grands noms de la littérature thaïlandaise, le poète le plus connu de la Thaïlande Sunthorn Phu, l'écrivain majeur du XXe siècle Chote Praepan plus connu sous le nom de Jacob et l'écrivain multi-récompensé (Prix des écrivains de l'Asie du Sud-Est et Artiste national de Thaïlande) Saneh Sangsuk.

### Arts du spectacle

#### Théâtre et danse

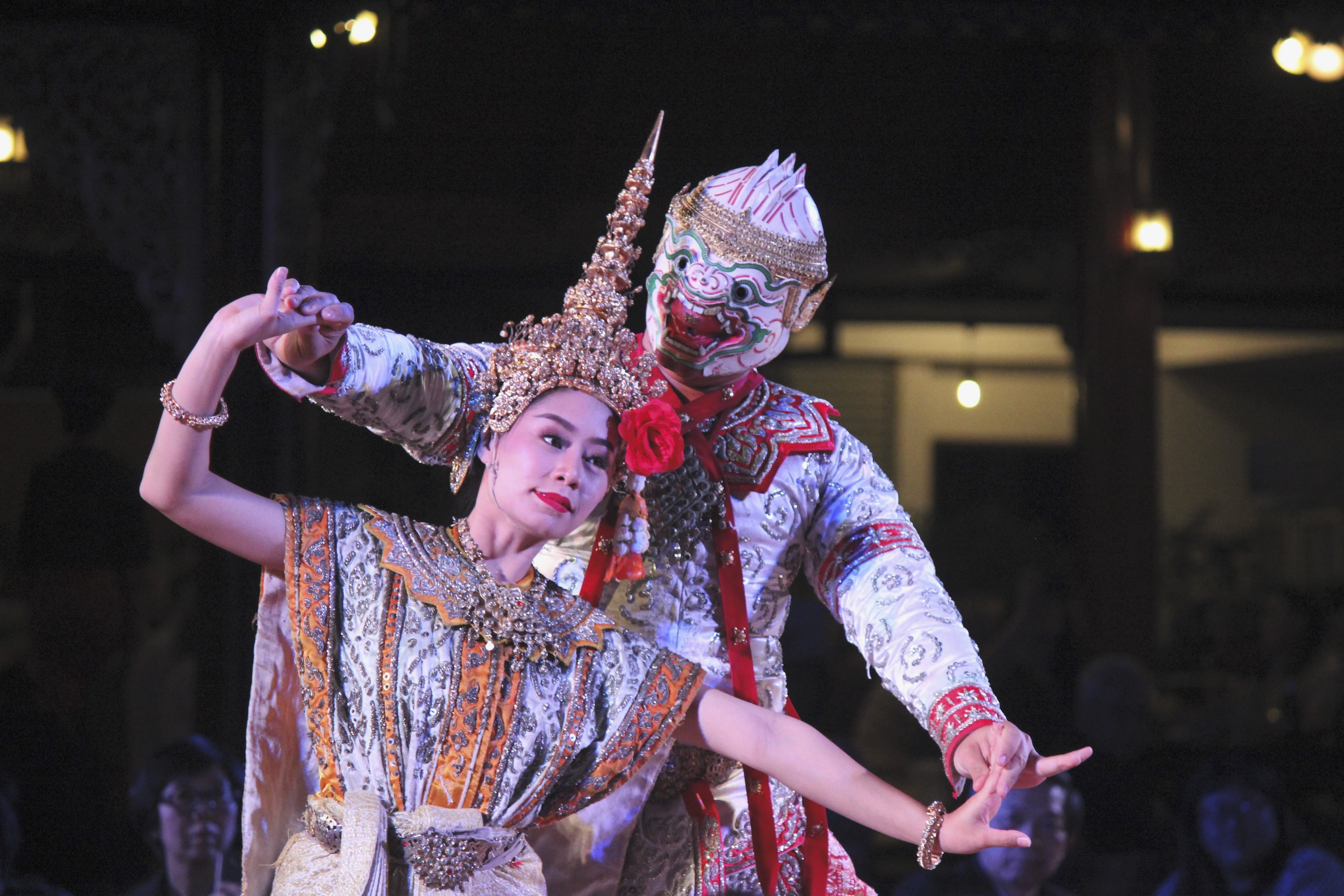
Danse Khon racontant un épisode du Ramakien.

Au sein de la culture dramatique thaïlandaise, se distinguent plusieurs sortes de théâtre. Depuis la période d'Ayutthaya se sont créés quatre styles différents de théâtre, le Khon, le Lakhon, le Nang Talung et le Nang yai (et leurs marionnettes Hun).
Le Khon était joué uniquement par des hommes, même lorsque les personnages représentaient des femmes. Plus tard, dans le XIXe siècle, la femme reprit son rôle en tant qu'actrice dans les représentations. Ce genre de théâtre classique mélange jeu d'acteur et danse. La musique joue aussi un grand rôle dans les représentations car elle est à l'origine des actions exécutées par les acteurs, comme marcher, courir, rire...

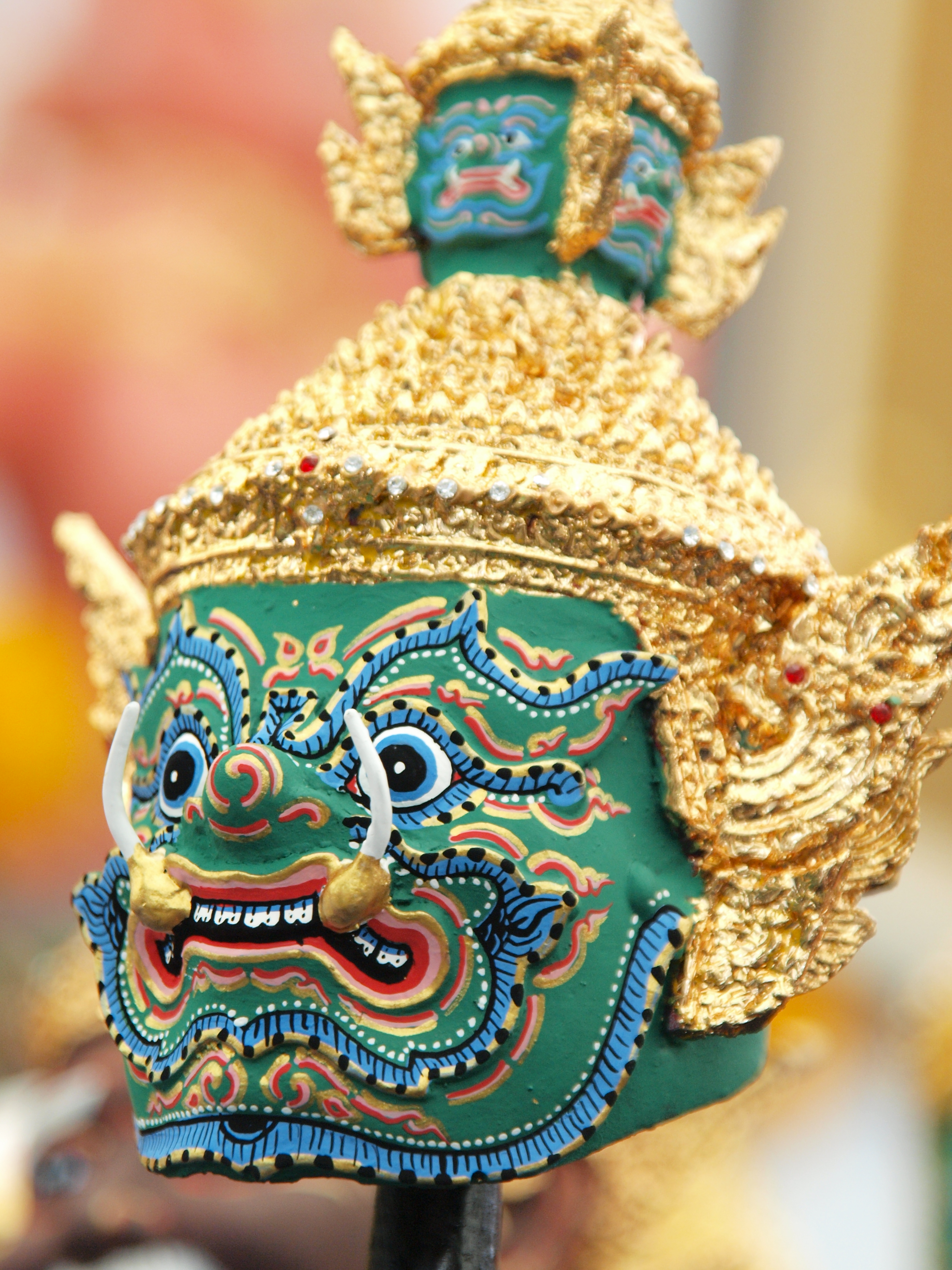
Masque Khon.

Les acteurs ne portant pas de masque ont à certains moments le droit à la parole, au contraire des acteurs masqués. Pour ces derniers, une chorale chante et récite des versets accompagnant leurs actions. Les masques de ces acteurs étaient richement décorés d'or, de laque et de bijoux. Chacun d'entre eux dévoilait une personnalité différente grâce à la signification de sa mimique. Les costumes, tout aussi riches et dignes d'habits royaux, étaient particuliers par leur couleur qui conférait aux acteurs le titre de personnages principaux.
Le Lakhon (par exemple le Lakhon nok), différent du Khon malgré la ressemblance des costumes, est plus expressif dans ses représentations. Le corps y est en constant mouvement, fluide, gracieux, ce qui donne à la danse un caractère émotionnel sans précédent. Le port du masque est réservé aux créatures fictives. Les représentations étaient fondées principalement sur le Ramakian, mais aussi sur les Jātaka (récits des vies antérieures du Bouddha) et autres contes populaires.

#### Cinéma et musique
Le cinéma thaïlandais moderne commence en 1954 avec Santi-Vina, le premier film thaïlandais en 35 mm, couleur et bande son thaï. Rattana Pestonji, l’un des plus grands cinéastes de tous les temps en Thaïlande, est le premier qui arrête de tourner en 16 mm muet pour ne tourner qu'en 35 mm avec bande son.
À la fin des années 1970, la production de films thaïlandais explose avec jusqu'à 150 films par an en 1978, à la suite du boycott d'Hollywood (1977-1981) : ce sont  souvent des films de piètre qualité, des séries B baptisées par les critiques « nam nao » ou « eau croupie » mais aussi des films sociaux et engagés de qualité produits par les réalisateurs Chatrichalerm Yukol, Vichit Kounavudhi, Euthana Mukdasanit... C'est la première vague du cinéma thaïlandais.
À la fin des années 1990, on peut parler d'une « nouvelle vague » thaïlandaise, avec l'apparition de réalisateurs tels que Prachya Pinkaew, Banjong Pisanthanakun, Nonzee Nimibutr, Pen-ek Ratanaruang ou Apichatpong Weerasethakul, mondialement célébrés dans les festivals, ou de stars du cinéma d'action comme Tony Jaa.
Les principaux genres sont :
- les films d'arts martiaux avec Tony Jaa: Ongbak (2003), L'Honneur du dragon (2004), Ongbak2 (2008), Ongbak3 (2009)[118];
- les films d'horreur populaires en Asie: Shutter (2004), The Unseeable (2006), Le Pensionnat (2006), Alone (2007) ;
- les comédie horrifiques dont  Peemak (2013) avec 33 millions de dollars au box-office surtout en Asie[119] ;
- les films d'animation thaïlandais tels que: Khan Kluay (2006), Yak (2012), The Legend of Muay Thai: 9 Satra (2018)
- et aussi les films historiques, incontournables du cinéma thaïlandais : l'une des plus grosses productions est Suriyothai de Chatrichalerm Yukol en 2003. On peut citer également King Naresuan (2006), qui évoque le règne de Naresuan au XVIe siècle et d''autres films , tels Bang Rajan (2000) etc.

Parmi les artistes de danse pop de renommée internationale, citons la chanteuse de pop thaïlandaise Tata Young, le groupe de rock alternatif Tilly birds, la chanteuse de rap "Milli" Danupha Khanatheerakul, ainsi que Lalisa Manoban,.

### Cuisine
La cuisine thaï est très parfumée car elle utilise une variété d'herbes et de racines. Le pays est riche en fruits de mer, en poissons, en produits fermiers, en légumes, en herbes, en épices et en fruits. La présentation ajoute au plaisir de la dégustation. La sculpture des fruits et des légumes est en effet un art dans lequel excellent les Thaïlandais.

La cuisine thaïlandaise, bien que semblable en certains points à celle de ses voisins chinois, indiens et birmans, se démarque par des saveurs et des ingrédients originaux, tels que le curry, la menthe, la citronnelle, la coriandre ou encore le basilic rouge. Pimentée à l'excès pour le palais occidental et presque toujours accompagnée de sauces ou fumets de poisson (nam pla), elle rencontre un succès international croissant.

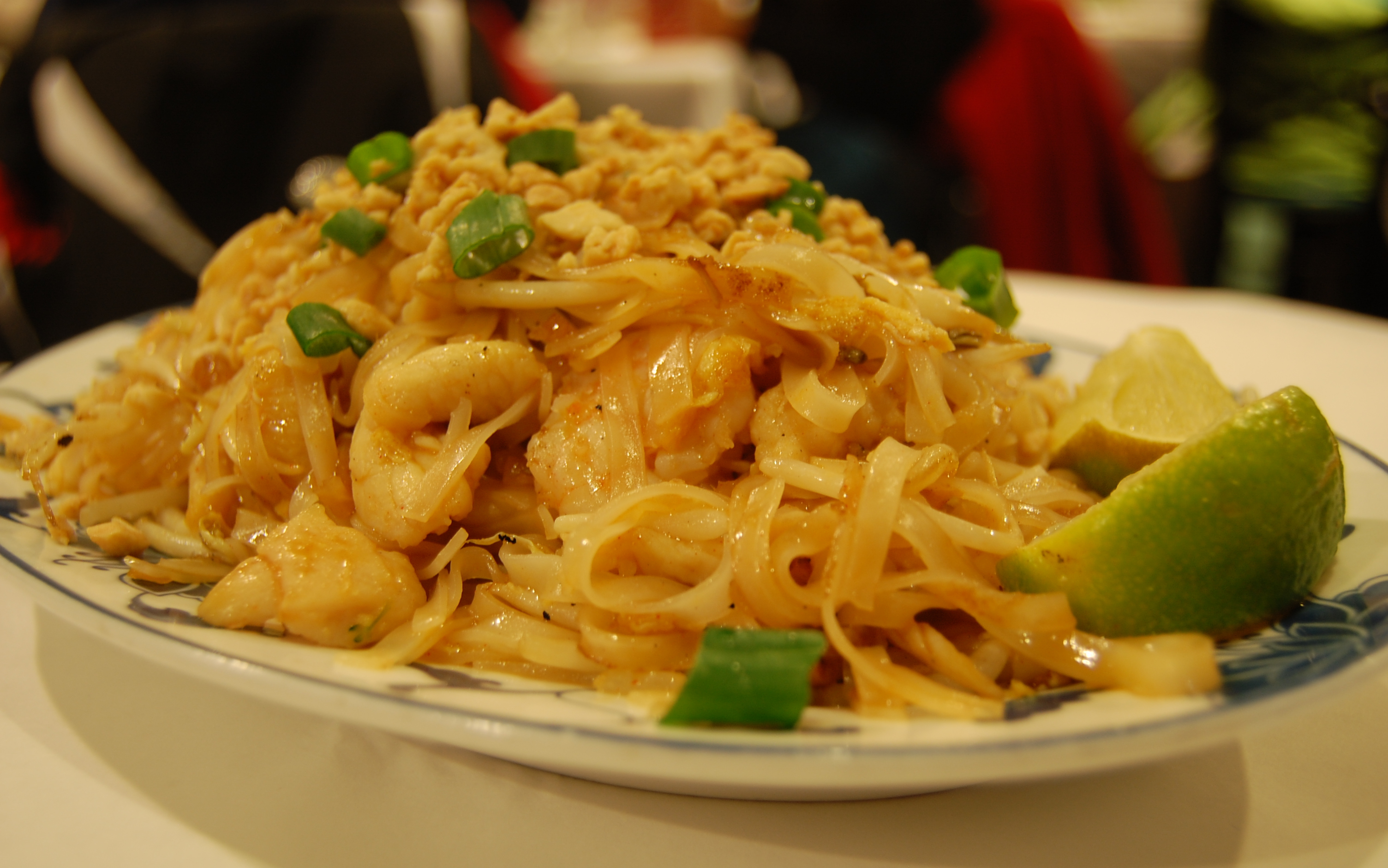
Phat thai
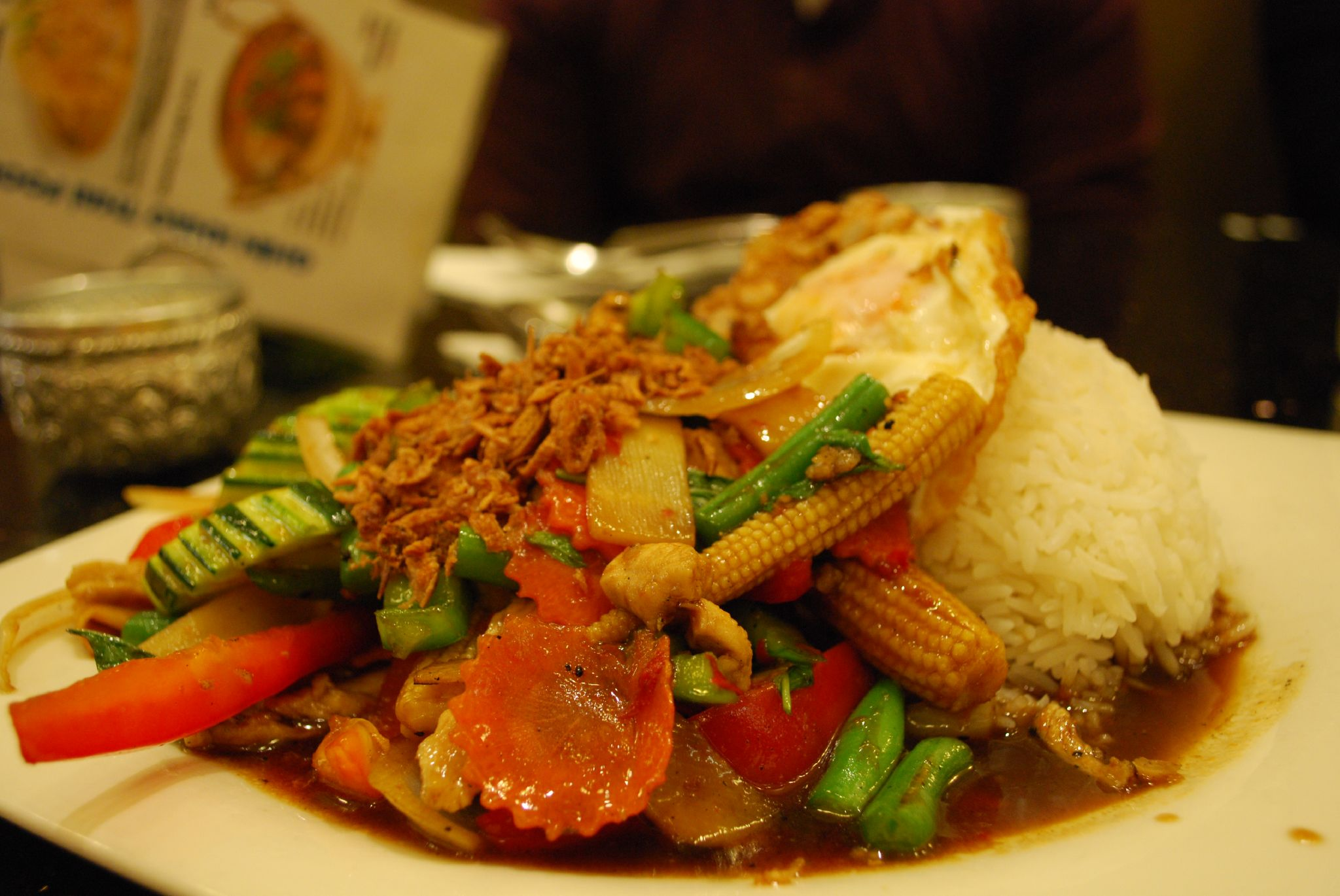
Phat kaphrao Kai
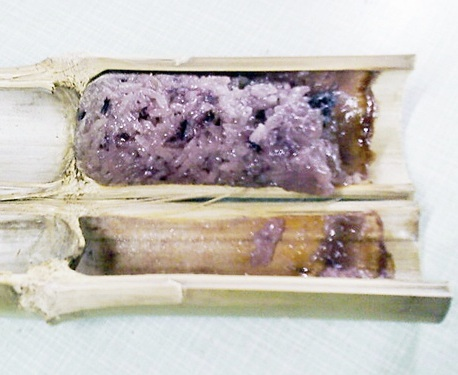
Khao lam
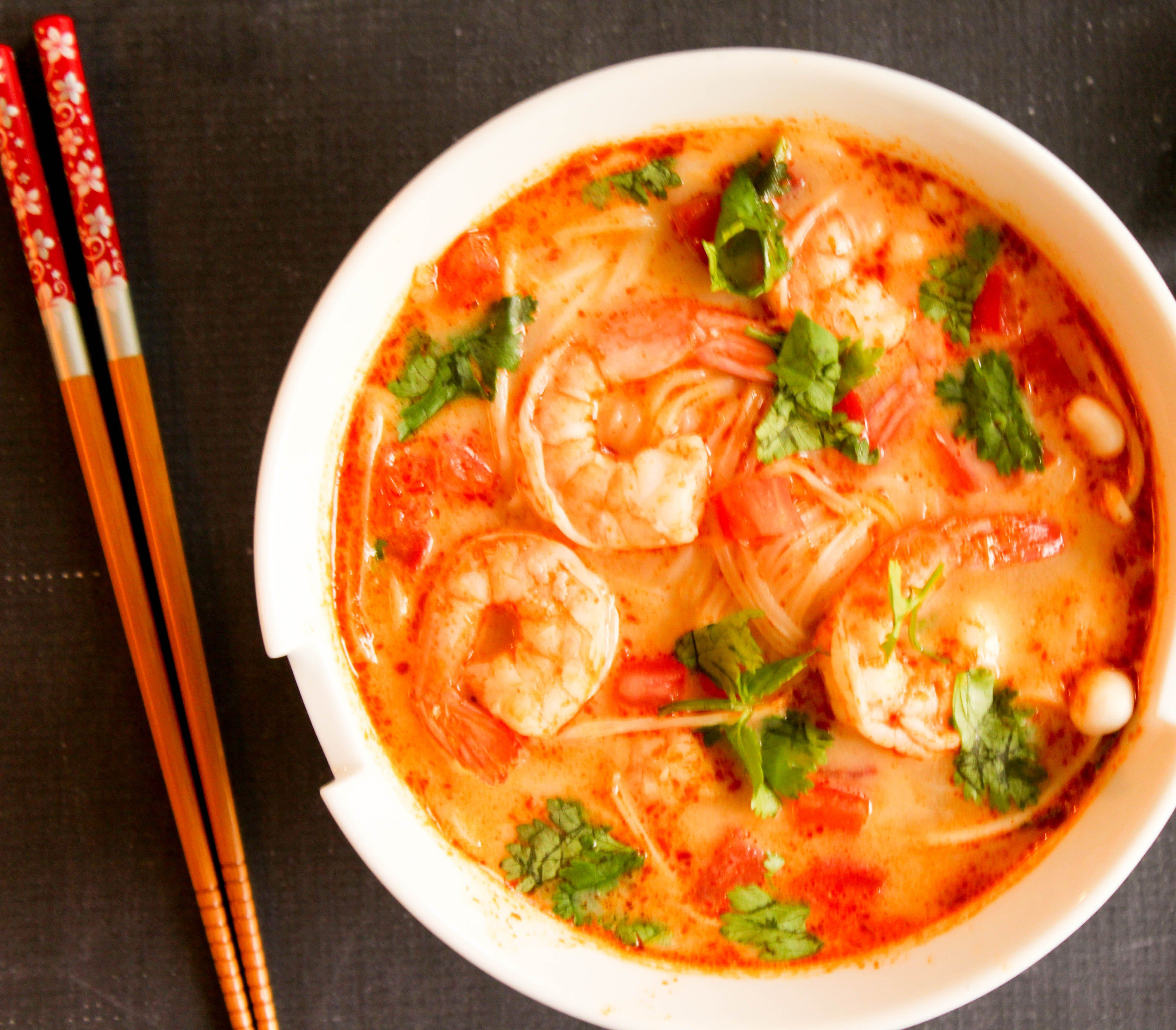
Tom yum
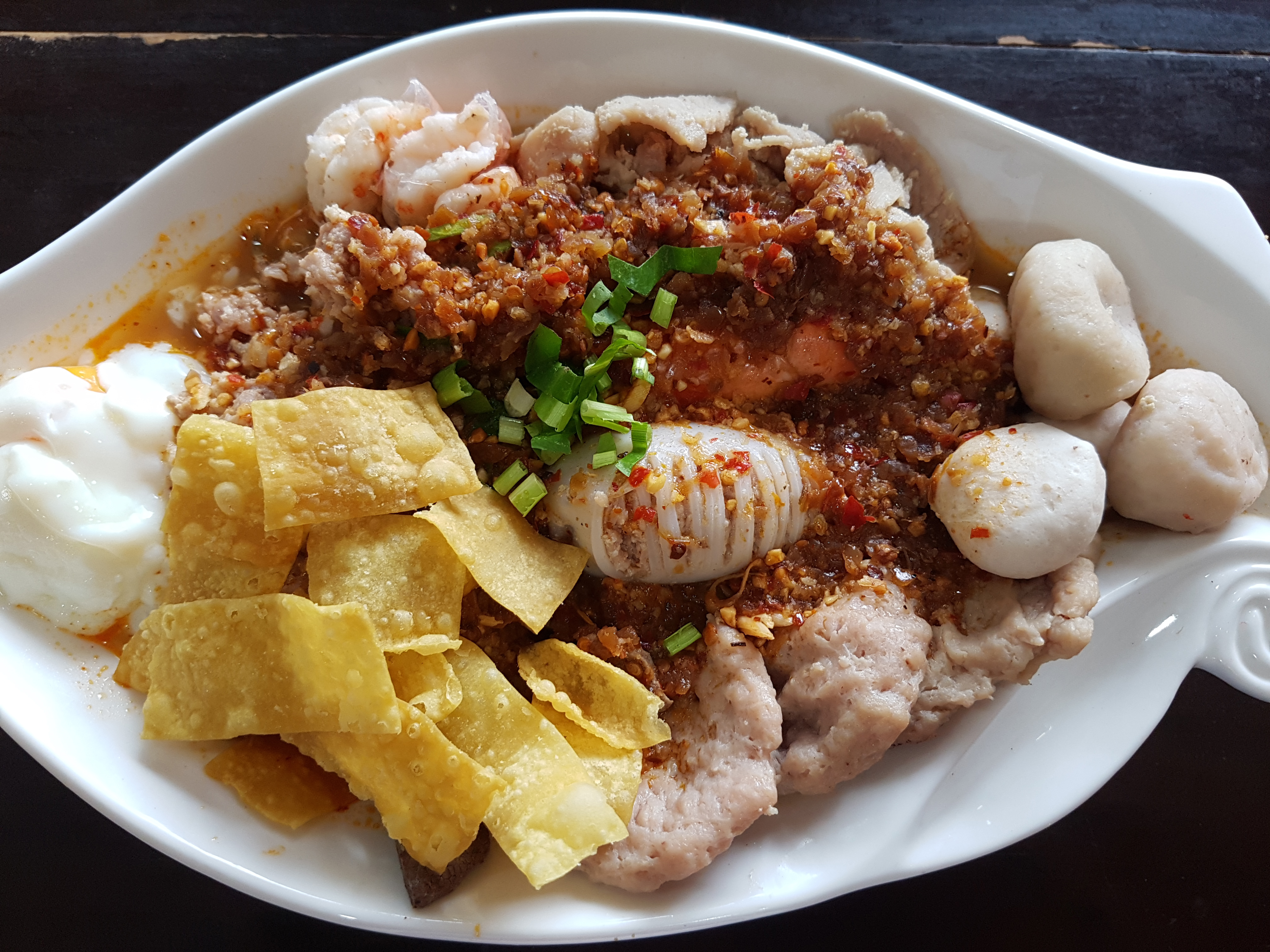
Tom yum Kway teow
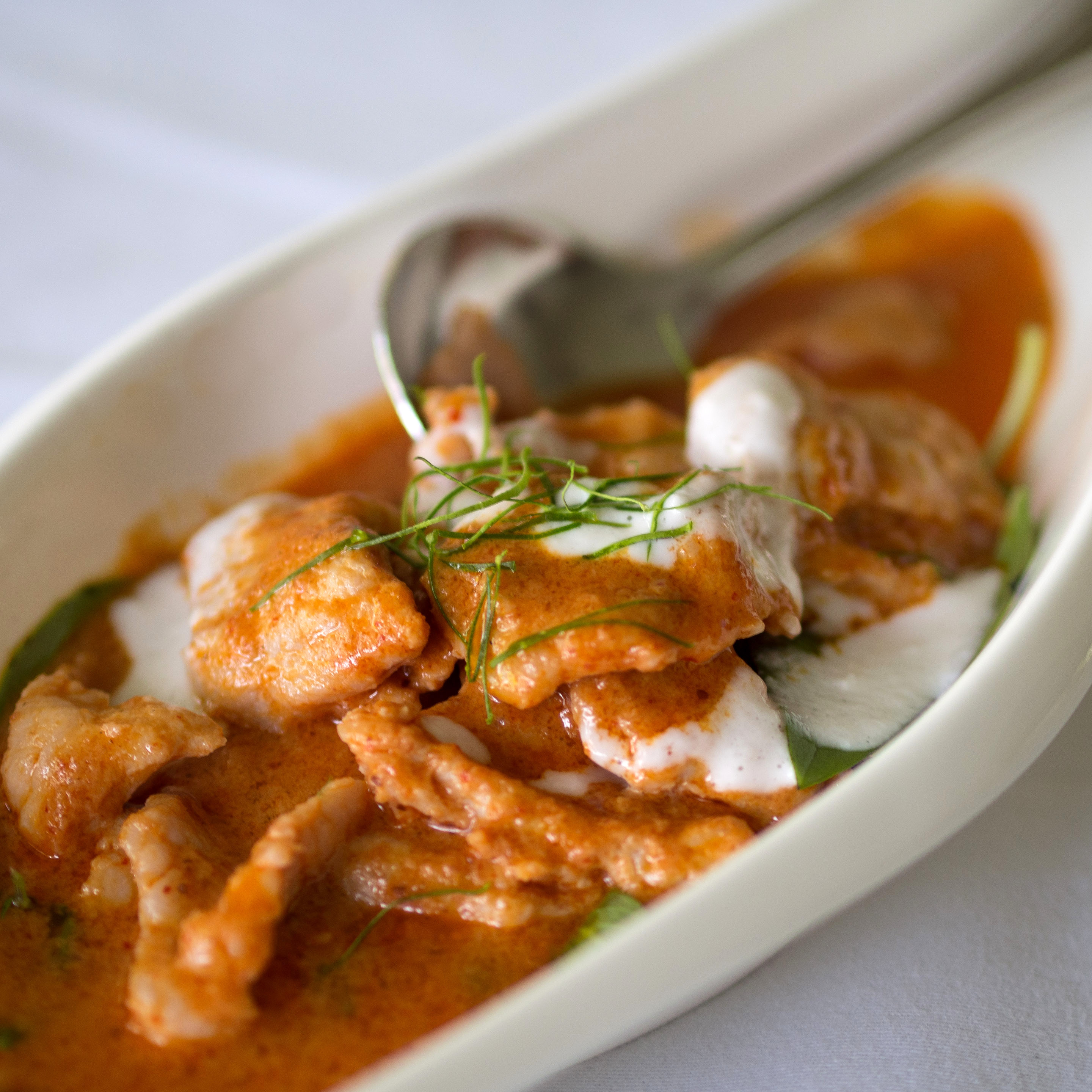
Curry panang
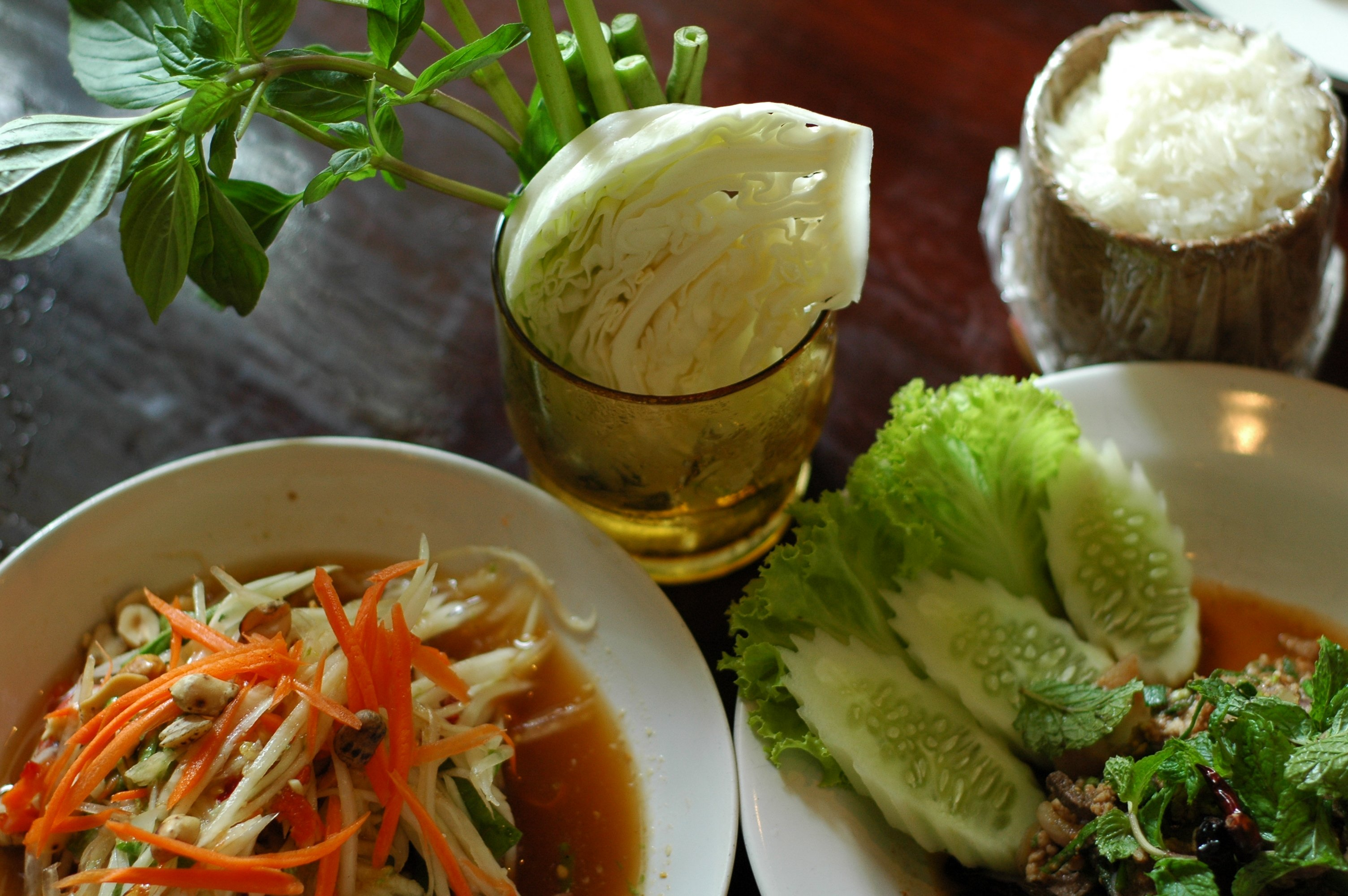
Som tum

## Traditions

### Art martial

#### Muay-thaï et muay boran
Muay-thaï est un art martial, et plus précisément, un sport de combat. La boxe thaïe trouve son origine dans des pratiques martiales ancestrales, notamment dans le muay boran (boxe traditionnelle) et le krabi krabong (pratique avec les armes). Elle doit sa popularité au fait qu’elle est une discipline nationale professionnalisée. Sa pratique permet à de nombreux pratiquants, athlètes (même très jeunes), entraîneurs, managers et promoteurs, d'en vivre. Elle représente un marché lucratif en Thaïlande générant autour d’elle une économie non négligeable. Comme les boxes apparentées elle a la réputation d’être une pratique de combat particulièrement violente et on lui reproche surtout de répandre l'idée selon laquelle « tous les coups sont permis ». Le muay-thaï est la forme moderne (codifiée au milieu du XVIe siècle) du muay-boran.
Au XVIe siècle, le muay-thaï faisait partie de l'entraînement militaire. Le roi Naresuan le grand (r. 1590-1605) aurait encouragé sa pratique à ce titre. Il atteignit sa plus grande popularité au début du XVIIIe siècle, sous le règne de Pra Chao Sua, « le Roi Tigre ». C'était le passe-temps favori de la population ; chaque village organisait des combats régulièrement. Le roi, qui était un boxeur de première force s'amusait à défier les champions locaux ! À l'époque les combattants protégeaient leurs poings en se bandant les mains avec du crin de cheval.
Selon une légende, Naï Khanom Tom, soldat et boxeur capturé par les birmans en 1767, fut opposé à dix champions birmans qu'il mit K.O.. Il est devenu un héros national, auquel les Thaïlandais rendent hommage chaque année à l'occasion de la « Nuit des boxeurs ».

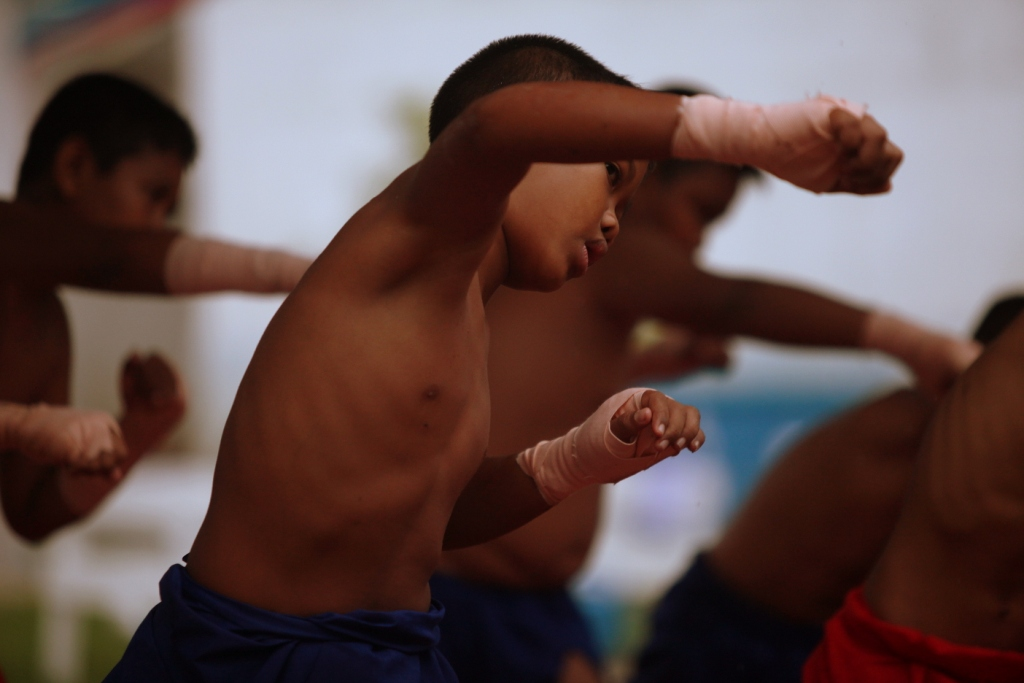
Des écoliers thaïlandais s'entraînant au Muay-thaï.

La pratique de la boxe thaïlandaise est considérée comme sport national en Thaïlande. De nombreux petits clubs d'entraînement (appelés « camps ») parsèment le pays et accueillent les jeunes à partir de sept ans. Les combats importants sont régulièrement retransmis tous les samedis et dimanches par les chaînes de télévision régionales et nationales.
Chez les professionnels, le combat se déroule en cinq rounds de trois minutes. Il est précédé par une « danse » rituelle : le Wai Khru Ram Muay durant laquelle le nak-muay (boxeur) porte le mongkon (bande de tissu autour de la tête pour marquer la tradition du peuple thaï et, entre autres, manifester le respect à son entraîneur ainsi que pour optimiser sa perception mentale). Cette danse est composée de gestes codifiés exécutés par les deux adversaires individuellement et qui peuvent être propres à chaque école ou style de muay-thaï.
Les coups autorisés sont les suivants : coups de poing, de coude, de genou et de pied. Les corps à corps peuvent être assez longs, et sont souvent l'occasion de coups de genou et peuvent se terminer par une projection voire être interrompus par l'arbitre. Le coup de pied circulaire à différentes hauteurs (tête, tronc et cuisses) est souvent délivré avec le tibia. Le coup de pied circulaire semble le plus usité et est souvent considéré comme le « coup de base » du combattant de compétition. Il est également possible d'effectuer une balayette dans le but de faire tomber et déstabiliser l'adversaire.

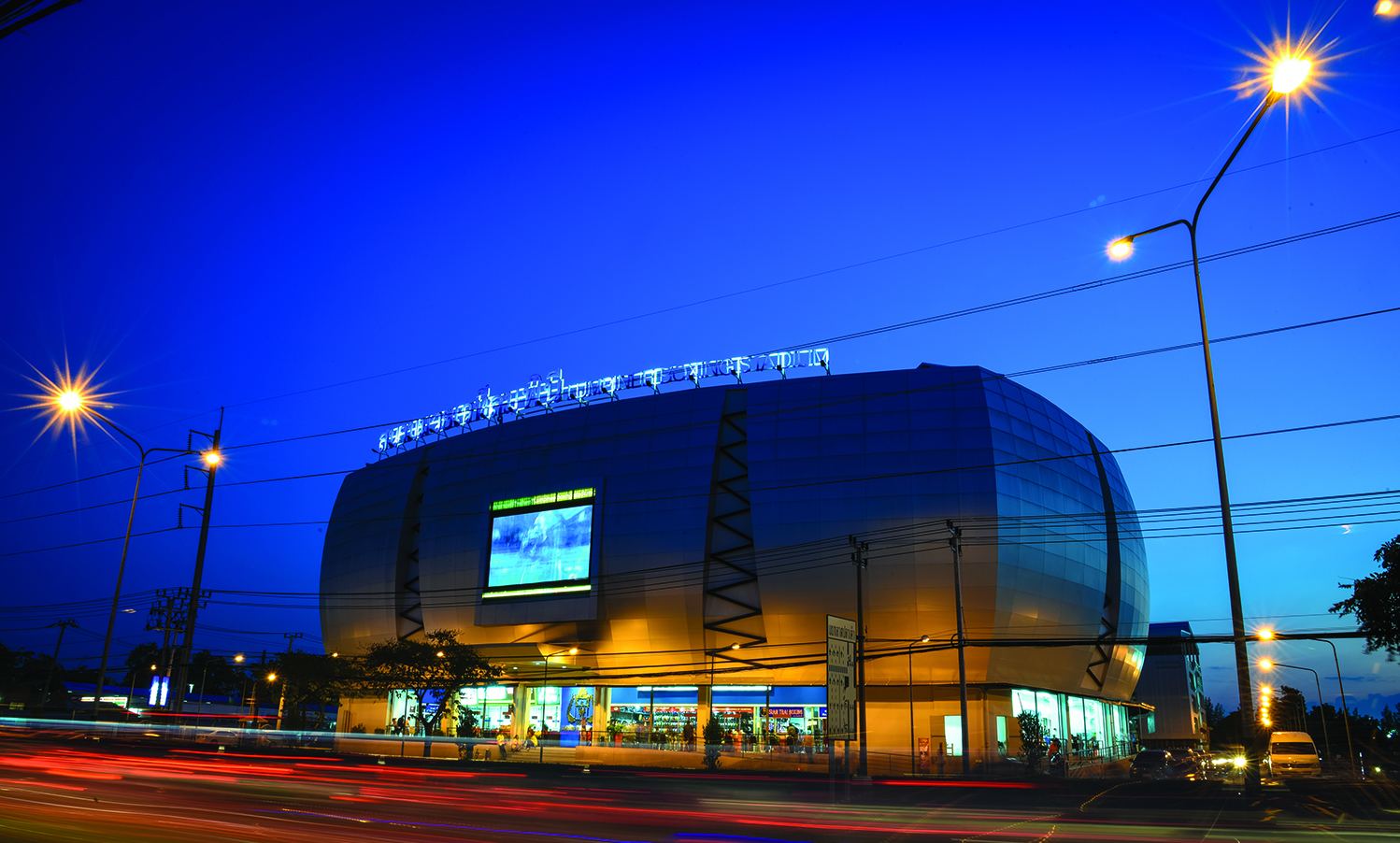
Stade de boxe du Lumpinee.

Les deux stades de muay-thaï les plus connus se trouvent à Bangkok : ce sont le stade de boxe du Lumpinee et celui du Rajadamnoen. Connus dans le monde entier, ils sont considérés comme la référence absolue en muay-thaï.

#### Krabi krabong
Dans le passé le travail, des armes, le krabi krabong (thaï : กระบี่-กระบอง) était un système d'attaque et de défense inventé par des guerriers inoccupés pour pratiquer et évaluer leur habileté au combat, aussi bien que pour se maintenir affuté et compétent pour la guerre. Sur le champ de bataille, ces techniques affinées sont devenues de véritables tourbillons de destruction et de mort.

### Fêtes et jours fériés

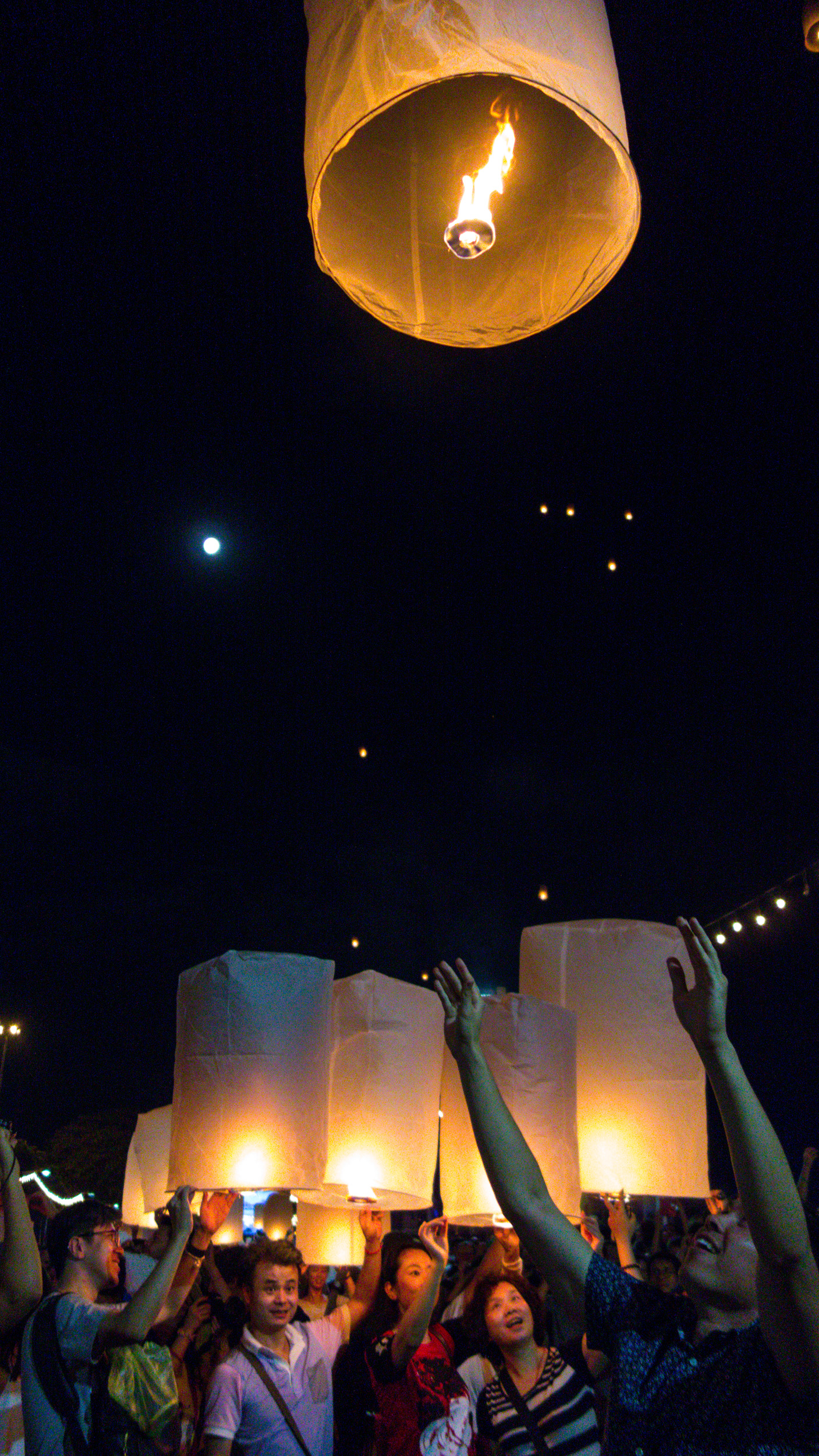
Loi Krathong
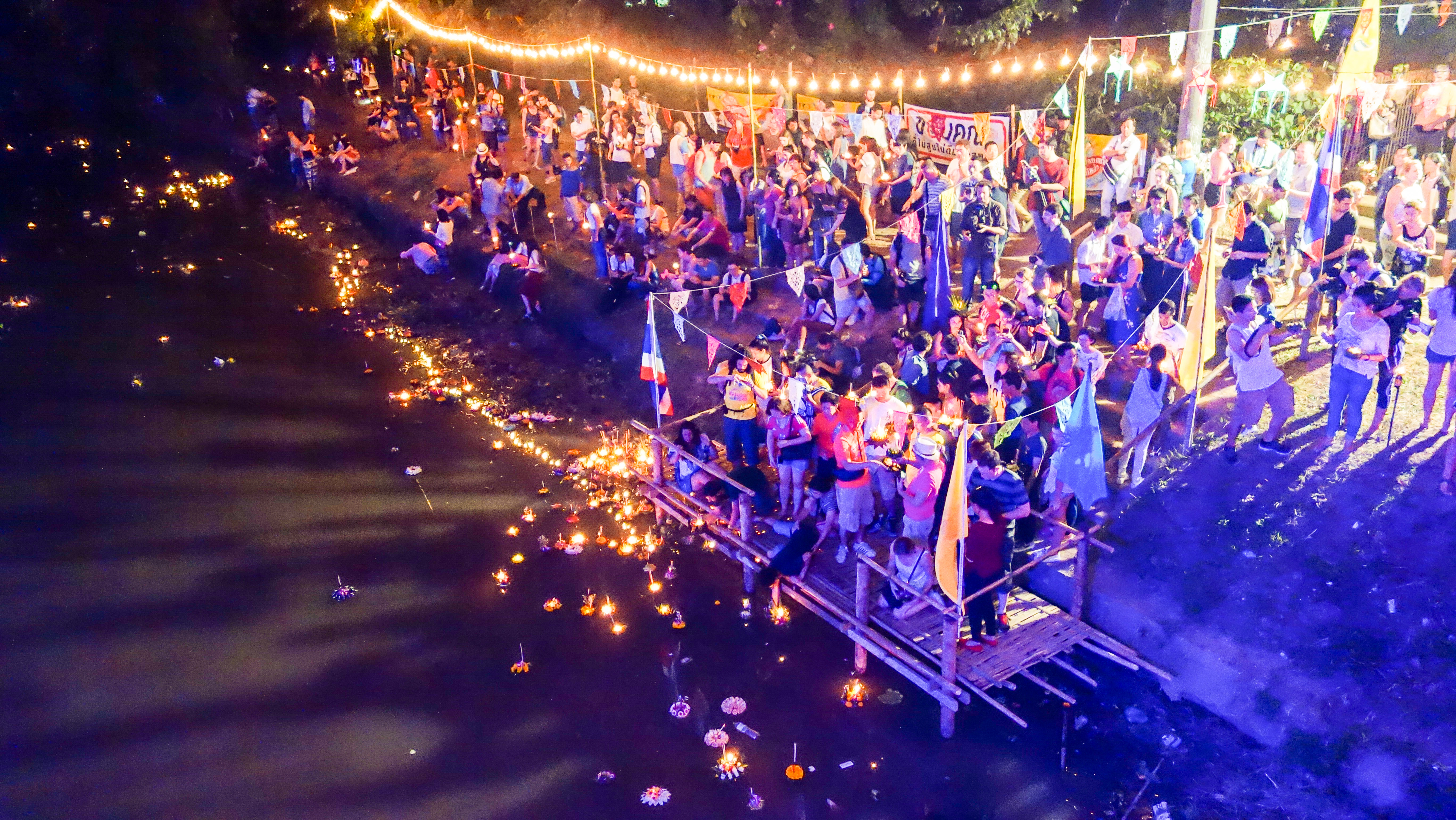
Loi Krathong
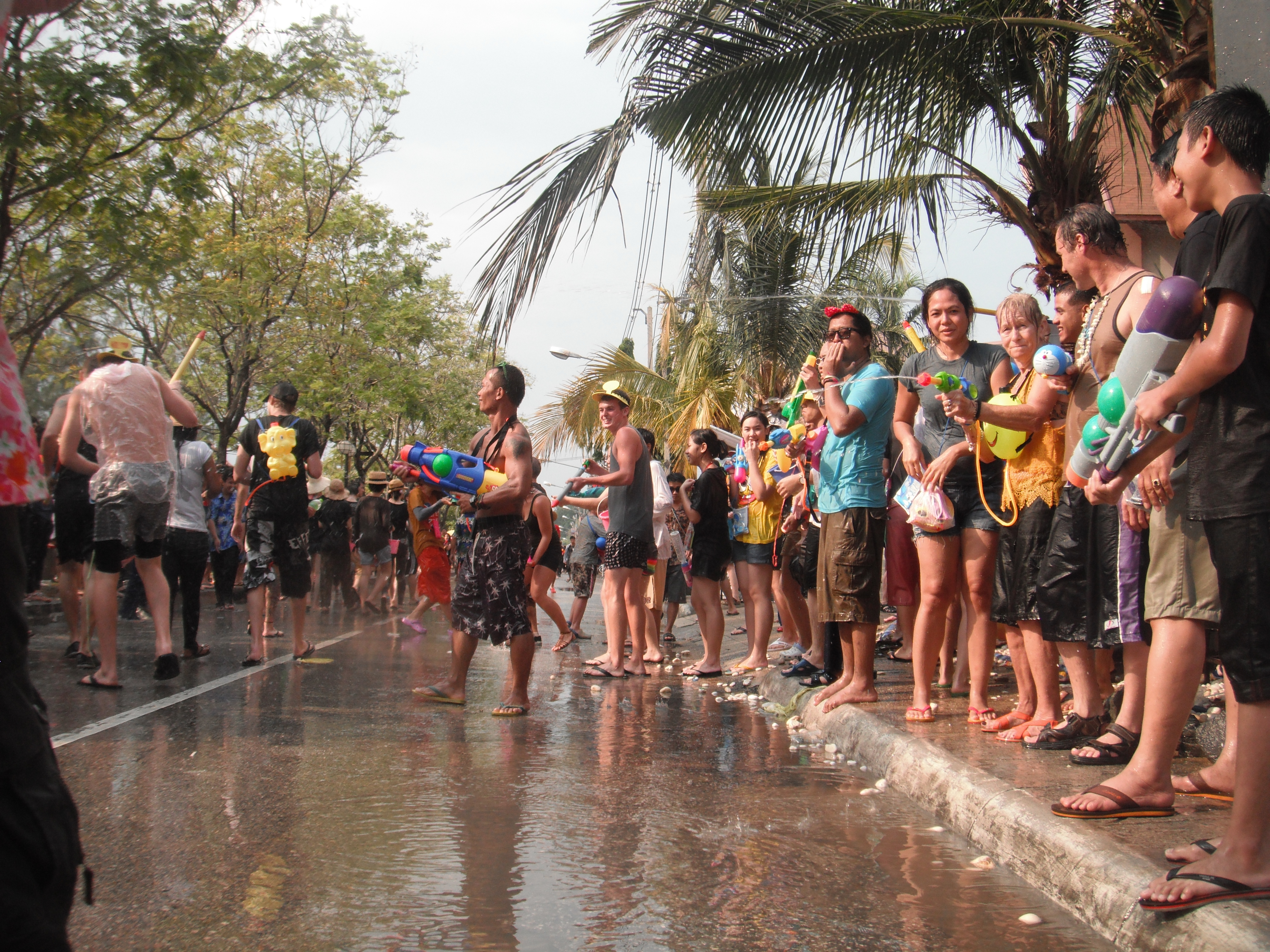
Nouvel an Thaï
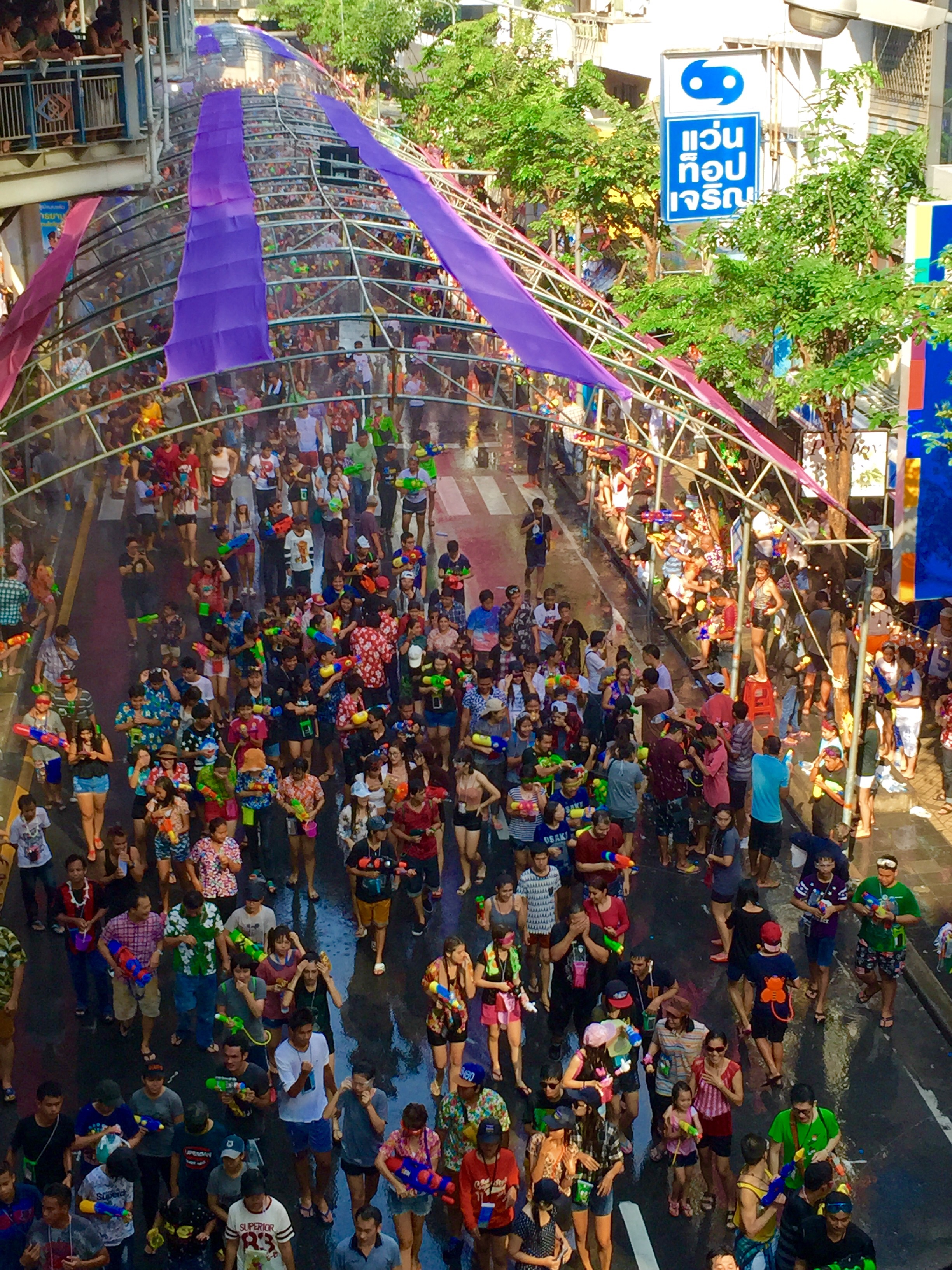
Nouvel an Thaï

| Date                             | Nom français                 | Nom local                        | Remarques                                                           |
| -------------------------------- | ---------------------------- | -------------------------------- | ------------------------------------------------------------------- |
| 1er janvier                      | Jour de l'an                 | วันขึ้นปีใหม่ (Wan Khuen Pi Mai)      |                                                                     |
| 5 février                        |                              | วันมาฆบูชา (Wan Makhabucha)        | D’après le calendrier lunaire thaï                                  |
| 6 avril                          | Journée du roi Chakri        | วันจักรี (Wan Chakkri)              | Célèbre le roi Rama Ier, fondateur de la dynastie Chakri            |
| 13 avril                         | Nouvel an Thaï               | วันสงกรานต์ (Wan Songkran)         | Début de la saison des pluies                                       |
| mai                              |                              | Wan Vaisakh Bucha                | D’après le calendrier lunaire thaï                                  |
| mai                              | Cérémonie du Labourage royal | วันพืชมงคล (Wan Phuetchamongkhon)  | Congé du gouvernement                                               |
| 1er mai                          | Fête du travail              | Wan rang kjang                   | Fermeture des banques                                               |
| 5 mai                            | Journée du couronnement      | Wan chattra mongkhon             | Célèbre le couronnement du roi Bhumibol Adulyadej (Rama IX) en 1950 |
| juillet                          |                              | วันอาสาฬหบูชา (Wan Asanhabucha)    | D’après le calendrier lunaire thaï                                  |
| juillet                          | Carême bouddhiste            | วันเข้าพรรษา (Wan Khao Phansa)     | D’après le calendrier lunaire thaï                                  |
| 1er juillet                      | Journée de la mi-année       |                                  | Fermeture des banques                                               |
| 12 août                          | Fête des mères               | Wan Mea                          | Célèbre l’anniversaire de la reine                                  |
| 23 octobre                       | Journée du roi Chulalongkorn | วันปิยมหาราช (Wan Piyamaharat)     | Célèbre l’anniversaire de la mort du roi Chulalongkorn (Rama V)     |
| Première pleine lune de novembre | Fête des Lumières            | Loi Krathong                     | Fin de la saison des pluies                                         |
| 5 décembre                       | Fête des pères               | Wan phor                         | Célèbre l’anniversaire du roi Bhumibol Adulyadej                    |
| 10 décembre                      | Journée de la constitution   | วันรัฐธรรมนูญ (Wan Ratthathammanun) | Célèbre le changement en monarchie constitutionnelle en 1932        |
| 31 décembre                      | Veille du nouvel an          | วันสิ้นปี (Wan Sin Pi)               |                                                                     |

- Loi Krathong
- Loi Krathong
- Nouvel an Thaï
- Nouvel an Thaï